# Carhaix-Plouguer
« Carhaix » redirige ici. Pour l’article homophone, voir Caret.
Carhaix-Plouguer (/kaʁɛ pluɡɛʁ/), communément appelée Carhaix, Karaez-Plougêr en breton, est une commune française du département du Finistère, en région Bretagne. Elle est le chef-lieu du Poher et fait partie de l'Argoat.
Elle est l'une des cités les plus florissantes de l'Armorique gallo-romaine. Son nom antique est Vorgium et elle est la capitale du peuple gaulois puis gallo-romain des Osismes.
Depuis 1992 s'y déroule le festival des Vieilles Charrues, l'un des principaux festivals de musique d'Europe.

## Géographie

### Situation et relief
Carhaix se situe dans le Poher, important territoire de la Cornouaille, enserré entre les monts d'Arrée au nord et les montagnes Noires au sud. L'agglomération s'est développée principalement sur un plateau situé vers 140 mètres d'altitude, en pente douce vers l'ouest, les altitudes les plus élevées étant à l'est au-delà de l'agglomération vers 155-169 mètres d'altitude.
| - Carte topographique de la commune de Carhaix-Plouguer. |

| Kergloff     | Plounévézel     | Treffrin Côtes-d'Armor    |
| Cléden-Poher | Carhaix-Plouger | Le Moustoir Côtes-d'Armor |
| Saint-Hernin | Motreff         | Plévin Côtes-d'Armor      |

### Hydrologie
Le plateau est limité au nord par la vallée encaissée de l'Hyères (dénivelé de 60 mètres qui imposa la construction d'un aqueduc à l'époque romaine pour pouvoir la franchir), qui coule vers 80 mètres d'altitude, et au sud par le ruisseau de la Madeleine dont le tracé a été repris par le canal de Nantes à Brest. L'Hyères provoque parfois de graves inondations : en mars 1903, la chapelle Sainte-Catherine située en Plounévézel mais à la limite de Carhaix, eut de l'eau jusqu'à la toiture et en 1910 jusqu'aux vitraux.

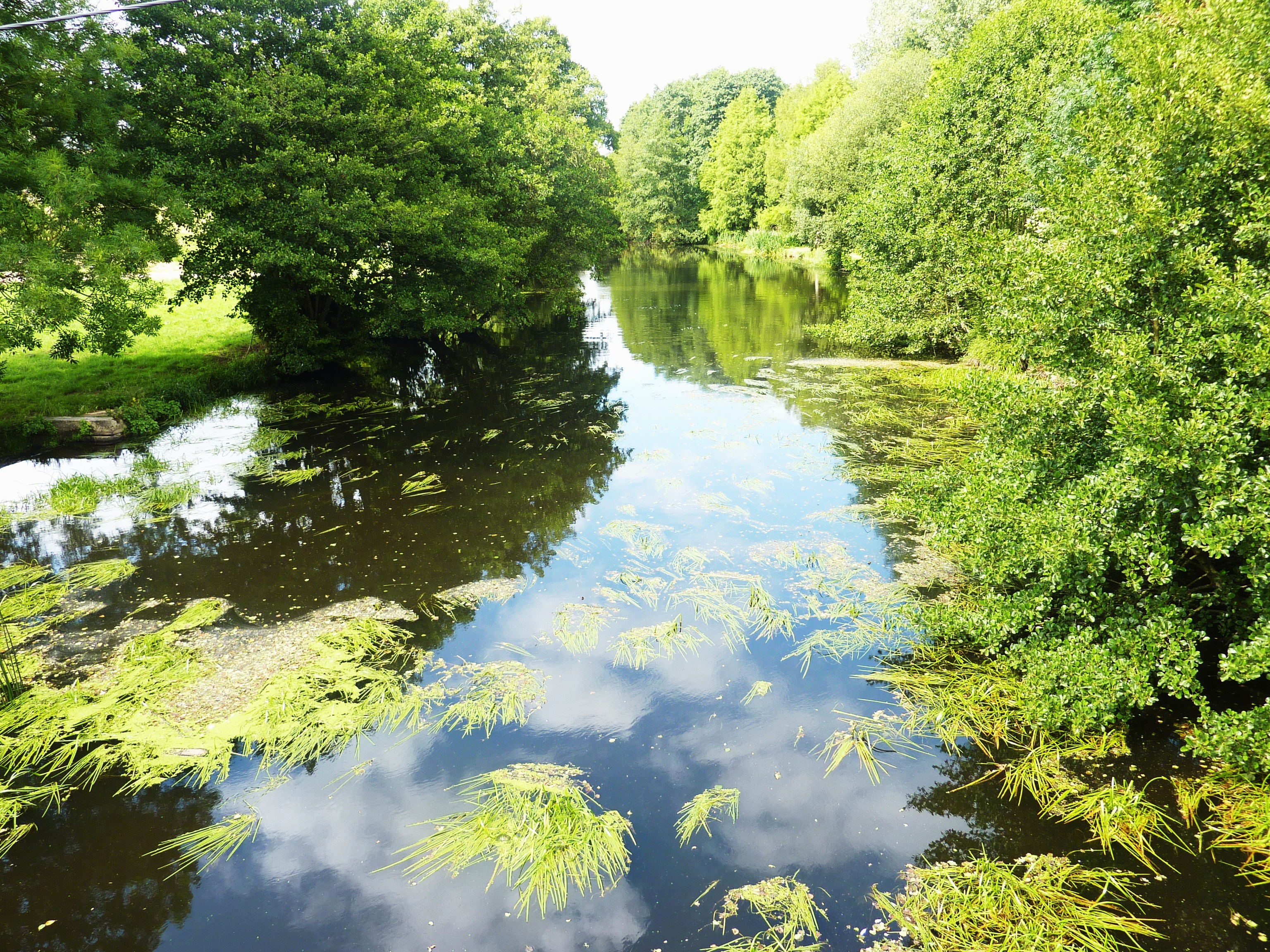
L'Hyères depuis le pont du Petit Carhaix (vue vers l'aval).
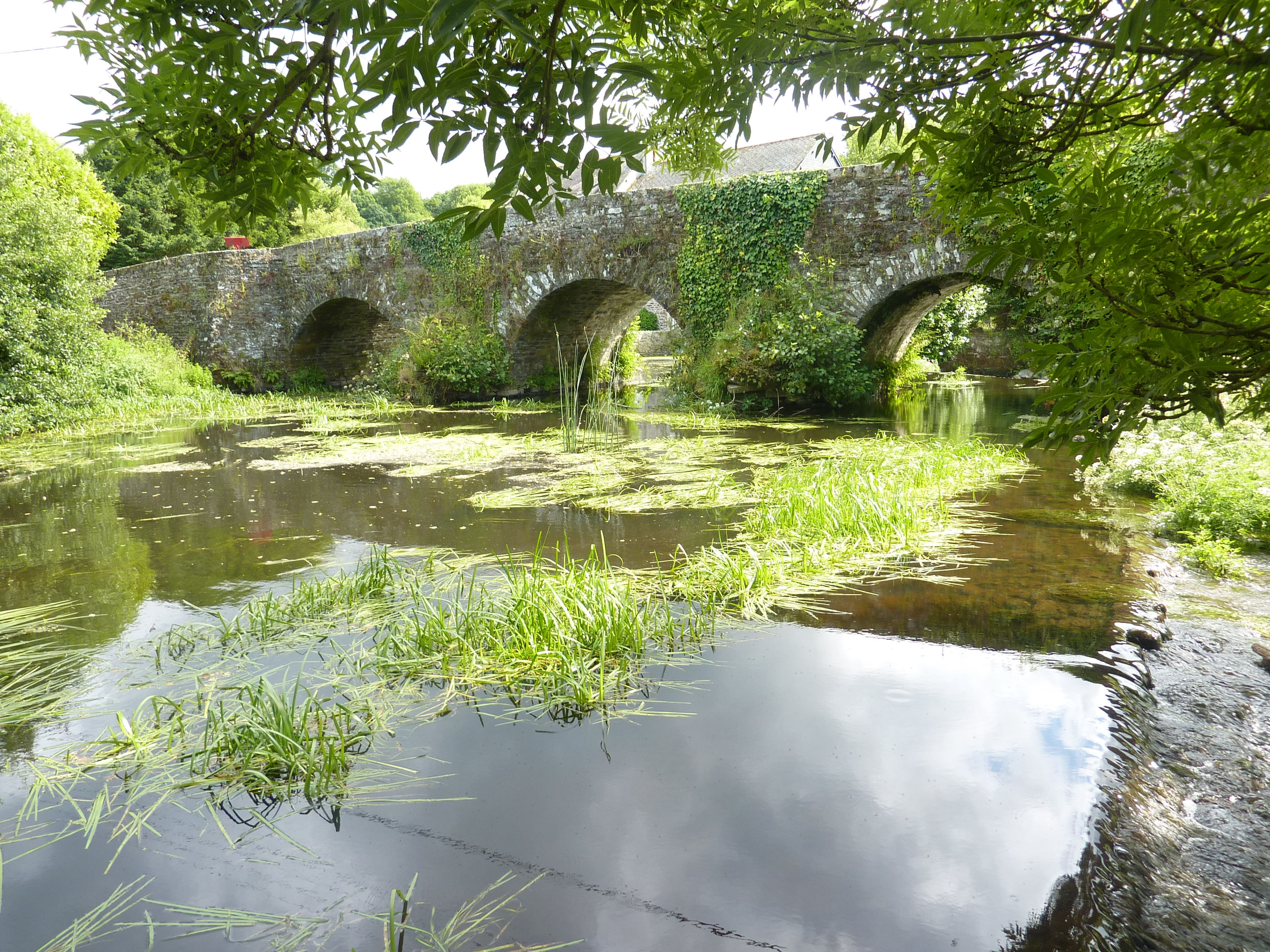
Le Petit Carhaix : le pont du XVIIIe siècle sur l'Hyères (vu du côté amont).
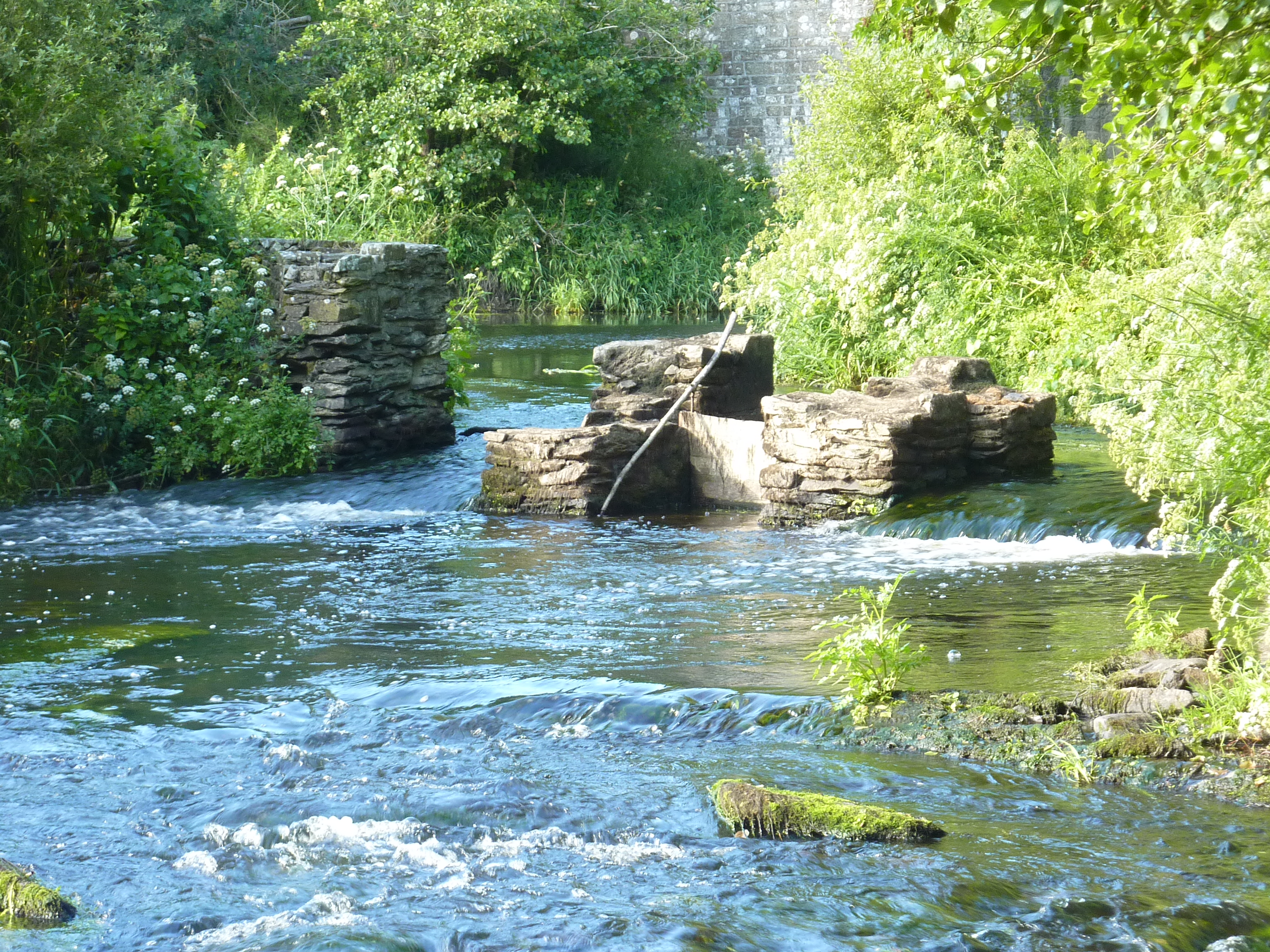
Carhaix : le Moulin-Meur sur l'Hyères, anciennes digue et vanne.
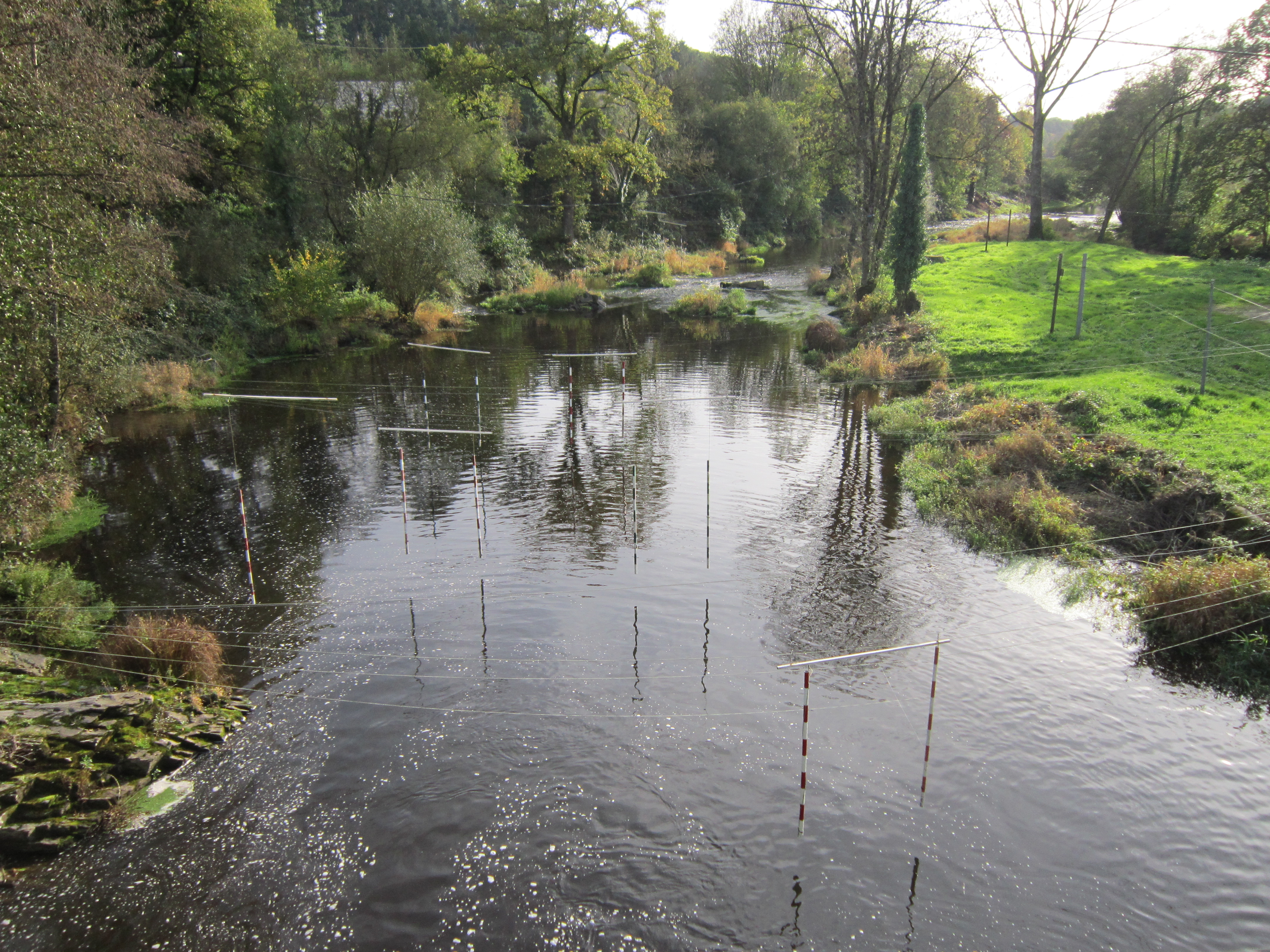
L'Hyères au Pont du Roy en Carhaix (côté aval).

Géologiquement, Carhaix se trouve au centre du bassin de Châteaulin, constitué principalement de schistes souvent ardoisiers et de grès et qui forme une dépression topographique entre monts d'Arrée et montagnes Noires.
Devenues communes à la Révolution française, Carhaix et Plouguer ont fusionné en 1956 et ont pris le nom de Carhaix-Plouguer. Dès 1862, le conseil municipal de Carhaix avait émis un vœu en ce sens.

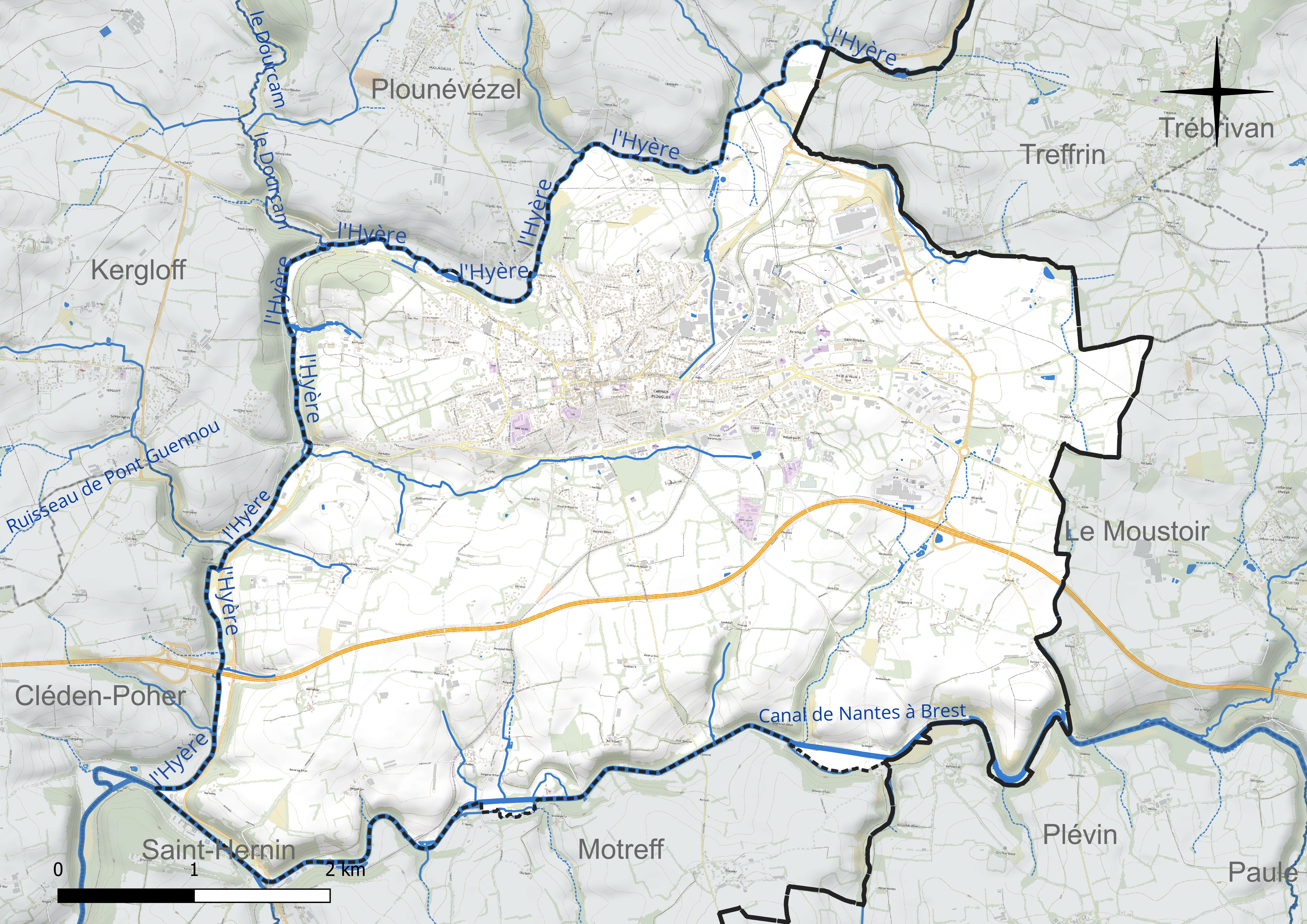
Réseau hydrographique de Carhaix-Plouguer.

### Climat
Le climat qui caractérise la commune est qualifié, en 2010, de « climat océanique franc », selon la typologie des climats de la France qui compte alors huit grands types de climats en métropole. En 2020, la commune ressort du type « climat océanique » dans la classification établie par Météo-France, qui ne compte désormais, en première approche, que cinq grands types de climats en métropole. Ce type de climat se traduit par des températures douces et une pluviométrie relativement abondante (en liaison avec les perturbations venant de l'Atlantique), répartie tout au long de l'année avec un léger maximum d'octobre à février.
Les paramètres climatiques qui ont permis d’établir la typologie de 2010 comportent six variables pour les températures et huit pour les précipitations, dont les valeurs correspondent à la normale 1971-2000. Les sept principales variables caractérisant la commune sont présentées dans l'encadré ci-après.
| Paramètres climatiques communaux sur la période 1971-2000 - Moyenne annuelle de température : 11,1 °C - Nombre de jours avec une température inférieure à −5 °C : 1,1 j - Nombre de jours avec une température supérieure à 30 °C : 1,4 j - Amplitude thermique annuelle : 11,4 °C - Cumuls annuels de précipitation : 1 065 mm - Nombre de jours de précipitation en janvier : 16 j - Nombre de jours de précipitation en juillet : 8,1 j |

Avec le changement climatique, ces variables ont évolué. Une étude réalisée en 2014 par la Direction générale de l'Énergie et du Climat complétée par des études régionales prévoit en effet que la température moyenne devrait croître et la pluviométrie moyenne baisser, avec toutefois de fortes variations régionales. La station météorologique de Météo-France installée sur la commune et mise en service en 1983 permet de connaître l'évolution des indicateurs météorologiques. Le tableau détaillé pour la période 1981-2010 est présenté ci-après.
| Mois                                  | jan.           | fév.           | mars          | avril           | mai           | juin           | jui.          | août           | sep.          | oct.            | nov.        | déc.           | année    |
| ------------------------------------- | -------------- | -------------- | ------------- | --------------- | ------------- | -------------- | ------------- | -------------- | ------------- | --------------- | ----------- | -------------- | -------- |
| Température minimale moyenne (°C)     | 2,9            | 2,6            | 3,8           | 4,6             | 7,5           | 9,8            | 11,7          | 11,7           | 9,6           | 8               | 5           | 3,3            | 6,7      |
| Température moyenne (°C)              | 5,7            | 6              | 7,8           | 9,4             | 12,6          | 15,2           | 17,1          | 17,1           | 14,9          | 12,1            | 8,4         | 6,2            | 11,1     |
| Température maximale moyenne (°C)     | 8,5            | 9,4            | 11,9          | 14,2            | 17,7          | 20,7           | 22,5          | 22,6           | 20,2          | 16,1            | 11,8        | 9,1            | 15,4     |
| Record de froid (°C) date du record   | −13 14.01.1985 | −10 09.02.1991 | −6,5 01.03.05 | −4,5 02.04.1996 | −2 13.05.10   | 0,8 22.06.1996 | 4 31.07.15    | 2,5 31.08.1986 | 1 30.09.18    | −4,5 30.10.1997 | −8 29.11.10 | −10 31.12.1996 | −13 1985 |
| Record de chaleur (°C) date du record | 14,5 24.01.16  | 23 27.02.19    | 23,5 20.03.05 | 29 20.04.18     | 30,5 26.05.17 | 34 27.06.19    | 35,5 19.07.16 | 39 09.08.03    | 31,5 04.09.13 | 28,5 02.10.11   | 21 01.11.15 | 17 19.12.15    | 39 2003  |
| Précipitations (mm)                   | 128,5          | 100,6          | 89            | 78,9            | 81,9          | 55,5           | 55,9          | 53,5           | 80,2          | 112,6           | 115,2       | 130,6          | 1 082,4  |

### Voies de communication et transports
Si Carhaix a en partie perdu le rôle de nœud en matière de transports qui fut le sien par le passé, la ville est toutefois au carrefour de deux axes routiers importants : la N 164, axe (Rennes) - Montauban-de-Bretagne - Loudéac - Rostrenen - Carhaix - Châteaulin, progressivement transformé en voie express et l'axe Lorient-Roscoff via Carhaix et Morlaix, à deux voies mais avec un profil modernisé. La ville a aussi conservé une liaison ferroviaire avec Guingamp qui lui permet des correspondances principalement avec Rennes et Paris.
En matière de transports urbains, depuis décembre 2007, une ligne de bus à la demande gratuite appelée Hep le Bus a ouvert ; cette ligne couvre désormais Carhaix et localités proches telles que Plounévézel, Saint-Hernin.

### Distance de plusieurs villes françaises (à vol d'oiseau)
Carhaix-Plouguer occupe une position de carrefour au centre de la partie occidentale de la péninsule bretonne. Elle se trouve approximativement à égale distance de plusieurs grandes aires urbaines : Brest, Quimper, Saint-Brieuc, Lorient.
| Ville                | Morlaix   | Guingamp    | Pontivy   | Quimper     | Lorient   | St-Brieuc   | Brest       | Vannes      | Rennes     | Nantes       | Le Mans    | Paris      |
| -------------------- | --------- | ----------- | --------- | ----------- | --------- | ----------- | ----------- | ----------- | ---------- | ------------ | ---------- | ---------- |
| Distance Orientation | 39 km (N) | 45 km (N-E) | 50 km (E) | 51 km (S-O) | 61 km (S) | 65 km (N-E) | 69 km (N-O) | 92 km (S-E) | 141 km (E) | 191 km (S-E) | 282 km (E) | 440 km (E) |

## Urbanisme

### Typologie
Au 1er janvier 2024, Carhaix-Plouguer est catégorisée petite ville, selon la nouvelle grille communale de densité à 7 niveaux définie par l'Insee en 2022.
Elle appartient à l'unité urbaine de Carhaix-Plouguer, une agglomération inter-départementale dont elle est ville-centre,. Par ailleurs la commune fait partie de l'aire d'attraction de Carhaix-Plouguer, dont elle est la commune-centre,. Cette aire, qui regroupe 18 communes, est catégorisée dans les aires de moins de 50 000 habitants,.

### Occupation des sols
L'occupation des sols de la commune, telle qu'elle ressort de la base de données européenne d’occupation biophysique des sols Corine Land Cover (CLC), est marquée par l'importance des territoires agricoles (70,6 % en 2018), en diminution par rapport à 1990 (79,9 %). La répartition détaillée en 2018 est la suivante :
zones agricoles hétérogènes (37,2 %), terres arables (30,3 %), zones urbanisées (21 %), zones industrielles ou commerciales et réseaux de communication (4,8 %), prairies (3,2 %), forêts (2,6 %), espaces verts artificialisés, non agricoles (1 %). L'évolution de l’occupation des sols de la commune et de ses infrastructures peut être observée sur les différentes représentations cartographiques du territoire : la carte de Cassini (XVIIIe siècle), la carte d'état-major (1820-1866) et les cartes ou photos aériennes de l'IGN pour la période actuelle (1950 à aujourd'hui).

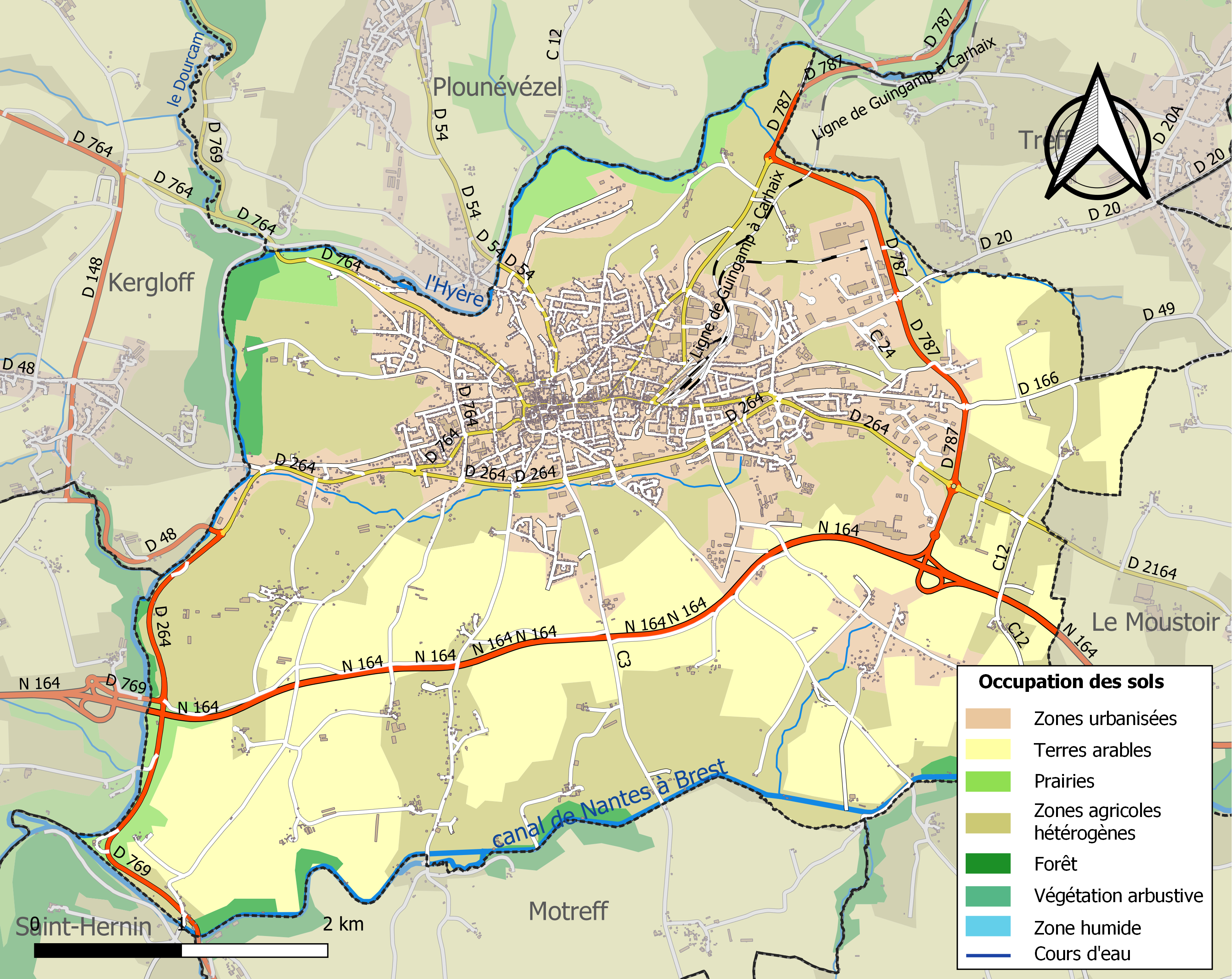
Carte des infrastructures et de l'occupation des sols de la commune en 2018 (CLC).

## Toponymie
Le nom en breton de la commune est Karaez-Plougêr.
Dans une charte signée du comte de Cornouaille, Hoël, pour faire « don d'une villa située près de Caer Ahes, dans laquelle se trouve l'église de sanctus Kigavus (saint Quijeau) », on trouve la forme la plus ancienne du nom de Carhaix, proche et contemporaine de celles mentionnées dans les romans médiévaux. La charte est nécessairement antérieure à la mort d'Hoël (1084). Saint-Quijeau est une ancienne trève rattachée à celle de Plouguer au XIIIe siècle.

Le nom breton est Karaez (orthographié Carahes au XIe siècle dans une charte du comte Hoël, basé sur le préfixe « Kaer » qui signifie « lieu fortifié »).
Carhaix est certainement la ville qui se cache derrière le Carahes des textes médiévaux.

À l'époque de La Tour d'Auvergne et au XIXe siècle, on croyait reconnaître dans Kaer Ahès, le nom, Ahès, de la légendaire fille de Gradlon qui aurait entraîné Ys dans sa perte.
Les grands chemins menant à Carhaix ont donc été souvent appelés « chemins d'Ohès » ou « chemins d'Ahès » (Bernard Tanguy). Ohès comme Ahès sont proches du nom Hoël.
L'identification du lieu Corophesium, mentionné uniquement dans les Annales de Lausanne, fait débat (Carhaix ou Coray ?) pour un des lieux de la guerre menée par Louis le Pieux contre le roi breton Morman. Il se peut que Corophesium ne représente ni l'un, ni l'autre, mais corresponde, comme l'indique Léon Fleuriot dans son livre Les Origines de la Bretagne (1987), à une erreur du scribe.
Bernard Tanguy rapproche Karaes de Carofes, attesté en bas-latin pour le nom de la cité des Diablintes et pour Charroux (Vienne). Ce serait alors un ancien *Carofum/*Carofensis (évolution de quadruvium en carruvium), inscrivant Carhaix dans sa fonction de carrefour routier. Pour lui, le Corophesium où se rend Louis le Pieux en 818 est une cacographie de Carophesium. D'ailleurs, l'association de Charlemagne avec Carhaix dans le Roman d'Aiquin ne pourrait-elle avoir comme source l'expédition de son fils, Louis le Pieux, à propos de laquelle est nommée Corophesium?
La permanence de la fonction de carrefour de Carhaix, jointe à son déclin au Bas-Empire, peut expliquer que, si la ville a été la capitale des Osismes, ceux-ci ne lui ont pas laissé leur nom comme cela a été le cas le plus souvent en Gaule.

## Histoire

### Préhistoire
La région de Carhaix a été occupée à partir de la fin de la Préhistoire dès le Ve millénaire. La fouille du site de Kergovo a révélé trois habitats, deux du début du Néolithique et un, en forme d'amande, qui date de la transition entre le Néolithique et l'âge du bronze. En 1999, la fouille préventive à la construction de la déviation sud de Carhaix (route nationale 164) a mis au jour deux enclos protohistoriques sur le site de la ferme de Kergoutois, à 2 km au sud de la ville de Carhaix.
La butte de Goasseac'h, au sud de la ville, est un grand cairn qui a conservé une hauteur de 1,50 mètre (mais qui était beaucoup plus haut à l'origine, car il a été utilisé comme carrière par la suite et une partie de sa structure s'est effondrée), datant du Néolithique moyen (daté d'environ 4 300 ans avant notre ère), similaire à celui de Barnenez. Une campagne de fouilles pendant l'été 2019, dirigée par l'archéologue Florian Cousseau, a permis de mettre au jour trois dolmens à chambre funéraire circulaire et de découvrir un vase campaniforme. Un four médiéval et des traces d'habitations ont également été détectées à proximité.

### Vorgium,petitecapitale gallo-romaine

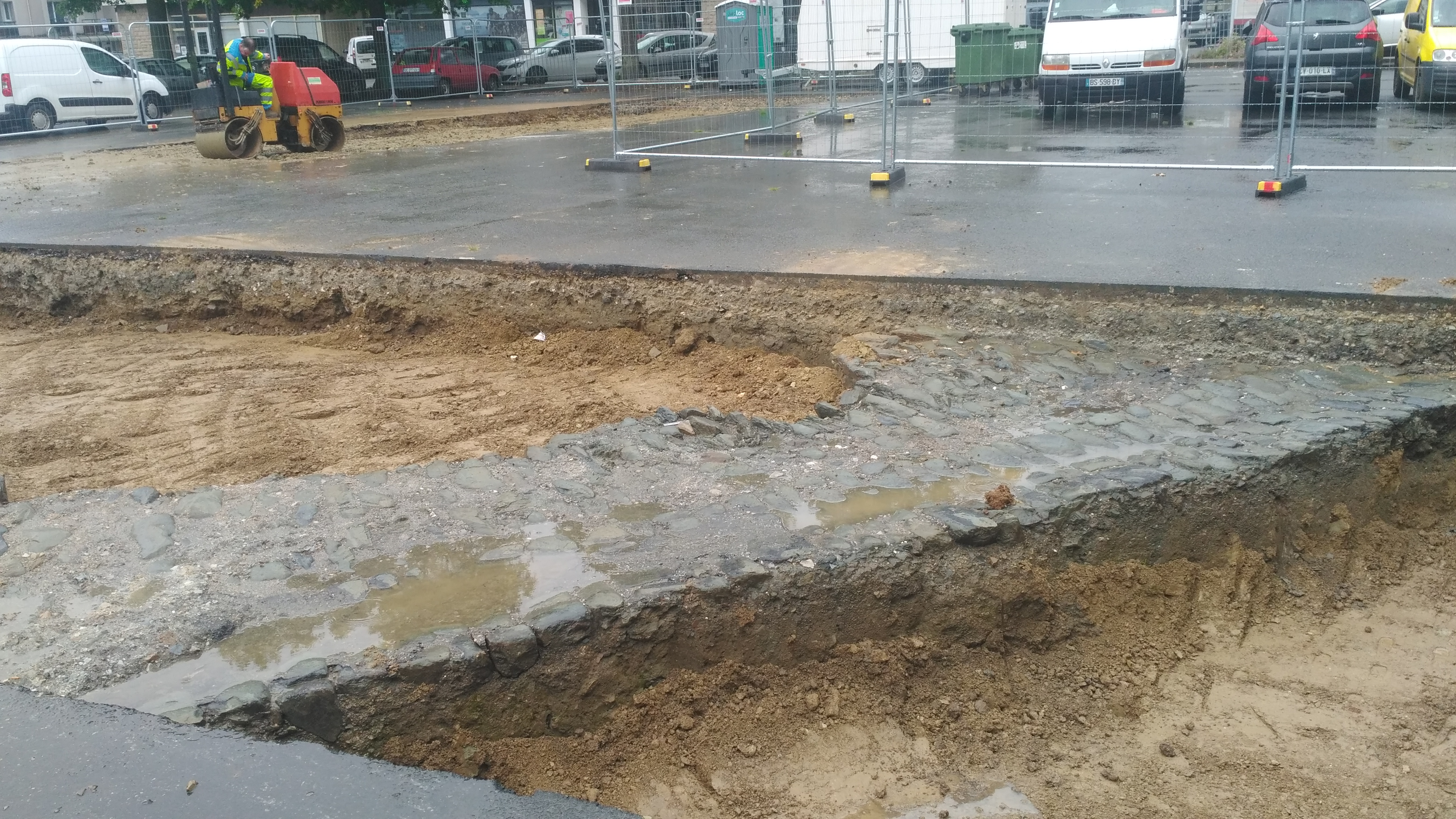
Fouilles archéologiques de la place du Champ-de-Foire.

L'agglomération gallo-romaine est donc une création ex nihilo résultant d'un choix délibéré de l'administration romaine, sans doute en raison de la situation centrale du lieu dans la cité des Osismes et de l'existence d'un plateau favorable à l'urbanisation, même si la date de création de la ville reste inconnue.
Des fouilles archéologiques commencées au XVIIIe siècle et maintenant méthodiques depuis 1995 font apparaître de plus en plus de restes de bâtiments. De nombreux vestiges gallo-romains y ont été trouvés et ils ont intéressé en son temps Théophile-Malo de La Tour d'Auvergne-Corret.
L'importance de l'agglomération a longtemps été mesurée par le réseau en étoile de voies antiques et le fait qu'un aqueduc, forcément coûteux et dont il reste plusieurs éléments a été construit pour capter l'eau d'une source située à 13 kilomètres sur le territoire de la commune actuelle de Glomel. Le conduit, large de 0,80 m et haut de 1,20 m, est bordé de moellons de granit recouvert d'un enduit de tuileau ; un tunnel de 900 mètres de long près du village de Kervoaguel (en Le Moustoir) fut creusé, constituant une prouesse technique.
Les fouilles sur le site de l'hôpital ont révélé que les modèles architecturaux romains ont été importés et adaptés pour une petite ville disposant des bâtiments officiels (forum, thermes, temples) et des équipements habituels dans la romanité de l'époque, dont un quartier regroupant des artisans.
 Le forum n'a pas pour l'instant été découvert, mais Louis Pape pense qu'il se trouvait au croisement des actuelles rues Brizeux et G.-Lambert, qu'il présente comme étant respectivement le cardo et le decumanus, mais ce n'est qu'une hypothèse pour l'instant.
Un fanum a été découvert à Kerdaniel et un escalier monumental mis au jour en 2004 au champ de foire appartenait peut-être à des thermes romains. Mais la trace la plus importante du passé gallo-romain de Carhaix trouvée jusqu'à présent reste les aqueducs : un premier aqueduc fut construit pendant la seconde moitié du Ier siècle de notre ère, acheminant les eaux d'un ruisseau distant de 11 km ; il contournait les inégalités du relief afin de suivre une pente régulière, mais il fallut toutefois construire à l'entrée de Vorgium un pont-aqueduc long d'un kilomètre et haut de 14 mètres pour que l'eau parvienne à un château d'eau situé en haut de l'agglomération. Ce premier aqueduc fut construit en partie en conduits de bois reliés par des plaques de fer et pour partie maçonné. Le second aqueduc qui date de la fin du IIe siècle, partant des actuelles communes de Paule et Glomel, parcourt un tracé sinueux de 27 km, avec une pente moyenne de 0,27 m par km, pour acheminer l'eau au prix de quelques prouesses techniques comme la construction d'un tunnel long de 0,9 km (près du lieu-dit Kervoagel au Moustoir) et d'un aqueduc de même longueur et haut de 13 mètres près du lieu-dit Kerampest.

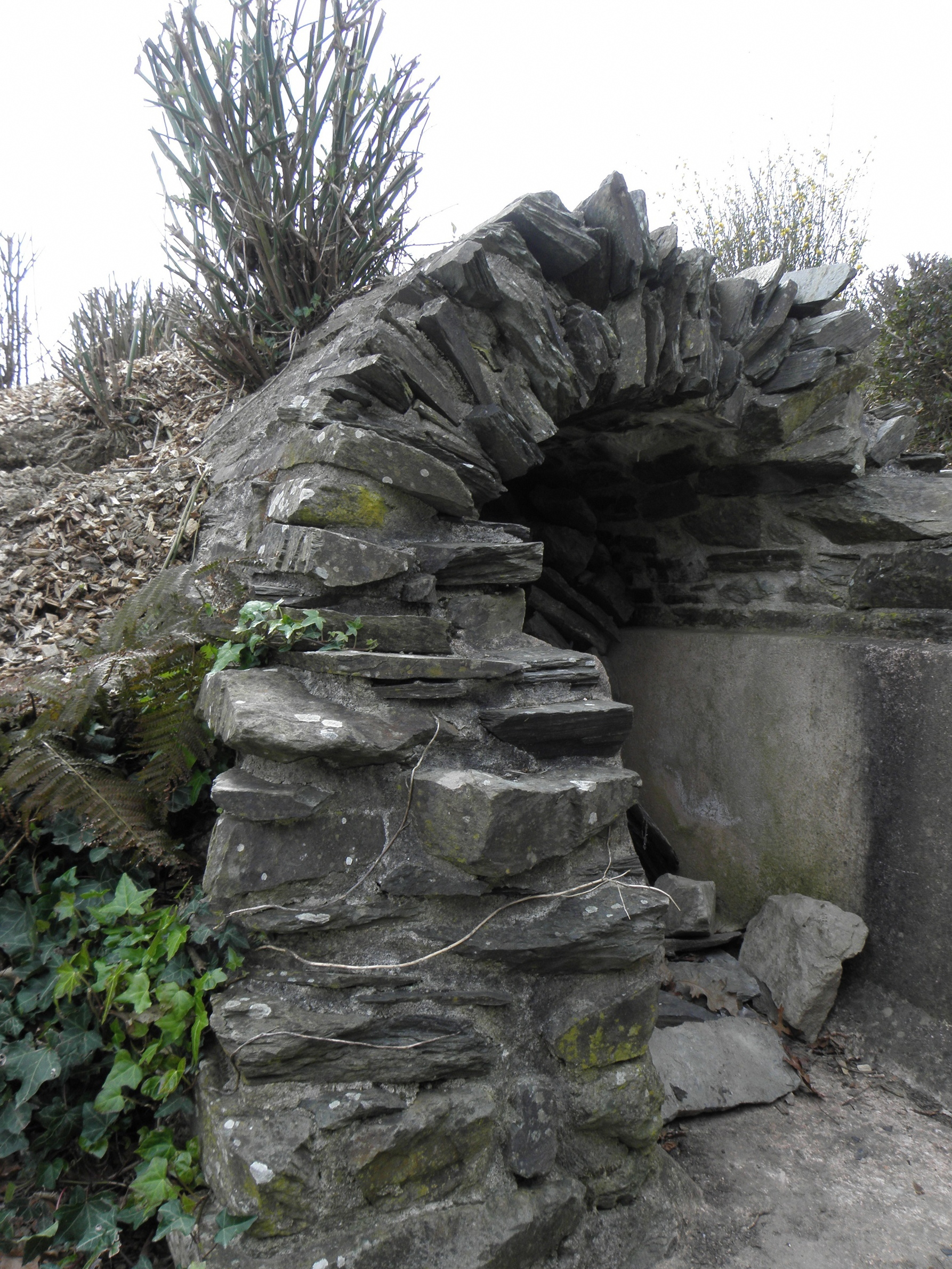
Aqueduc romain.

Cet aqueduc, long de 27 km a fait l'objet d'une étude globale menée par A. Provost et L. Aubry, qui a restitué l'ensemble de son tracé. « La conduite était constituée d'un canal maçonné enduit de mortier de tuileau de teinte rose. L'aqueduc était le plus souvent couvert de dalles de schiste [ardoisier] recouvertes d'une mince couche de terre [argileuse]. Ainsi pouvait-on facilement accéder à la conduite pour les opérations d'entretien ». Un tunnel long de 900 mètres fut foré dans le schiste à 25 mètres de profondeur sous une colline à Kervoaguel en Le Moustoir pour permettre le passage de l'eau, des puits espacés de 20 à 44 mètres ayant servi à évacuer les déblais lors du creusement du tunnel.

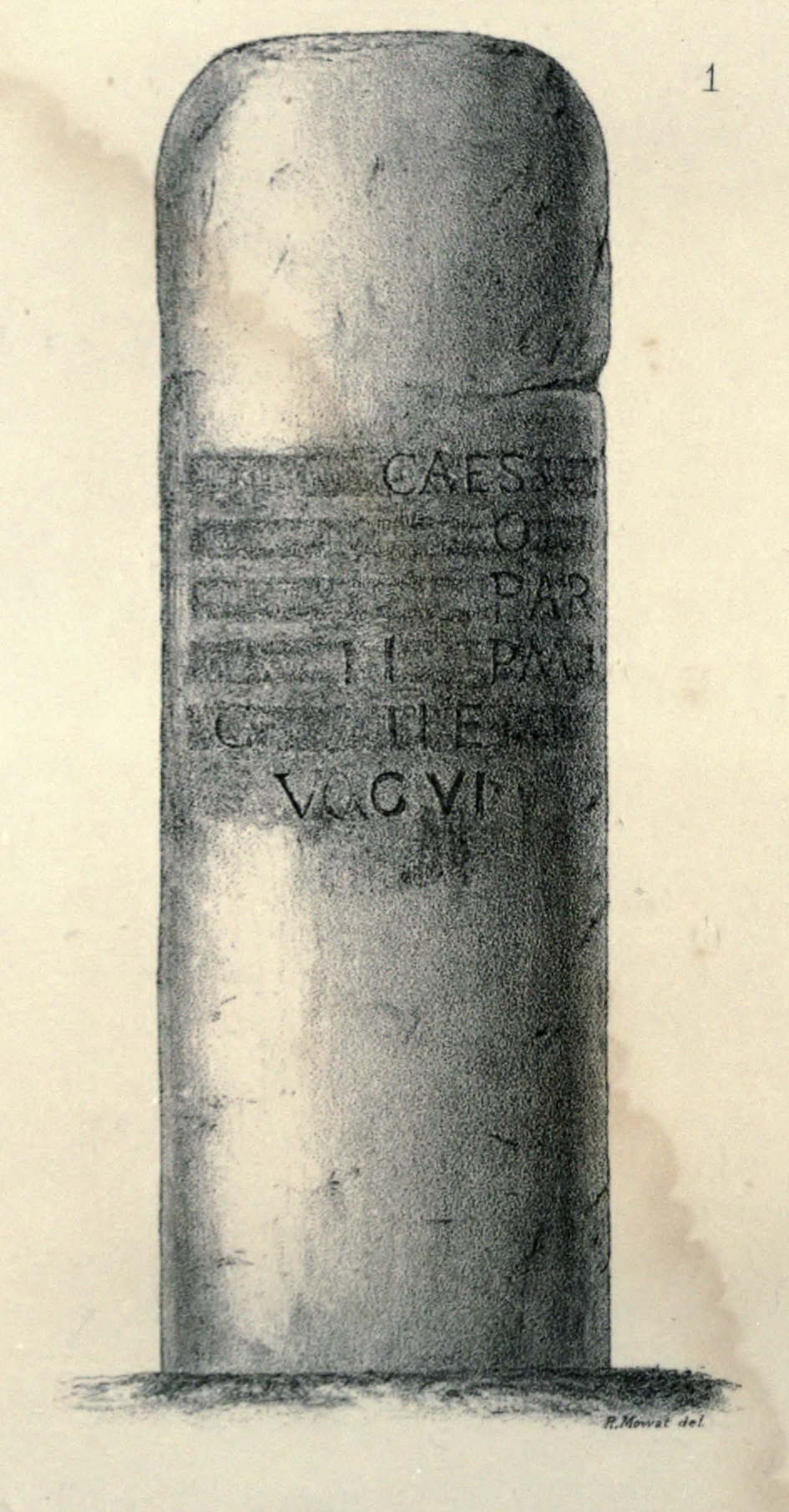
Relevé, par Robert Mowat, du milliaire de Maël-Carhaix (1874).

Les historiens s'accordent sur le fait que Carhaix était, à l'époque gallo-romaine, (et peut-être avant) la ville de Vorgium, chef-lieu de la cité des Osismes, qui est mentionnée dans la Géographie de Ptolémée au IIe siècle (sous le nom de Vorganium, mais un doute existe, plus probablement s'agit-il de Kernilien en Plounéventer et non de Carhaix), puis dans la table de Peutinger. L'assimilation de Vorgium à Carhaix a été proposée en 1874 par Robert Mowat au vu d'une borne milliaire trouvée à Maël-Carhaix. Cette thèse a été confirmée par Louis Pape et est maintenant généralement admise par Jean-Yves Éveillard qui note que la distance entre Darioritum (Vannes) et Carhaix est exactement celle de la table de Peutinger (44 lieues romaines) et que, dans la liste des villes des Notes tironiennes, Vorgium suit Othismus comme son remplaçant.
Deux étymologies sont proposées pour Vorgium. Soit un radical gaulois *verg qui désigne souvent un ouvrage fortifié, soit, pour ceux qui pointent qu'aucun lieu fortifié n'a été attesté à l'époque antique, un mot gaulois *worrike désignant le saule.
Deux trésors monétaires trouvés dans la ville, tous deux datés de la fin du IIIe siècle, illustrent un enfouissement monétaire lié à la peur d'envahisseurs et des traces d'incendies à cette époque ont été identifiées. L'aqueduc est abandonné également au IVe siècle. La cité ne semble pas toutefois avoir été complètement abandonnée, une grande domus du IVe siècle a été trouvé à l'emplacement de l'actuel centre hospitalier, abandonnée toutefois dans le troisième quart du IVe siècle. La ville est au cours des IVe siècle et Ve siècle rebaptisée Othysmus ou Civitas Osismorum. L'absence de fortifications du Bas-Empire laisse supposer la perte de la fonction de capitale des Osismes que Carhaix détenait jusque-là, peut-être au profit de Brest, pour répondre aux attaques des pirates scots, puis, de Saint-Pol-de-Léon et des ports d'estuaires bien abrités comme Morlaix et Quimper.
Une « réserve archéologique » a été décidée en l'an 2000 rue du Docteur-Menguy (anciens Ets Le Manac'h vins) pour protéger les ruines de Vorgium trouvées au sud-ouest du centre-ville et les terrains sont désormais propriété du conseil général du Finistère.

### Carhaix, carrefour de voies romaines puis royales; les «chemins d'Ahes»

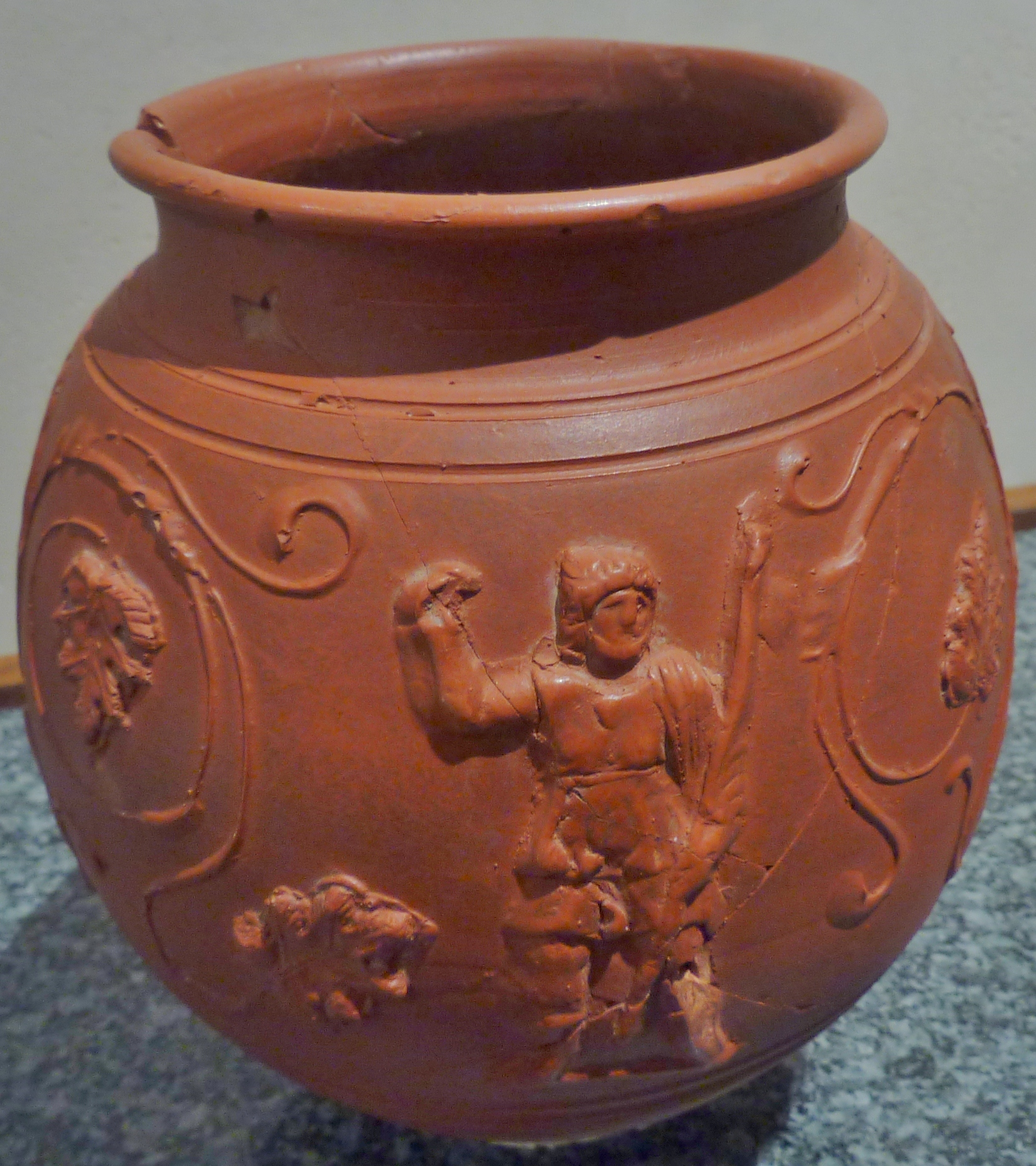
Vorguim : vase gallo-romain à décor de guerrier, du dieu Bacchus et de pampres en terre cuite sigillée (180 et 250 apr. J.-C.).

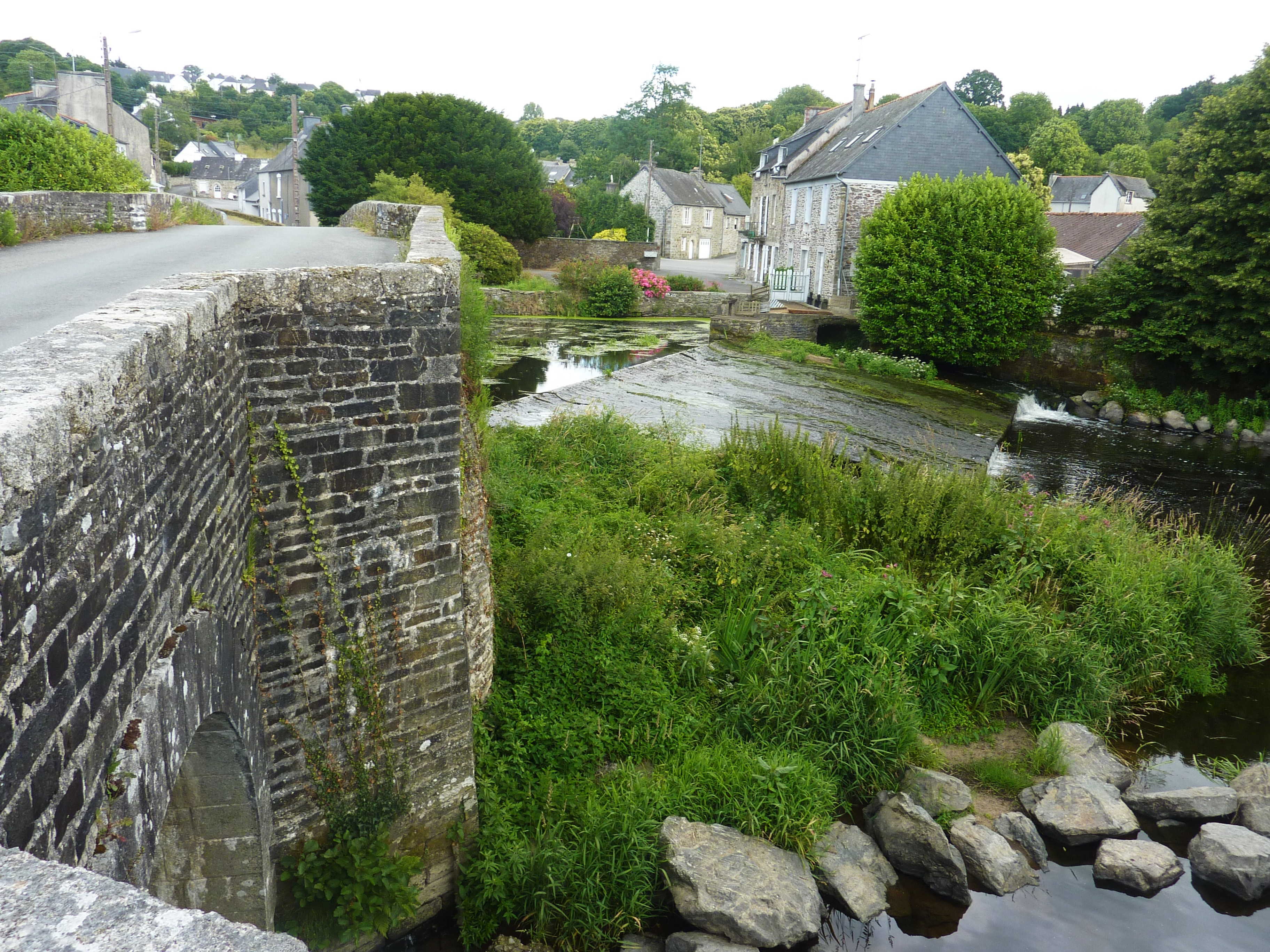
Le Petit Carhaix : l'Hyères et le vieux pont du XVIIIe siècle.

Dès l'époque romaine, Vorgium (Carhaix) a été un véritable carrefour, les Annales de Lausanne en 818 dénomment même Carhaix (où Louis le Pieux et son ost (= armée) aurait séjourné à cette date) Corophesium (= carrefour) en raison de sa position centrale dans l'ouest de la péninsule armoricaine : huit voies romaines sortaient de Carhaix allant, en tenant compte des embranchements, dans 12 directions différentes.
- la voie sortant vers le nord, via Moulin-Meur pour le franchissement de l'Hyères, en direction de l'Aber-Wrac'h.
- la voie sortant via le Petit-Carhaix pour le franchissement de l'Hyères en direction de l'est de Poullaouen et du Huelgoat où elle se subdivisait en deux embranchements, l'un vers Morlaix, l'autre vers Vorganium (Kerilien en Plounéventer).
- la voie vers le nord-est en direction de Lannion et Tréguier, qui se confondait un temps avec celles en direction de Corseul et Condate (Rennes), via Sainte-Catherine même si le pont actuel est un pont médiéval (tracé de la D 787 vers l'est via Le Moustoir)
- la voie vers le sud, passant par Pont-Bihan, en direction de Motreff et Quimperlé ;

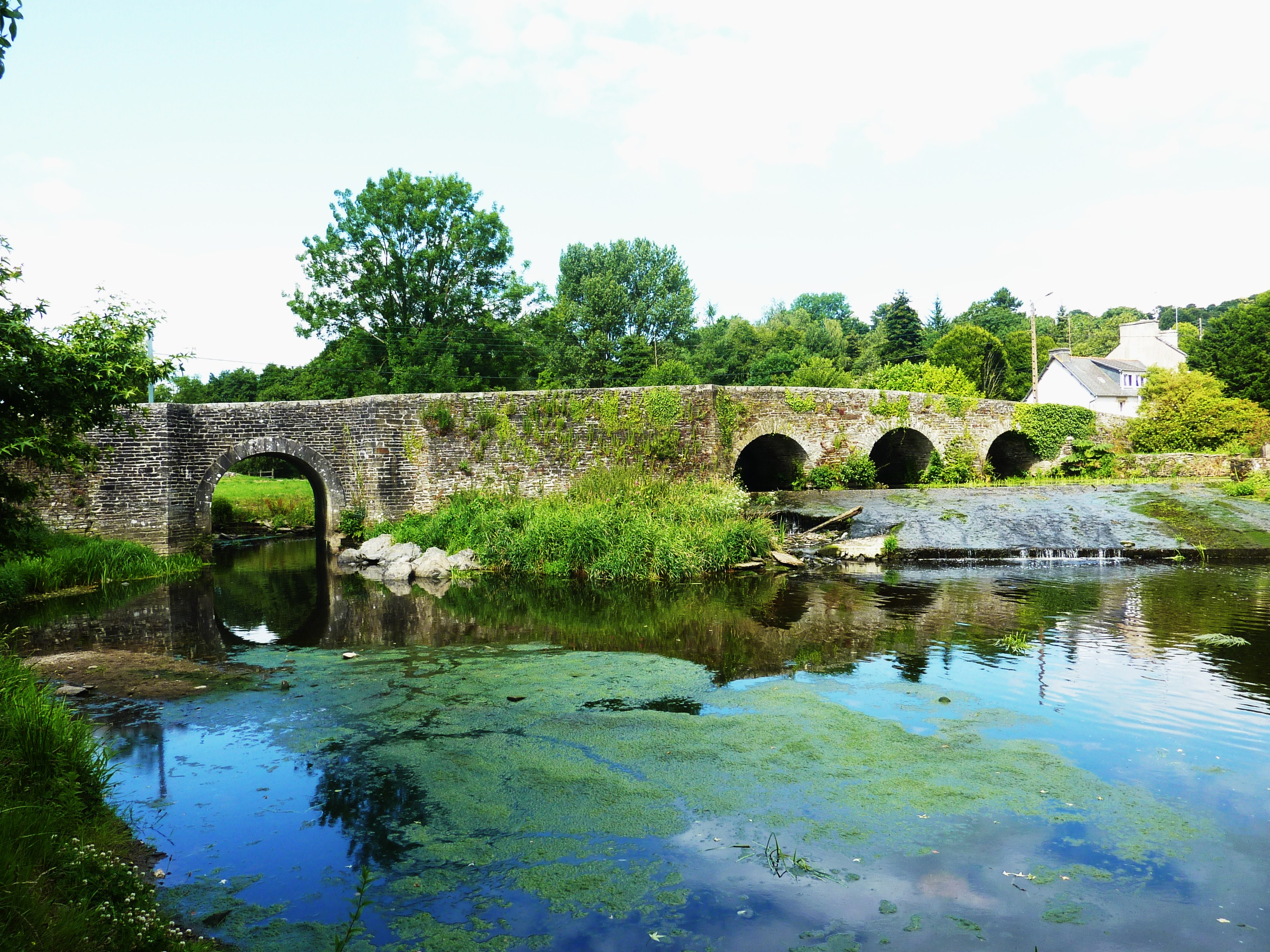
Le Petit Carhaix : le pont du XVIIIe siècle sur l'Hyères (vu du côté aval).

- Le Petit Carhaix : le pont du XVIIIe siècle sur l'Hyères (vu du côté aval).la voie vers le sud-ouest quittait la ville via Ty-Nevez en direction de Quimper ou Rosporden selon les embranchements ultérieurs ;
- la voie vers l'ouest traversait l'Hyères au moulin du Roy (à Châteauneuf-du-Faou) et se ramifiait ensuite en deux directions, l'une vers Châteauneuf-du-Faou et Douarnenez, l'autre vers Landeleau, Châteaulin et Camaret[38].

Depuis le Moyen Âge, de nombreuses routes traditionnelles, qui reprenaient les tracés des anciennes voies romaines, ont été dénommées en langue bretonne Hent Ahes (« chemin d'Ahes ») ou encore « chemins ferrés » : l'expression vient probablement des résidus d'anciens ferriers gallo-romains réutilisés pour empierrer les routes, comme sur les chaussées Brunehaut du Nord-Est de la France. Bernard Tanguy pense que Ahes est une déformation de Carahes, ancien nom attribué à Carhaix. Ces chemins sont souvent devenus par la suite des routes royales, modernisées au XVIIIe siècle par le duc d'Aiguillon, gouverneur de Bretagne.

### Au Moyen Âge

#### Haut Moyen Âge: la paroisse primitive de Plouguer
Cette période de l'histoire de Carhaix est fort mal connue. La ville ne semble pas avoir été choisie lors de l'implantation du christianisme comme siège d'évêché et l'ancien territoire des Osismes se retrouve divisé entre Domnonée et Cornouaille. Probablement Conomor, prince semi-légendaire de Domnonée y avait-il une de ses résidences. Par crainte de la prophétie qui lui annonçait qu'il serait tué par son fils, il aurait tué successivement ses épouses enceintes dont sainte Tréphine, la mère de saint Trémeur.
Dans l'Armorique des débuts du christianisme en Bretagne (une bague retrouvée prouve l'existence d'une communauté chrétienne à Carhaix dès le IVe siècle), c'est la paroisse primitive de Plouguer (celle-ci n'est mentionnée pour la première fois qu'en 1383, donc assez tardivement) qui inclut Carhaix qui en serait resté longtemps une trève dite de Saint-Trémeur (différents aveux du XVIIIe siècle parlent de « Carhaix en la paroisse de Plouguer »). Par contre le rôle des décimes de 1788 ne cite plus pour Plouguer que deux trèves : Treffrin et Saint-Quijeau.
L'origine du nom Plouguer provient des mots breton plou (= paroisse) et gallois caer (= château ou lieu fortifié), dérivé du latin castrum que l'on retrouve aussi dans des toponymes comme Plougastel, Locmariaquer ou Chester.

#### Karahesdans le roman courtois et de chevalerie assimilable à Carhaix?

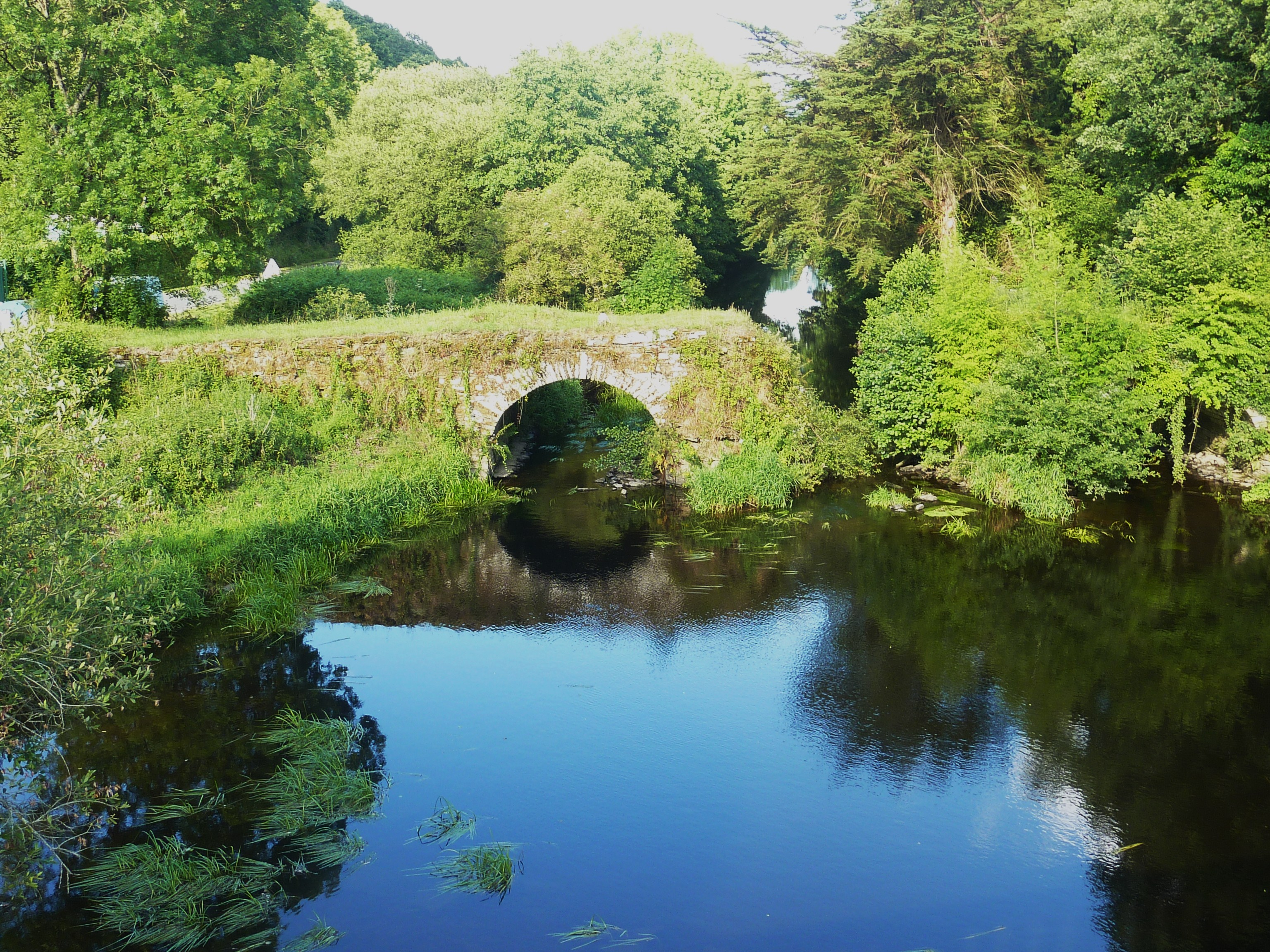
Carhaix : le pont du Moulin-Meur (en ruine) sur l'Hyères.

Si la forêt de Paimpont, assimilée alors à Brocéliande, est vue parfois comme un lieu légendaire des romans courtois, le dossier de Carhaix pour être vu comme un lieu arthurien est bien plus épais avec comme vedettes Arthur, Tristan et, pour ajouter à la gloire, Charlemagne.
À la fin du XIe siècle, Eilhart d'Oberg écrit un roman, dont le héros est Tristan, en démarquant le Tristan de Béroul, mais une partie du récit n'est pas dans Béroul, dont il ne reste que des fragments. 
 Le chevalier quitte la cour d'Arthur, alors qu'il se trouve déjà en Bretagne et chevauche 7 jours et 7 nuits. Il parvient à la ville de Karahès dans laquelle est assiégé Havelin ou Hovelin, roi du pays par le comte de Nantes, Riol. Hovelin refuse d'abord l'aide, mais son fils Kehenis (Kaherdin dans d'autres récits) le fait changer d'avis, si bien que Tristan provoque Riol en combat singulier, le vainc, mais il faut une seconde bataille avec le renfort des neveux de Hovelin pour obtenir la victoire totale. Kehenis offre alors à Tristan la main de sa sœur Isalde (Iseult aux Blanches mains, homonyme de la reine Iseult la Blonde). Hovelin est une variante de Hoël, nom de plusieurs comtes de Cornouaille et de Bretagne. 

Ce qui retient l'attention, c'est que Béroul (manuscrit 217 de la Bibliothèque nationale de France, vers 3076) fait jurer le roi Marc'h, oncle et rival de Tristan, « par saint Tresmor de Caharès ». Saint Trémeur est le saint principal de Carhaix et l'épicentre de son culte est dans l'église Saint-Trémeur. C'est un fort argument pour l'assimilation.
Est-ce un hasard si Conomor, comte de Poher et roi de Domnonée au VIe siècle, meurtrier de son fils Trémeur, a été rapproché d'un Marcus Quonomorus, prénom et gentilice, peut-être communs au roi Marc et à son neveu Tristan. Dans les hagiographies de certains saints bretons (Vie de saint Gildas, Vie de saint Méloire, par exemple), on trouve la forme Comorrus pour un souverain local de la Domnonée), régnant aussi en Cornouailles britannique.

Le Tristan en prose précise que « Tristan qui revenu est à Karahèse en Bretaingne avec le roi Hoel et fu frere Kehedin et Yseult femme Tristan, qui moult firent à Tristan grant fete et grant joye, et tous ceux du paîs aussi, quant il fu revenu à Karahes ».
Sans mentionner Karahes, Thomas d'Angleterre conte le mariage de Tristan et Iseut aux Blanches Mains et sa mort dans laquelle Iseult la Blonde vient le rejoindre.
Un autre suiveur de Thomas d'Angleterre, Gottfried von Straßburg, conte le siège de Karke dans le duché nommé Arundel, avec Tristan, Javelin, Kaedin et sa sœur Isot et l'un des ennemis s'appelle Rigolin (Riol?).

Certains textes du cycle de Tristan, comme la saga en norrois de 1226 intitulée Tristrams saga ok Isondar, s'inspirent du texte fondateur de la légende arthurienne, l'Historia regum Britanniae, alors que Le Livre des Premiers faits du Roi Arthur (daté de la première moitié du XIIIe siècle) mentionne la ville de Carohaise, Karouaise ou Carouhaise où Arthur rencontre la fille d'un comte de Canparcorentin, ce qui désigne, à coup sûr, Quimper, dont l'évêque légendaire est saint Corentin, à seulement 60 km de Carhaix et, qui plus est, capitale du comté de Cornouaille, dont fait partie Carhaix depuis le Xe siècle.
Le Roman d'Aiquin, daté de la fin du XIIe siècle, mentionne Carahes (et aussi Charhès, Carhès et Quarahes) où s'est réfugié, quelque temps, le roi sarrazin Aiquin qui voit arriver Charlemagne et une immense armée. Charles passe du Mont-Saint-Michel à Saint-Malo, puis prend le « grand chemin ferré que fist la famme Ohès le veil barbé ». Ce chemin ferré ressemble fort à la voie romaine de Corseul à Aquilonia (Quimper), donc menant à Carhaix, le grand nœud routier gallo-romain. Poursuivant Aiquin, Charlemagne le retrouve près de l'ermitage de saint Corentin (Plomodiern ou Quimper), ce qui confirme que la Cornouaille et ses deux grands centres sont bien le théâtre du récit. Les noms Ohès, Ahès, Hoël induisent des rapprochements intéressants. Les noms de certains ennemis Riol, Rion, Rigol, Riothem (Historia Regum Britanniae) sont aussi très proches. Des influences entre le roman de chevalerie et les écrits tristaniens sont indéniables, car dans le Tristan en prose, on trouve Alquin, Aquyn et même Aiquin, comme neveu de l'ennemi d'Hoël.
Après tamisage, Goulven Péron, dans l'article cité datant de 2010, avance prudemment l'hypothèse d'une bataille à une époque indéterminée entre un héros local contre un ennemi non identifié dans ou devant la ville fortifiée de Carahès/Carhaix et le vainqueur, qui ne s'appelait, sans doute, ni Tristan, ni Arthur, ni Charlemagne, aurait alors reçu la main de la fille d'un petit souverain qui s'appelait peut-être Hoël.

#### La capitale du Poher médiéval
Le Poher est le Pou-Kaer, le pays de la Cité. Le nom Kaer est un terme commun aux langues celtiques britonniques, qui désigne un lieu fortifié.
En 878, la ville a peut-être été pillée par les Vikings, mais cela reste incertain. Dès le IXe siècle, le Cartulaire de Redon parle du Poucar ou Poucher et correspondrait à l'espace entre monts d'Arrée et montagnes Noires, embouchure de l'Aulne et le pagus de Quintin à l'est. L'existence d'une « vicomté du Poher » est attestée dans un acte antérieur à 1108 qui mentionne, la fondation, « près du château de Carhaix », d'un prieuré Saint-Nicolas, remis par le vicomte du Poher à l'abbaye de Redon. La chanson d'Aiquin, datée de la fin du XIIe siècle, évoque à deux reprises l'existence de fortifications et mentionne plusieurs fois Carhaix. Des restes du château médiéval de Carhaix qui n'était connu que par les archives ont été retrouvés en 2010, et ceux de la muraille médiévale commencée au Xe siècle sont connus depuis La Tour d'Auvergne.
Le cartulaire de Quimperlé, daté 1081-1084, évoque Caer Ahes (Carhaix) et l'église de Sancti Kivagi (Saint-Quijeau). Le même texte évoque aussi la fondation du prieuré Saint-Nicolas. C'est en 1206 que Carhaix entre dans le domaine ducal du duc de Bretagne, date à laquelle est aussi évoqué pour la dernière fois l'existence d'un vicomte du Poher, en l'occurrence Rivallon III. Carhaix devient le siège d'un bailliage, puis d'une sénéchaussée. L'existence d'un archidiaconé du Poher est mentionnée pour la première fois en 1289.
Au milieu du Moyen Âge, Carhaix n'était encore qu'une trève de Plouguer (Plou-Kaer = la paroisse de la Cité ou du château) ayant son église tréviale Saint-Trémeur. Plouguer, dont l'église est dédiée à saint Pierre, est le siège de la paroisse primitive qui tire son nom du site anciennement fortifié qu'elle englobe. 

Les ducs de Bretagne considèrent comme stratégique une région où se trouvent les mines de plomb argentifère de Poullaouen, l'argent étant indispensable à la confection de leur monnaie. La forêt de Duault est une chasse ducale où ils aiment à chasser.

#### Les destructions liées à la guerre de Succession de Bretagne (1341-1364)
Un texte de 1210 évoque les bourgeois (= habitants d'une ville, à l'époque) de Carhaix, ce qui laisse entendre que la ville (un gros bourg en fait) avait alors une certaine importance. L'église est devenue collégiale (un texte de 1330 l'atteste la présence de chanoines) et un couvent des augustins s'installe en 1355 ou 1372, fondé par Éon II de Quelen (travaux achevés en 1416 par Claude de Lannion, seigneur de Quélen). Mais la ville va souffrir des tourmentes de la guerre de Succession de Bretagne.
En 1341, Yves de Treziguidy, évêque de Léon, qui tient le château de Carhaix pour Charles de Blois doit capituler face aux troupes de Jean de Montfort.
En 1342 la forteresse de Carhaix est assiégée par Charles de Blois. Le 5 juin 1432 Charles de Blois et Jeanne de Penthièvre occupent Carhaix avant le rejoindre dès le 13 juin le siège d'Hennebont. Louis Le Maître est ensuite cité comme capitaine de Carhaix en 1342 pour Charles de Blois.
Le 8 octobre 1343, Jeanne de Penthièvre fait don en viager de la châtellenie de Carhaix, comme dépendante du Comté de Penthièvre, à Charles de Blois son époux.
En 1345, les Anglais, commandés par le comte de Northampton et qui soutiennent Jean de Montfort pour ses prétentions à la couronne ducale, reprennent la ville et y prennent garnison. Les partisans reprennent rapidement la place forte pour la perdre de nouveau en 1347.
Les monfortistes en furent chassés par Bertrand du Guesclin en 1363 au bout d'un siège de six semaines. C'est par une poterne du jardin du couvent des Augustins que les troupes de Charles de Blois se faufilèrent dans l'enceinte. L'enceinte fut alors démolie et Carhaix devint une ville ouverte.
En 1365, le traité de Guérande, qui fait suite à la mort de Charles de Blois conserve à Jeanne de Penthièvre son domaine dont la châtellenie de Carhaix. Le traité d'Aucfer de 1395 confirme les possessions des Penthièvres.
Franck Hennequin, capitaine routier allemand originaire de Cologne, est nommé capitaine de Carhaix pour Jean de Montfort en mai 1369. Blessé gravement par Charles de Blois, il prétendait avoir été guéri miraculeusement à Guingamp. En reconnaissance de ce miracle il fait un pèlerinage nus-pieds jusqu'à l'église des frères mineurs de Guingamp et jure de provoquer en duel tous ceux qui nieraient la sainteté de Charles de Blois. Eon de Quelen prête serment au Duc Jean IV de Bretagne comme gouverneur de la ville et du château de Carhaix le 5 décembre 1370.
Les destructions subies par la ville furent importantes comme en témoignent deux actes pontificaux : en 1371, une « indulgence d'un an et quarante jours » pour ceux qui visiteront l'église Saint-Trémeur en y faisant des offrandes et en 1391 un autre texte pontifical incite aux donations « en faveur de l'église paroissiale de Saint-Trémeur de Keraes en partie ruinée par les guerres et dépouillée de ses ornements et vases sacrés ».
Carhaix toutefois se relève de ses ruines et est dotée au XVe siècle d'une capitainerie, jouant donc un rôle militaire et l'essor du couvent des Augustins à cette époque témoigne du dynamisme de l'agglomération.
Guillaume de Quélen, capitaine de Carhaix pour le duc, ratifie le traité de Guérande à Guingamp le 2 mai 1381. Son frère, Roland de Quélen, ratifie le même traité et est nommé connétable de Carhaix.
En 1420, les biens des Penthièvres sont confisqués par Jean V et sont rattachés directement au duc de Bretagne.
Nommé lieutenant général du roi en Bretagne, commandant l'armée royale en 1489, ayant des prétentions au duché, Jean de Rohan, prend d'assaut Guerlesquin et Carhaix en janvier 1489 après avoir conquis Guingamp le 22 janvier 1489 et avant de rejoindre Concarneau le 1er février 1489.

### L'époque moderne
Au XVIe siècle, la ville est surtout dominée par ses édifices religieux (collégiale Saint-Trémeur, couvent des Augustins) ; le château est alors en mauvais état et a perdu tout usage militaire, des habitations s'installant même à son emplacement. Des places existent : place des Halles, place du Martray, place aux Charbons), même si Carhaix n'est encore qu'une petite agglomération.
Au milieu du XVIe siècle, s'appuyant sur l'étude du rôle rentier de 1539-1542, Jean-Pierre Leguay comptabilise 106 maisons et estime la population de la ville à environ 500 habitants. En 1565, la sénéchaussée de Carhaix s'étend sur une soixantaine de paroisses alentour, réparties en 5 barres de justice : Gourin, Landeleau, Huelgoat, Duault et Carhaix.
Ses neuf foires annuelles en font une cité marchande attractive. « Il n'est de bon bœuf que de Carhaix » dit-on.

#### La «surprise de Carhaix», la «boutade» de 1590 et les guerres de la Ligue
En juillet 1588, la ville de Carhaix et ses habitants jurent fidélité au Roi Henri III et la sainte Ligue.
En janvier 1590, Toussaint de Beaumanoir, baron du Pont et de Rostrenen, réfugié à Brest, nommé commandant de l'infanterie de Bretagne par Henri IV recrute une armée en Basse-Bretagne pour soutenir Henri de Montpensier, prince des Dombes, nommé gouverneur de Bretagne par le Roi à la place du duc de Mercœur. Le 9 février 1590, Le baron du Pont pénètre à Rennes à la tête de 300 arquebusiers à cheval et 100 cuirassiers. Mortellement blessé à la tête de l'armée royale bretonne en mars 1590, il est enterré le 1er septembre 1590 à la collégiale de Rostrenen en présence des royalistes bas-bretons.
Le 20 février 1590, René d'Arradon, gouverneur de Vannes et d'Auray pour le duc de Mercœur, entre dans Carhaix et procède à l'arrestation du sénéchal, Jan Guynement, sieur de Carnoët pour Toussaint de Beaumanoir, et du procureur du roi, Jan de Kerampuil, fidèle au roi Henri IV. Ils sont emprisonnés à Vannes jusqu'au paiement de leur rançon au cours de l'année 1590 (journal de Jérôme d'Arradon, gouverneur d'Hennebont). Carhaix devient alors favorable aux Ligueurs et la sénéchaussée royale se déplace à l'auditoire de Maël-Carhaix.
Le 4 septembre 1590, les « Royaux », partisans du roi Henri IV, commandés par Yves du Liscouët, La Tremblaye, Claude de Kerguezay, sieur de Kergoumard et Rochefort de la Bastinaye, s'emparent par surprise de Carhaix, la ville étant mal gardée en raison d'un mariage survenu la veille à l'occasion duquel tout le monde avait festoyé. Carhaix « n’était pas fort, n’étant clos que de barrières et chétives murailles, sans aucune garnison ». Ce samedi matin de 1590, la ville est assoupie. On y a célébré le mariage de la fille Guillaume Ollimand, greffier de la ville avec un notable quimpérois, Antoine Silly. « Chacun y avait apporté ce qu’il avait de plus beaux ameublements, pour honorer les noces ». Les réjouissances ont été conséquentes et « les habitants, après bonne chère des noces, dormaient profondément, ne se doutant rien de moins que de l’ennemi ». Une centaine d'habitants de la ville furent tués, d'autres trouvant leur salut dans la fuite en pleine nuit, et la ville fut pillée, églises incluses. Le bruit de cet événement se répandit dans toute la contrée, le tocsin sonna dans les églises. Les paysans accourus de Plouyé, Plounévez, Landeleau, Cléden, Huelgoat et paroisses voisines s'acheminèrent sans ordre ni discipline vers Carhaix, y compris le sieur du Cleuziou Roudoumeur, en criant « Marou! Marou Desh! » (« Mort! Mort à eux! »). Arrivés au Granec, Coatanezre, le sieur de Prat-Maria, seigneur du Granec, refuse de marcher à leur tête, mais leur propose comme chef un vieux soldat nommé Lanridon. « Il ne savait pas (…) qu'entreprendre de régler les esprits scabreux et mutins, c'est mener paistre une troupe de renards et se charger de les ramener tous les soirs à l'étable ». Parvenus au pont du Moulin du Duc, ils élèvent une barricade mais, indisciplinés, sont écrasés. « Il y eut en cette déroute un grand massacre de rustiques » écrit le chanoine Moreau. Lanridon, trouvé parmi les morts, fut enterré le lendemain à Collorec par le chanoine Moreau qui habitait alors au château du Granec.
Le lendemain de cette bataille, des paysans accourus de paroisses plus éloignées comme Pleyben, Loqueffret, Brasparts, Spézet, accourent à leur tour, commandés par le sieur du Bizit et le prêtre Linlouët (de Pleyben tous les deux), attaquent les « royaux » sans attendre les renforts devant arriver de Châteauneuf, Gouézec et Briec ; ils réussissent un moment à entrer dans Carhaix, mais des renforts dirigés par le sieur du Liscouet, de Tréguier, permirent aux « royaux » de renverser la situation et les paysans furent presque tous exterminés, y compris leurs deux chefs. Cette « boutade » (= révolte, jacquerie) de paysans fut donc pour ces derniers un terrible échec. Le seigneur du Liscoët, furieux d'avoir été blessé (sa main droite avait été coupée d'un coup de hache) mit le feu à la ville de Carhaix et « l'incendie dévora ce que le feu avait épargné ». La destruction fut si complète que longtemps après l'on « était obligé d'aller à quatre lieues chercher du vin pour célébrer la messe».
En 1591, Jan de Kerampuil, procureur du Roi à Carhaix, voulut sanctionner les paroisses de la juridiction de Carhaix qui étaient entrées en rébellion et avaient adhéré « aux ennemis de Sa Majesté & émancipées de son obéissance, du nombre desquelles il a présentement nommez estre ladite ville de Carhaix avec ses faubourgs, la paroisse de Plouguer, Moustoir, Trébrivan, Plévin, Motreff, Quelen(Locarn), Duault, & Landugen, Le Loc’h, Tréogant, Spézet, Mael-Pestivien, Botmel & Callac, Plusquellec, Calanhel, Plourach, Carnoët, Scrignac & Bolazec, Poulaouen, Plounévézel & Kergloff ». Pour assurer « le payement de la garnison de Quintin », 3 000 écus furent exigés dont « avons ordonné estre levé de la somme sur la ville de Kerahez [Carhaix] avec Tregleubihan & Kergroez, les fauxbourgs la somme de 500 escus ». On ignore si cette somme fut effectivement payée. Les habitants de Carhaix durent en 1591 faire une requête aux États provinciaux de Nantes disant « ladicte ville auroict esté finalement pillée totalement ravaigée, et une grande partie icelle bruslée par les ennemis de ladite Union, et à présant est inhabitée et presque déserte» demandant « exemption de tailles, fouages et subsides ordinaires » pour « remectre ladicte ville en son premier estat ».
La Tremblaye envisage de venir en représailles attaquer le château du Granec, trêve de Collorec à l'époque : « Nous y trouverons honneur et profit ; la garnison ne saurait nous résister ; nous emporterons un butin considérable » disait-il, mais du Liscoët l'en dissuada : « La garnison est trop nombreuse et dirigée par un habile capitaine (…) ». il fit aussi valoir que le château était très fort, entouré de larges et profonds fossés, flanqués de quatre tourelles munies de canons. Le château du Granec ne fut pas alors attaqué alors que « l'ennemi n'aurait eu qu'à se présenter pour s'en rendre maître. Il restait à peine six hommes de garnison ».
Dès le début de l'année 1592, le ligueur Anne Sanzay de la Magnanne s'installe avec ses troupes de ligueurs à Carhaix.
Profitant de son absence pour un raid, en 1593, le célèbre bandit Guy Éder de La Fontenelle s'empare de la ville et installe son quartier général dans la collégiale Saint-Trémeur à partir de laquelle il organise ses différentes exactions au nom du duc de Mercœur. Les troupes espagnoles passent par Carhaix en 1594 et y établissent leur quartier général pour les opérations vers Morlaix et Brest jusqu'au 19 septembre 1594, date à laquelle ils rejoignent Crozon. En juillet 1594, un autre bandit, La Plante, apparenté au célèbre ligueur Guillaume Douars de La Plante, « satellite de Fontenelle » disait-on, retranché avec trente soldats dans un moulin fortifié près de Carhaix, et qui exerçait des brigandages quotidiens, fut attaqué et tué par Claude Kerguezay, sieur de Kergomar, gouverneur de Guingamp pour le Roi et commandant une troupe de 50 arquebusiers au grand soulagement des populations avoisinantes.
Vers 1594/1595, Moricette de Goulaine, douairière de Plœuc, obtient du duc de Mercœur et le maréchal d'Aumont, gouverneur de Bretagne, la neutralité pour Carhaix sous la protection de son fils puîné le baron de Kergorlay, âgé alors de 6 ou 7 ans.
Le 12 octobre 1595, l'armée d'Henri IV, commandée par François d'Espinay de Saint-Luc, lieutenant général de Bretagne entre dans Carhaix où la population la fête.
En 1615, la communauté de la ville adresse une supplique au roi de France : « la ville [...] est encore quasy détruite, la tour de l'église collégiale d'icelle a esté démantelée ; le surplus des bastiment de la dite ville grandement endommagés, et la maison presbytérale joignant icelle ruynée de fond en comble, sans qu'il y reste vestige quelconque du bastiment qu'autrefois y a esté. Les portes et les barrières de la ville entièrement abattues et ponts advenant et pavez fort endommagez, et l'hospital tout ruyné ».
En 1674, le célèbre prédicateur Julien Maunoir prêche une mission à Carhaix.

#### La famille de Saisy de Kerampuil
La famille de Saisy de Kerampuil, qui habitait le château de Kerampuil situé dans la trève de Saint-Quijeau (qui dépendait alors de la paroisse de Plouguer), a marqué pendant plus de quatre siècles l'histoire de Carhaix.

#### Révolte des Bonnets rouges (1675)
Carhaix a été au centre de l'insurrection paysanne dite révolte des Bonnets rouges entre le 6 juillet et le 12 octobre 1675.
Sébastien Le Balp, originaire de Kergloff, ancien notaire royal à Carhaix, mène des actions antifiscales et antiseigneuriales. À la tête de paysans armés, il attaque et pille le 6 juillet 1675 la demeure de Claude Sauvan, fermier des devoirs à Carhaix et le 7 juillet celle de Henri Porcher, greffier et notaire à Spézet. C'est le début de la révolte antifiscale, dite aussi révolte du papier timbré qui se transforme rapidement en révolte antiseigneuriale. Quelques jours plus tard, plus de 6 000 paysans prennent d'assaut le château de Kergoat en Saint-Hernin et dans les semaines suivantes des centaines de manoirs sont attaqués dans la région. Un bourgeois de Carhaix écrit dans un témoignage que Sébastien Le Balp avait « acquis une telle réputation parmi les paysans révoltés […] qu'il s'était fait passer pour le chef, que lesdits révoltés suivaient entièrement ses ordres pour sonner les tocsins, pour s'attrouper et s'assembler où il voulait, que pendant la sédition, il a été le premier en tête, à tous les incendies, pillages et désordres »
L'arrivée à Carhaix du duc de Chaulnes, gouverneur de Bretagne, à la tête de 6 000 hommes de troupe, établit son quartier général à Carhaix, et va changer les rapports de force. En dehors de Sébastien Le Balp, tué par Montgaillard le 2 septembre 1675 au château de Tymeur en Poullaouen qu'il avait investi, les autres chefs de la révolte sont pris et immédiatement jugés à Carhaix. La plupart sont pendus ou roués. De nombreux paysans finirent leurs jours aux galères.

#### AuxXVIIeetXVIIIesiècles

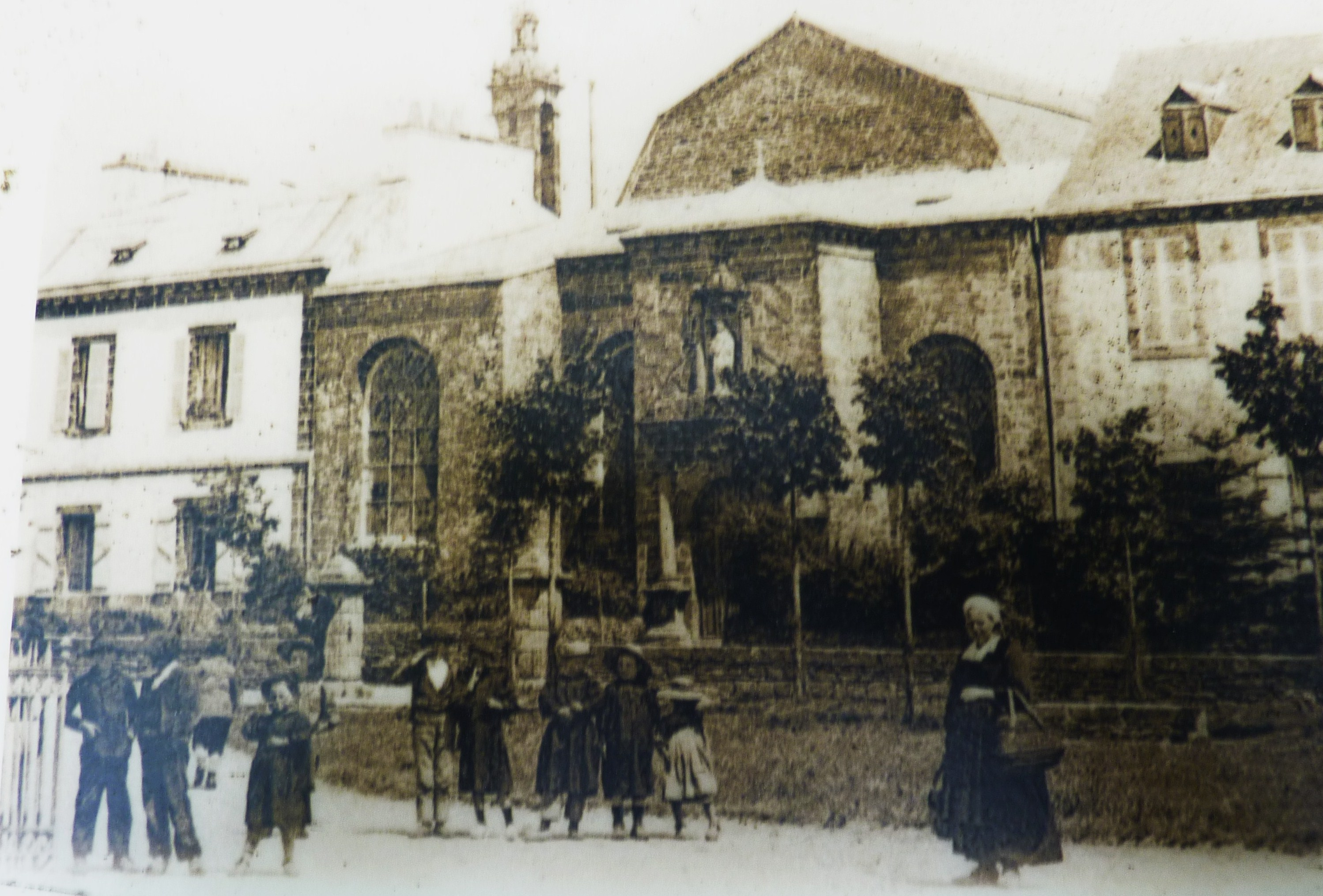
L'ancien couvent des Hospitalières au début du XXe siècle.

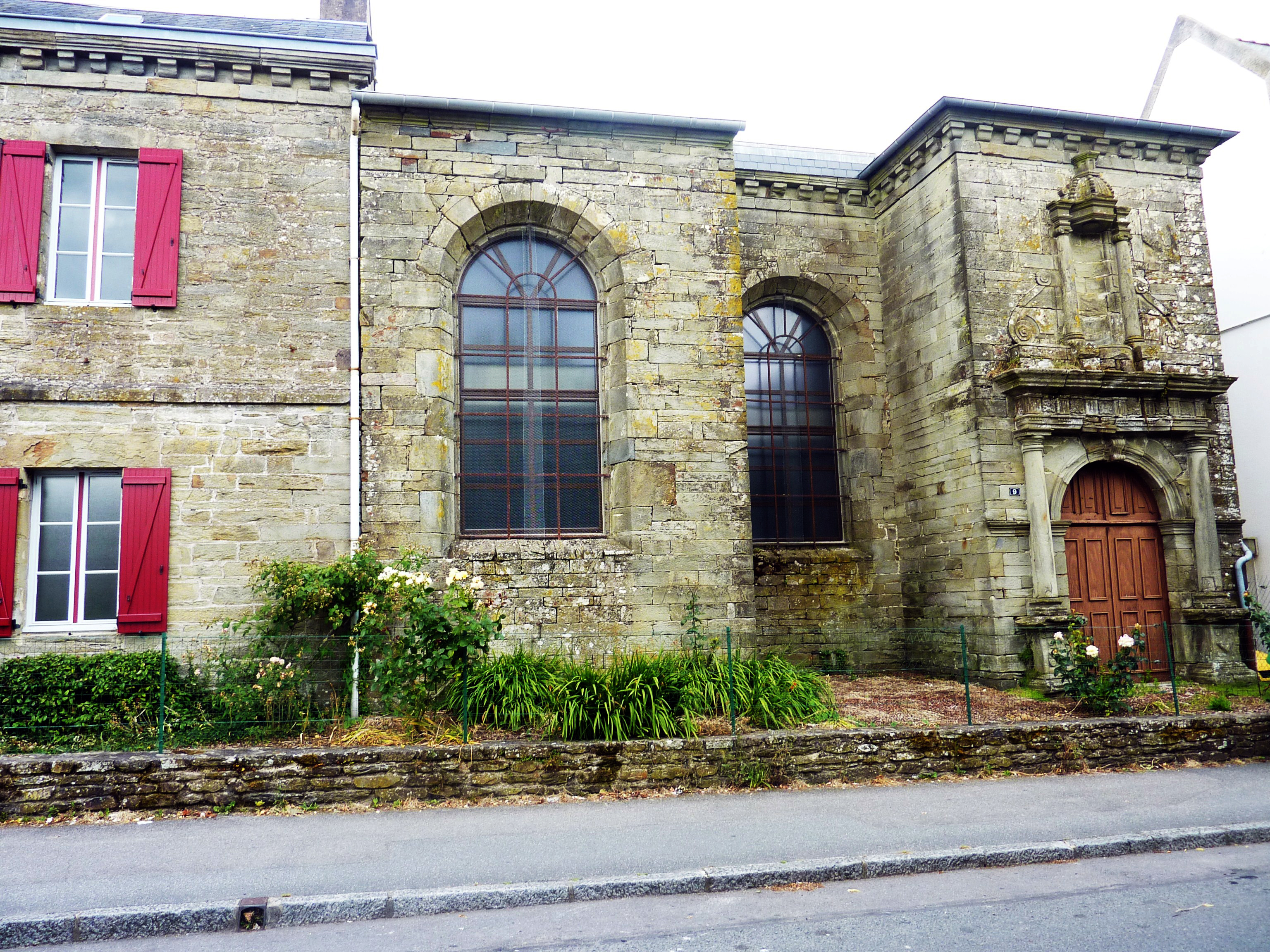
Carhaix : l'ancien couvent des Hospitalières, ce qu'il en reste.

Dans le cadre de la Contre-Réforme, trois nouveaux couvents s'installent au XVIIe siècle dans la ville : celui des ursulines (enseignement) en 1644, celui des carmes déchaussés (charité publique) en 1687, grâce au soutien de Jeanne Guynement de Trévigny, et celui des hospitalières (hôpital) achevé en 1698. La ville est remodelée par des grands travaux au milieu du XVIIIe siècle : les rues et le pavage sont remodelés, l'hôpital installé place du Martray ; l'ingénieur Moreau remodèle l'espace urbain en 1759, aménageant la place du Champ-de-Bataille (actuelle place de la Tour-d'Auvergne) au niveau de l'ancien Martray et démolissant les portes de la ville pour faciliter la circulation. La population de la ville est estimée à environ 1 400 habitants en 1770.
Le 25 juin 1752, la célèbre bandit Marion du Faouët est à la foire Saint-Pierre de Carhaix avec sa fidèle servante Marguerite Cariou et quelques autres. Elle est arrêtée le 2 juillet à Poullaouen par les gendarmes et conduite à la prison de Carhaix avant d'être transférée à Quimper le 15 juillet, mais elle fut finalement cette fois-là libérée. L'almanach royal de 1753 indique en 1753 comme foires « les plus considérables » à Carhaix la foire « vers la mi-carême qui dure 15 jours » et celle « du 1er novembre qui dure six jours ».
Jacques Cambry ne dresse pas de Carhaix en 1794 un tableau très reluisant : « Quelles rues ! Quelle mal-propreté ! La grande rue est entièrement pavée de quartz : cette pierre indestructible, dont les plus lourdes voitures ne peuvent briser les pointes anguleuses, dégarnies de sable, de la terre qui les environnoit, fatiguent le piéton, estropient les animaux. Beaucoup de maisons enfumées, au-dessous du sol de la rue, recevant ses écoulemens ; une multitude de chaumières abattues, abandonnées ; la pauvreté, la nonchalance et la mal-propreté d'une partie des habitans, en rendoient le séjour inhabitable, sans l'élévation sur laquelle cette ville est placée, sans les vents violens qui balayent et purifient l'atmosphère ». Il écrit aussi : « la commune est un amas de maisons mal bâties, coupées de jardinets mal entretenus », constate « Le caractère général des habitans de cette commune est froid, indifférent : l'eau-de-vie seule les agite ». Il évoque aussi « la vieille ville de Carhaix composée de tanneries », situées en fait au bord de l'Hyères au lieu-dit le Petit-Carhaix où existent aussi des moulins à foulon, à blé et à papier.

### Révolution française

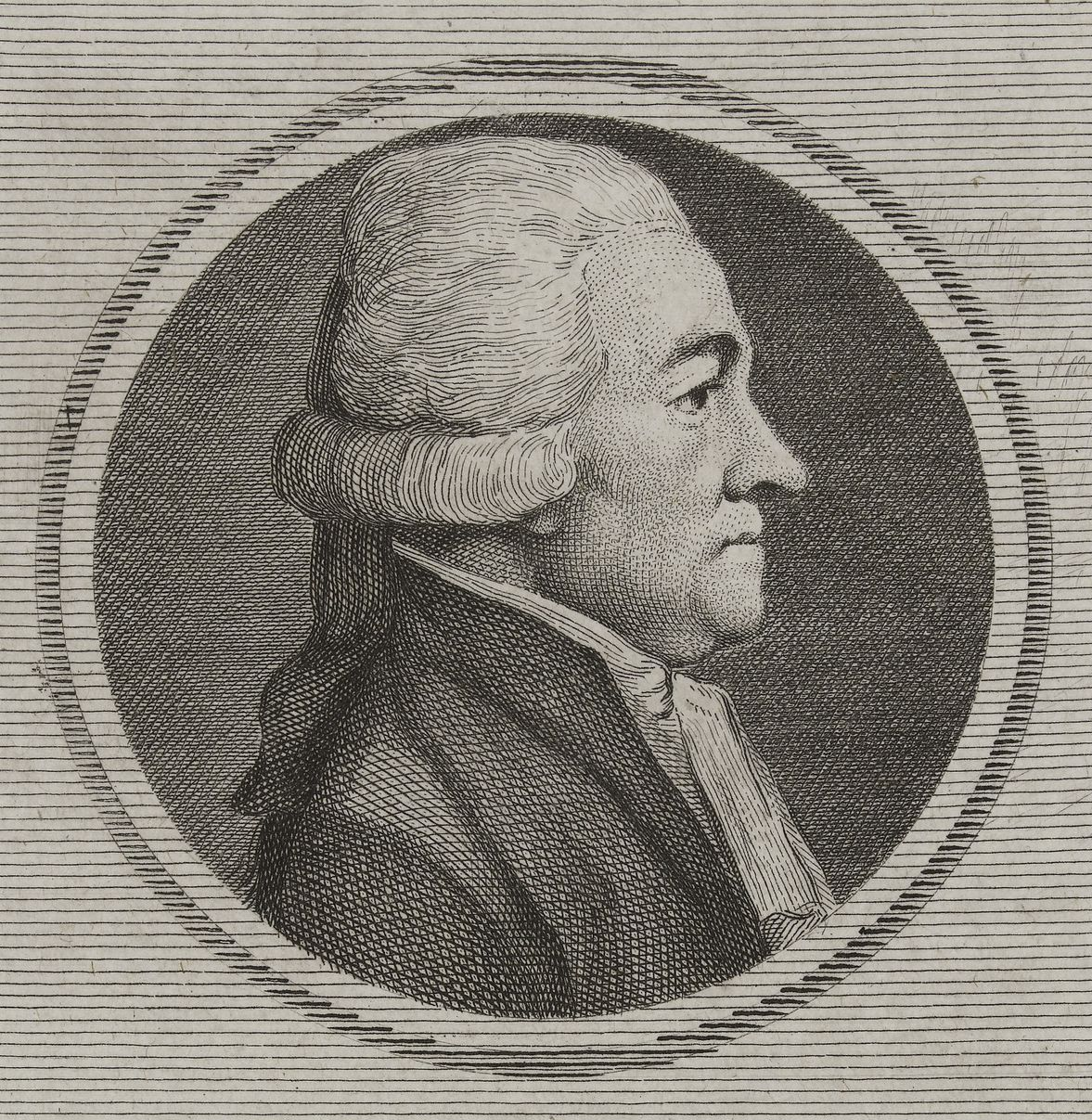
Jean Marie Golias de Rosgrand, député du tiers état aux États généraux de la sénéchaussée de Carhaix.

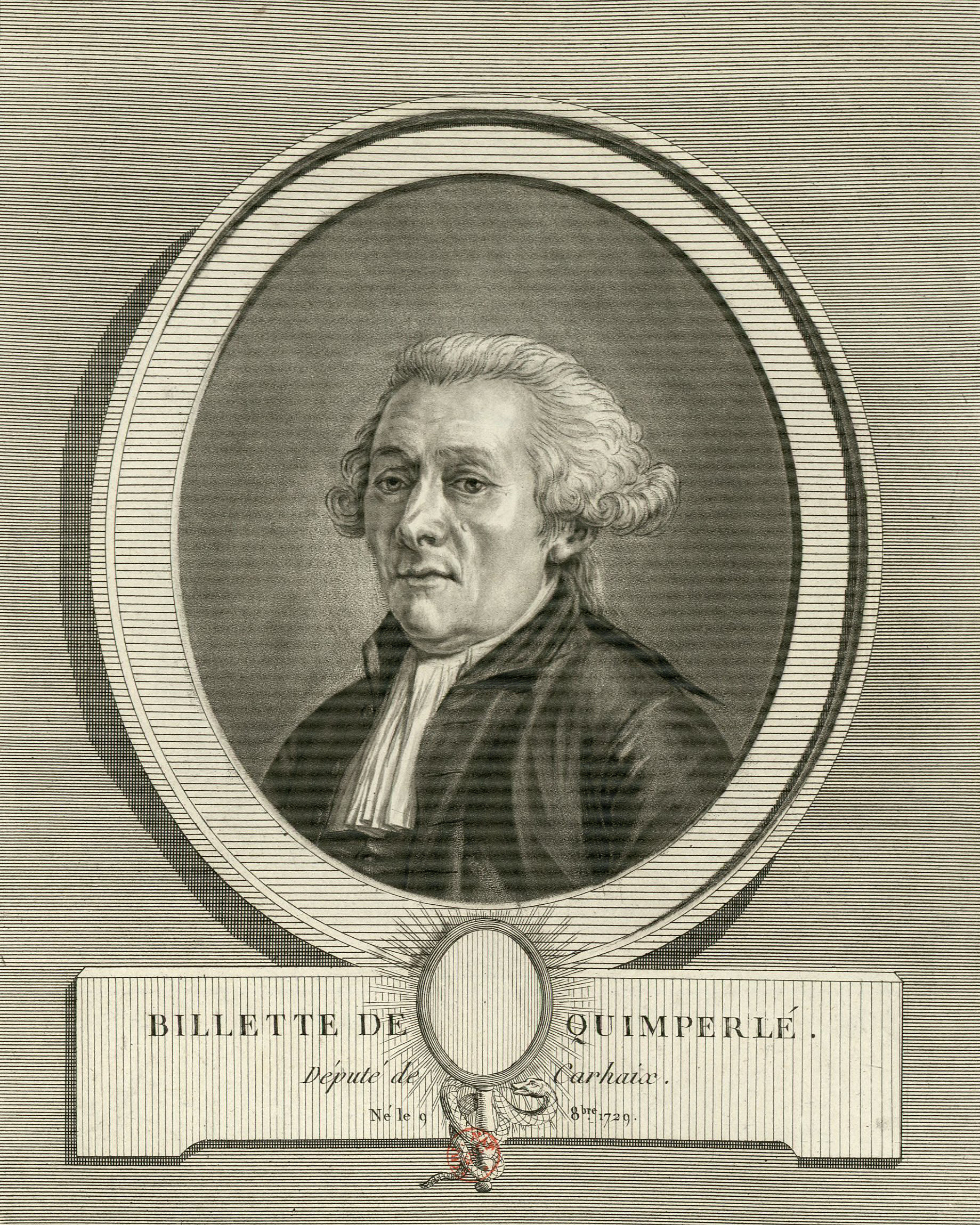
Billette, député du tiers état aux États généraux de la sénéchaussée de Carhaix.

Le tiers état de la sénéchaussée de Carhaix rédigea un cahier de doléances demandant notamment l'égalité des trois Ordres devant l'impôt, la suppression des tailles, fouages et de la dîme ainsi que celle des domaines congéables et des justices seigneuriales. Il ajoute : « Que les droits de servitude odieuse, tels que de se jeter dans l'eau à certains jours, de faire taire les grenouilles, quintaines et autres droits ridicules de cette espèce soient abolis ainsi que les péages et coutumes, moyennant indemnités ». Le clergé et la noblesse de Bretagne ne firent pas de cahiers de doléances. Jean-Marie Le Golias de Rosgrand, originaire de Brasparts, avocat à Châteaulin et Billette, négociant et entrepreneur de la manufacture de cuirs de Quimperlé, sont élus députés du tiers état aux États généraux pour représenter la sénéchaussée de Carhaix (N. Quarguet, procureur du roi à Châteauneuf-du-Faou étant député suppléant).
En septembre 1791, l'Assemblée nationale décrète la fusion en une seule paroisse, sous l'invocation de Saint-Trémeur, des paroisses et trèves de Carhaix, Plounévézel, Sainte-Catherine, Saint-Quijeau et Treffrin.
Refusant d'abandonner la vie monastique, les moines du couvent des Carmes sont expulsés dès 1790 et ceux du couvent des Augustins en 1791 (il n'y subsistait que trois moines). Les religieuses hospitalières sont expulsées le 13 avril 1792 contre la volonté des habitants (elles reviennent en 1811). La proportion de prêtres réfractaires est élevée dans le district de Carhaix : 39 sur 51 prêtres recensés en 1791.
Pendant la Terreur, Carhaix est sous l'emprise d'un « Comité des Six » composé de jacobins extrémistes dirigés par Allain Launay et Jacques-Gabriel Launay ; les saccages sont nombreux, par exemple la très riche bibliothèque du château de Kerampuil, formée par plusieurs générations de conseillers au Parlement de Bretagne.
Des chouans écument la région de Carhaix dirigés principalement par De Bar à partir de l'été 1792. En 1798 par exemple ils pendent dos à dos le curé constitutionnel de Motreff et le commissaire du canton de Saint-Hernin. En 1802, ils enlèvent un riche marchand de toiles de Ploudiry, Alain Pouliquen, qu'il libéra contre rançon de 30 000 francs versée dans une auberge de Carnoët. Après 1805, De Bar finit par émigrer en Angleterre pour échapper aux poursuites.
Le découpage départemental opéré en 1790 désavantagea la ville, séparée par le nouveau découpage administratif d'une part importante de son arrière-pays naturel ; c'est en vain que « en 1790, les paroisses de Plévin, Paule, Trébrivan, Carnoët, Maël-Carhaix et Duault demandèrent à être rattachées au district de Carhaix et à être disjointes du département des Côtes-du-Nord » parce que « les habitans de ces paroisses qui ne parlent que l'idiome breton répugnent à se rendre à Saint-Brieuc où ils ne sont point entendus ». Même Treffrin, pourtant ancienne trève de Plouguer, fut à la suite d'une erreur cartographique, placée dans les Côtes-du-Nord. La ville fut certes chef-lieu de district de 1790 à 1799 mais c'est Châteaulin qui fut préféré à Carhaix comme chef-lieu d'arrondissement lors de la création de ces derniers en 1800.

### AuXIXesiècle

#### La persistance de la vie traditionnelle

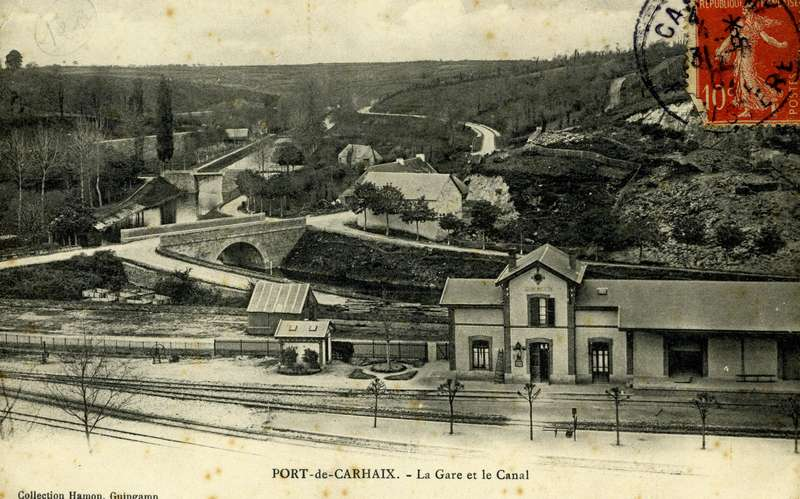
"Port-de-Carhaix" en 1900 : le canal de Nantes à Brest et la gare du « réseau breton ».

L'ouverture du canal de Nantes à Brest vers 1830, s'il profite aux ardoisières et à l'agriculture de la région, ne dynamise guère Carhaix, même s'il provoque la création du port de Carhaix.
Émile Souvestre décrit ainsi Carhaix en 1836 : « Carhaix est encore une ville du Moyen Âge, aux rues sans pavés, entremêlées de champs labourés... Elle est fangeuse, délabrée, noircie, toute lépreuse de misère et d'ignorance. La voie publique y fait partie de chaque demeure. La moitié de la vie des habitants s'y passe. Les enfants mangent assis sur les seuils, les femmes filent en chantant devant les portes. (…) C'est dans la rue que le pauvre bat le blé de son petit champ, que la Cornouaillaise étend son linge au sortir du lavoir ».
En 1846, le journal La Feuille de Morlaix écrit : « On prétend qu'à la dernière foire de Carhaix on a vendu cinquante-quatre peaux de vaches mortes de froid et de faim ».
Les communications restent très difficiles : un rapport de 1846 parle du « manque absolu de voies de communications dans le triangle Guingamp - Carhaix - Morlaix ». Un autre rapport du même Conseil général des Côtes-du-Nord daté du milieu du XIXe siècle signale que les dépêches doivent fréquemment être transportées à pied entre Guingamp et Carhaix et parviennent alors toutes mouillées dans cette dernière ville. En 1832, des auteurs écrivent : « Entre les villes de Châteaulin, Carhaix, Rostrenen, Pontivy, Josselin, Malestroit et Redon, il n'existe absolument aucune voiture, aucune communication régulière ». Les accidents étaient fréquents : par exemple le 1er décembre 1846, la diligence qui effectuait le service entre Lorient et Morlaix verse près du pont du Petit-Carhaix, un voyageur fut tué et plusieurs gravement blessés.
Édouard Vallin ne dit guère mieux en 1859 : « C'est une cité du Moyen Âge, triste, silencieuse, fidèle à ses vieilles mœurs, en un mot c'est une de ces villes de Bretagne qui sont restées en arrière de la civilisation ».

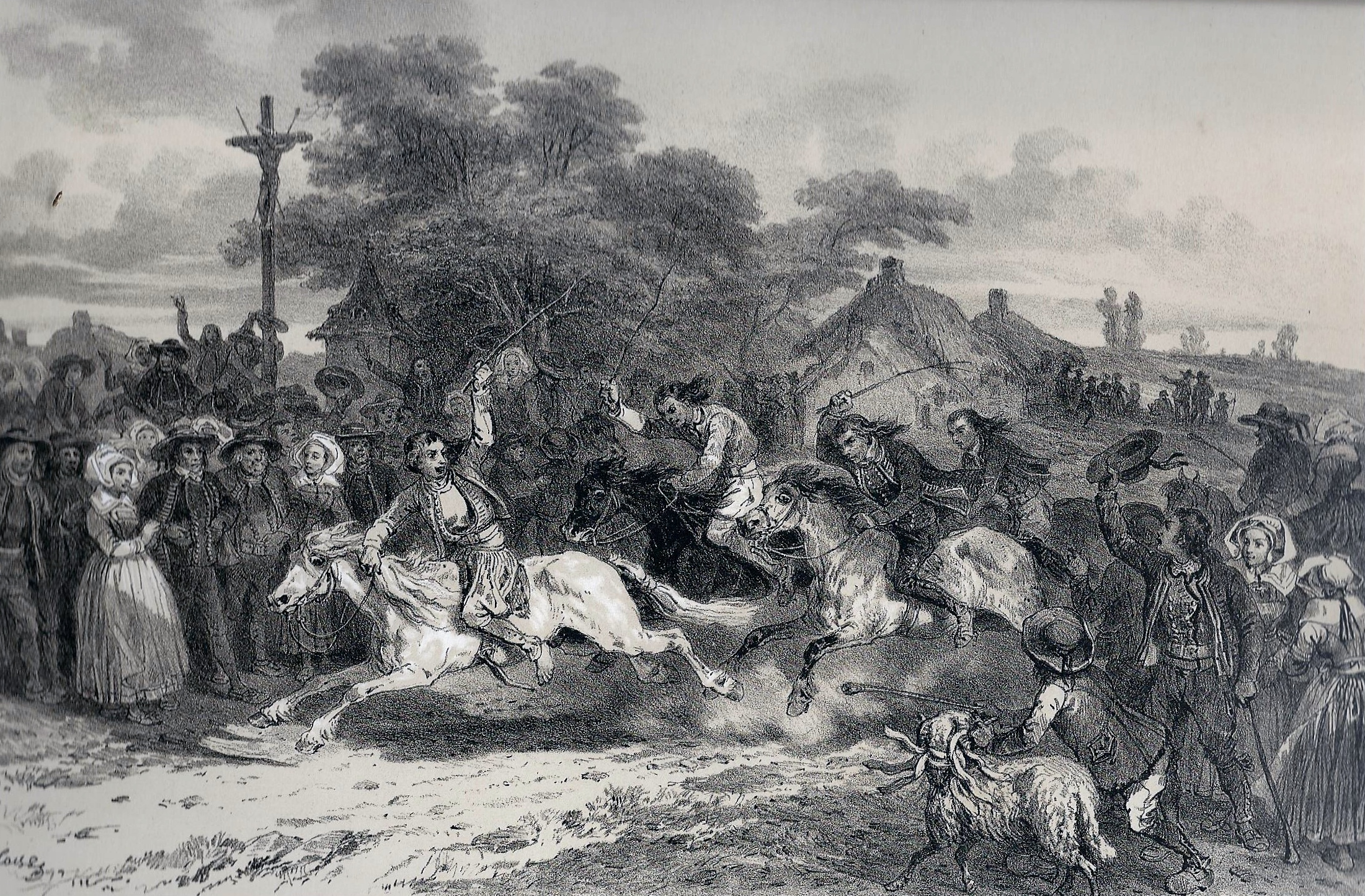
François Hippolyte Lalaisse : Une course à Carhaix (dessin, 1867).

L'état sanitaire de la population reste médiocre ; par exemple une épidémie de dysenterie sévit dans la région de Carhaix en 1857. Des épidémies de choléra font 5 morts à Carhaix en 1849 et 40 entre le 28 février et le 30 avril 1866. Une nouvelle épidémie de dysenterie survient en novembre 1901 à Carhaix, Kergloff, Cléden-Poher, etc./. Une épidémie de rougeole en 1913 fait plusieurs morts.
Frank Davies fait cette description des campagnes aux alentours de Carhaix dans un livre publié initialement en anglais en 1875 :

« À plus d'une lieue autour de Carhaix les pauvres paysans n'occupent qu'une mauvaise cabane en compagnie de leur cochon et de leur vache, quand leurs moyens leur permettent d'en avoir. (...) Le paysan et sa famille, qui comprend sa femme et souvent plusieurs enfants, habitent ensemble dans une cabane sombre dans un état de misère indescriptible. La cabane est bâtie avec de la boue et des pierres et est couverte de genêts. Une petite ouverture est réservée dans la partie supérieure pour introduire l'aira lumière. La fumée, quand le feu est allumé, s'échappe par toutes les fentes du toit. (...) Le long des cloisons, aussi haut que la construction le permet, sont installées des sortes de crèches qui servent de lits. Leur position et leur entrée étroite feraient douter qu'elles servent à abriter des êtres humains. (...) Le porc, le mouton noir et la vache y vivent comme dans les écuries d'Augias (...) Le loup (...) fait un trou dans le plafond de genêt et descend attaquer ses victimes. (...) Cela est arrivé maintes fois chez les sabotiers de Duault et d'Huelgoat. »

Frank Davies ajoute que lors des hivers rudes, après une longue période de neige, « on a besoin d'allumer des feux la nuit à tous les carrefours de routes entre Carhaix, Callac, Gourin, Rostrenen et autres petites villes du voisinage pour préserver les troupeaux et même les chiens de la rapacité des loups affamés ».
Le même auteur, qui a pris pension à l'hôtel de La Tour-d'Auvergne, décrit ainsi la ville de Carhaix :

« Les faibles lanternes accrochées sur un fil de fer à travers les rues, et à de grandes distances les unes des autres, n'offraient qu'une triste lumière et servaient plutôt à augmenter l'obscurité et à le rendre plus sensible. (...) Dans quelques-unes des meilleures boutiques il y avait aux fenêtres une misérable chandelle de résine, fournissant un si faible rayon [de lumière] qu'on aurait pu le prendre pour l'éclat de la queue d'un ver luisant. (...) Carhaix est une ville très primitive. (...) En dehors de deux moulins à eau pour moudre le grain pour la population, il n'y a pas d'autres moulins ni manufactures. (...) À part le juge de paix et le docteur (...) il n'y avait aucune société chez laquelle put aller un étranger pour se distraire. (...), de sorte qu'un homme séjournant à Carhaix (...) souffrirait les tortures de l'ennui jusqu'aux plus extrêmes limites. »

Le préfet du Finistère note en 1880 « que les deux écoles publiques de Carhaix sont dans un état de délabrement qui exige des réparations immédiates ». Un rapport du Conseil général du Finistère indique en août 1880 que Plouguer fait partie des 27 communes de plus de 500 habitants du Finistère qui n'ont encore aucune école de filles.
Une race bovine dite « de Carhaix », issue du croisement de la race bretonne pie noir et de la race Durham se développa dans la seconde moitié du XIXe siècle. Elle donnait des animaux produisant plus de viande et de lait que les races élevées antérieurement.
Dans la seconde moitié du XIXe siècle et la première moitié du XXe siècle, Carhaix fit partie des rares communes de France ayant conservé la tradition d'élire chaque année une rosière, un legs fait à la commune par un ancien officier de la Révolution française qui s'illustra lors de la bataille de Marengo, Gaspard Mauviel, lui en faisant obligation.

#### La Tour d'Auvergne

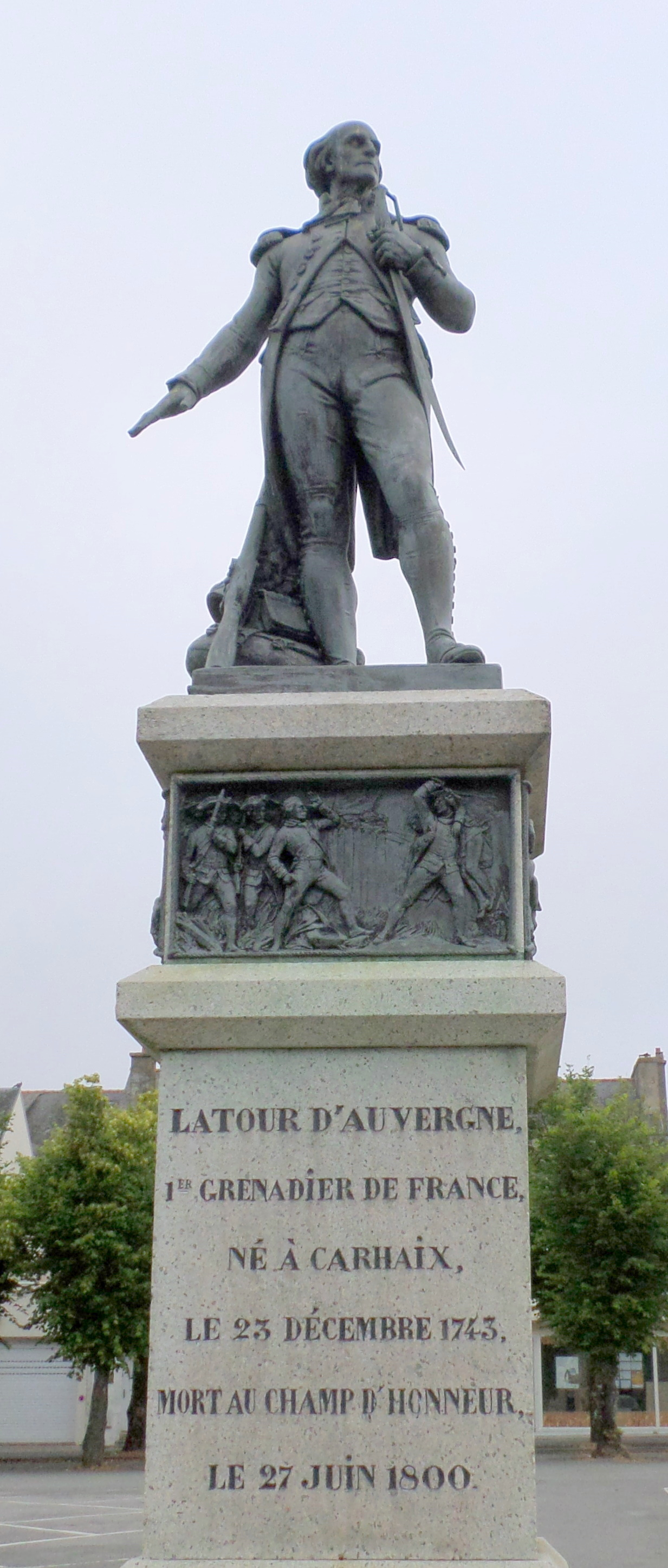
Statue de La Tour d'Auvergne à Carhaix (par Carlo Marochetti).

Au XIXe siècle et dans les premières décennies du XXe siècle, Carhaix est véritablement obnubilée par le souvenir de La Tour d'Auvergne, son « grand homme », en faveur de qui elle multiplie commémorations et fêtes diverses, souvent avec la venue de personnalités nationales, pendant plus d'un siècle. En 1841, l'inauguration de sa statue à Carhaix donne lieu à une fête grandiose. Le Journal des débats écrit : « Le 27 juin a été pour la Bretagne une fête vraiment nationale. Ce jour-là elle inaugurait, comme on sait, la statue du « premier grenadier de France ». Toutes les autres villes, jalouses de figurer à la fête, avaient envoyé des députations; l'armée avait voulu être représentée; les campagnes elles-mêmes n'y restaient point étrangères et l'on voyait arriver, à grandes journées, à pied, à cheval, en voiture, par toutes les routes, des montagnes, de tous les villages, de tous les châteaux d'Armorique, une foule immense attirée par l'admiration pour la gloire féodale et populaire qu'on allait consacrer ». Théodore de La Villemarqué entonna un chant en breton, puis traduit en français, à la gloire du héros. Une polémique gâcha toutefois un peu la fête : au dernier moment, un écusson représentant les armoiries de la famille de La Tour d'Auvergne fut retiré du socle du monument et sous la pression des républicains de l'époque, l'on dut y inscrire le nom du « citoyen Corret ». La foule présente a pu découvrir l'urne renfermant le cœur de La Tour d'Auvergne déposée aux autorités de la ville de Carhaix pour l'occasion par la famille du Pontavice de Heussey.
Le centenaire de sa mort en 1900 est fêté en grande pompe en présence d'une « foule énorme », du ministre de la Guerre, le général André, du général Lambert et de Théodore Botrel qui compose des strophes enflammées en l'honneur du grand homme. C'est le cas encore en 1924 ou en 1925 pour le 125e anniversaire de sa mort.
Dès 1885, Gustave Flaubert souligne l'admiration de la ville pour cet homme : « Après que nous eûmes passé auprès de la statue de La Tour-d'Auvergne, que nous eûmes traversé la place de La Tour-d'Auvergne, la rue de la Tour-d'Auvergne, le boulevard de La Tour-d'Auvergne, le cul-de-sac de La Tour-d'Auvergne, après que nous eûmes regardé la maison où naquit La Tour-d'Auvergne et que nous ne fûmes pas entrés à l'auberge de La Tour-d'Auvergne, nous arrivâmes à je ne sais quel hôtel établi en face du cours de La Tour-d'Auvergne. (…) La statue de ce monsieur qui fut, dit l'histoire, un archéologue distingué, le premier grenadier de France, et tué d'un coup de lance au combat d'Oberhausen est due au ciseau de Marochetti. (…) Tout cela est triste, emphatique, bête ».
En 1906, Félix Fénéon écrit : " On a encore célébré à Carhaix la mort du héros. Le rite ne varie pas :" La Tour d'Auvergne ! Mort au champ d'honneur ! " ".

### AuXXesiècle

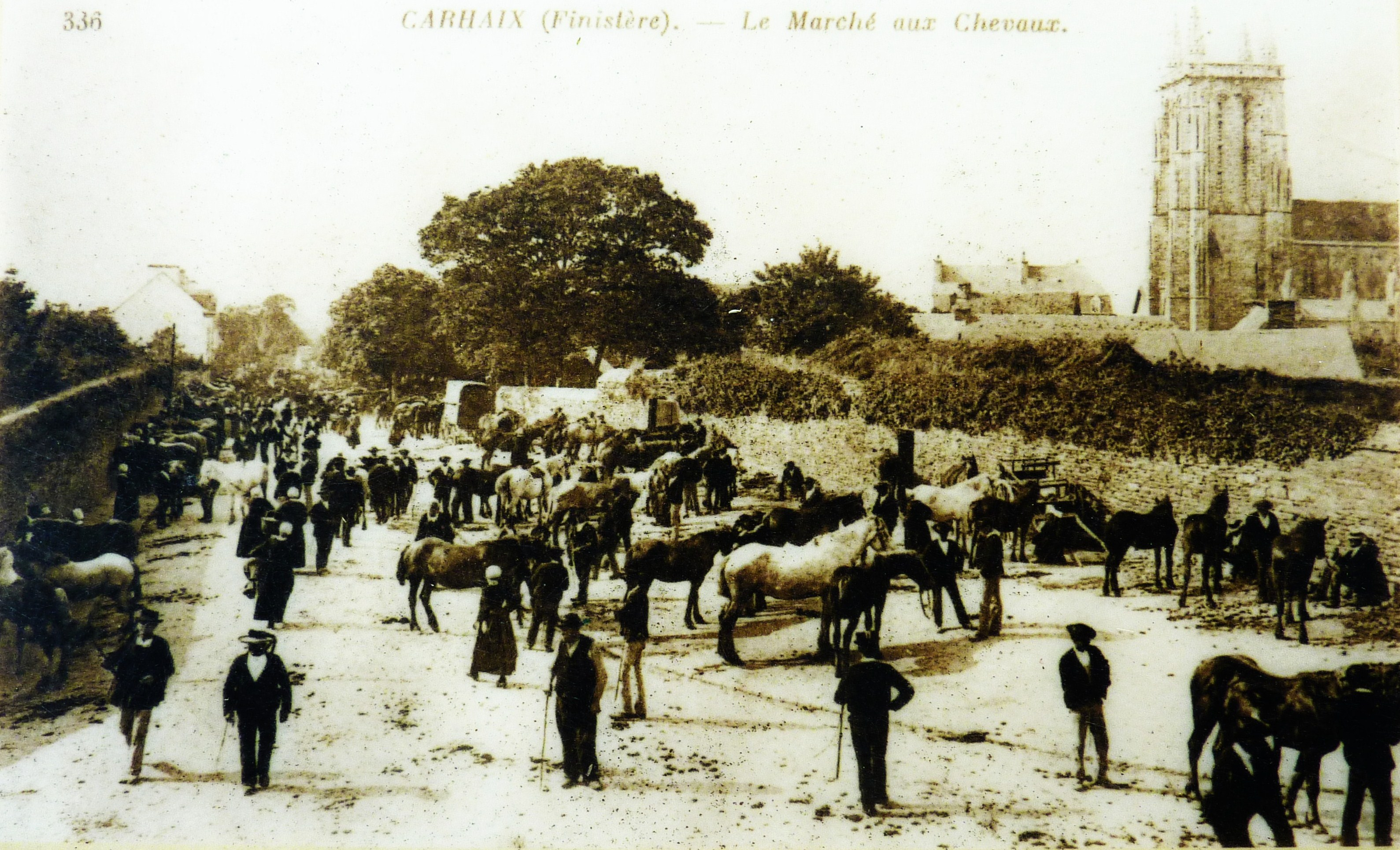
Carhaix : le marché aux chevaux, place de l'église à la fin du XIXe siècle.

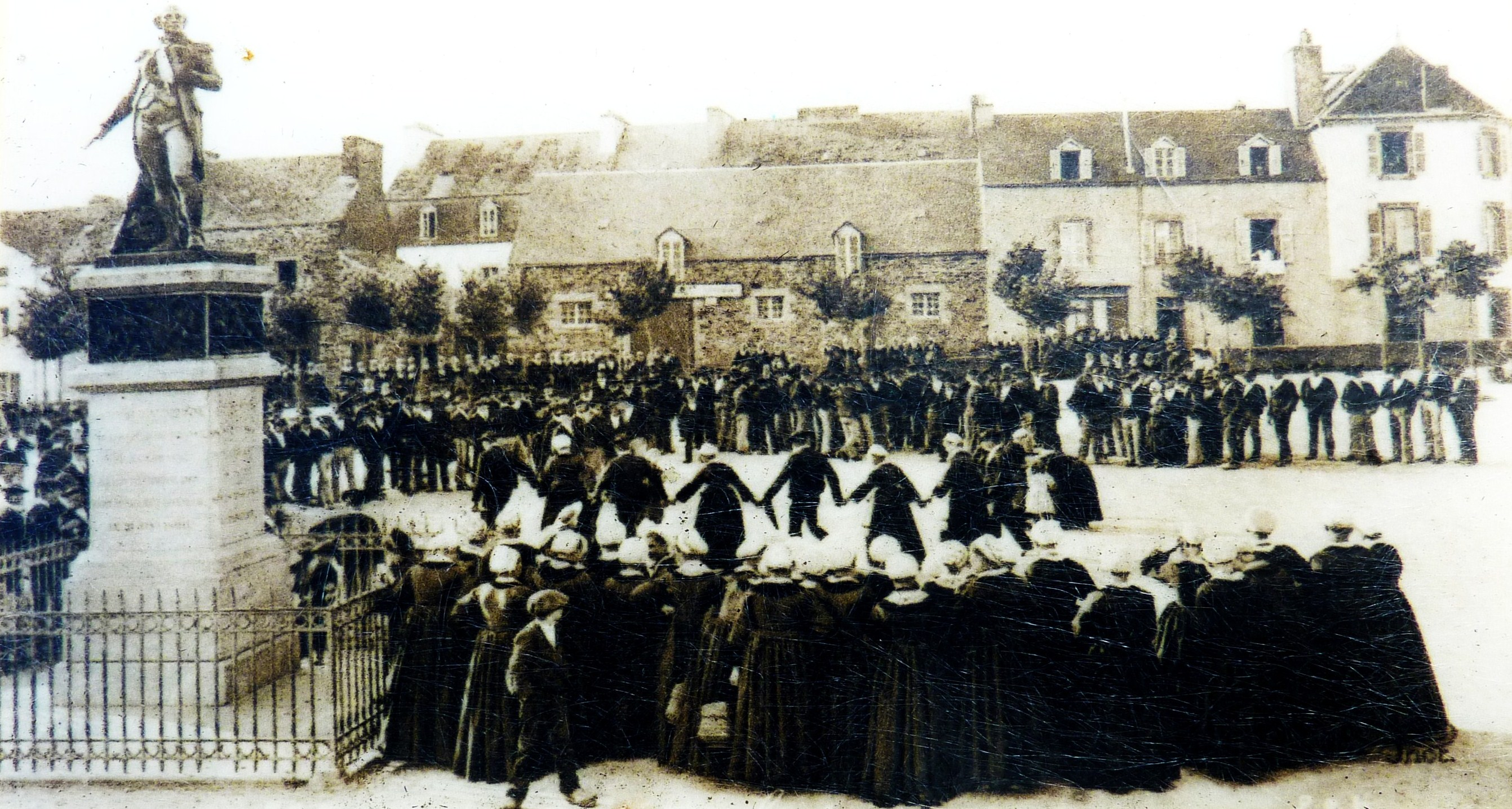
Carhaix : danse après le grand marché sur la place du Champ-de-Bataille peu après 1900.

#### LaBelle Époque
En octobre 1900, une épidémie de dysenterie se produit dans de nombreuses communes de l'arrondissement de Châteaulin dont Plouguer, y faisant une soixantaine de malades et provoquant 14 décès. « Cette épidémie est attribuée à la sécheresse des dernières années. Les puits et les fontaines étaient à sec, et la population a fait usage d'eaux malsaines. En outre, l'encombrement et la malpropreté des maisons sont devenus des facteurs importants de la maladie ». Cette épidémie toucha d'abord Spézet, avant de concerner ensuite Motreff, Saint-Hernin et Plouguer.
Carhaix demeure encore au début du XXe siècle célèbre pour ses foires et marchés. Édouard Charton écrit en 1903 : « Carhaix est l'un des plus importants marchés de bestiaux de la Bretagne. En dehors des marchés du samedi, il s'y tient plusieurs grandes foires, le 13 mars, le jeudi après Pâques, la veille de l'Ascension, le 30 juin, deux autres en août, le 20 septembre, le 2 novembre et les jours suivants, et la dernière le 29 novembre ». En 1934 encore, la grande foire aux chevaux organisée en novembre durait deux jours.
En 1905 les grandes fêtes bretonnes en présence du barde Théodore Botrel chantant ses œuvres et de représentations théâtrales du « drame de Pont-Callec » avec le barde Jaffrennou dit Taldir suscitent des contre-manifestations de la part des « laïcs », le maire, Anthoine et les instituteurs publics en tête de cortège chantant l'Internationale alors que les partisans des fêtes chantent Sao Breiz-Izel da Vaniellou (« Lève, ô Bretagne, tes étendards »). Ce n'est là qu'un exemple des nombreuses polémiques, manifestations et contre-manifestations opposant « cléricaux », souvent aussi chantres de la bretonnité (mouvement Bleun-Brug par exemple) et « laïcs » à Carhaix dans la première moitié du XXe siècle.
Le progrès parvient peu à peu à Carhaix : le bureau télégraphique ouvre en 1873, l'électrification survient en 1908 (pour le centre-ville), l'eau courante et le tout à l'égout entre les deux guerres mondiales.

#### Dernières Cartouches de Carhaix
Le club sportif (destiné initialement au tir dans le contexte de la volonté de revanche après la défaite de la guerre de 1870) des « Dernières Cartouches de Carhaix » est créé en 1907 ; il reçoit le nom d'un épisode glorieux de la guerre de 1870 connu sous le nom de la Maison de la dernière cartouche dans lequel s'illustre le capitaine Arsène Lambert, d'origine carhaisienne. La section football est créée en 1913.

#### L'étoile ferroviaire de Carhaix

L'étoile ferroviaire de Carhaix.

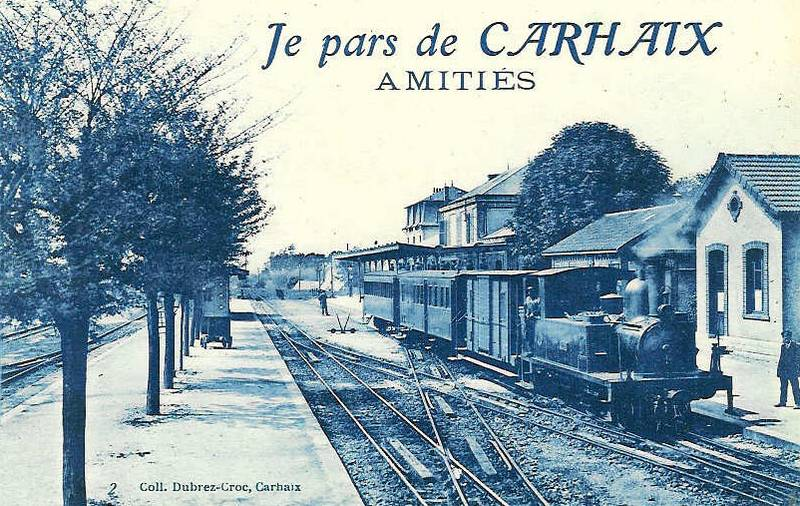
La gare de Carhaix au début du XXe siècle.

À la fin du XIXe siècle et au début du XXe siècle, Carhaix devient progressivement le centre d'une étoile ferroviaire connue sous le nom d'« étoile de Carhaix », formé de lignes ferroviaires à voies métriques du réseau breton, se dirigeant au départ de Carhaix dans toutes les directions (Guingamp, Morlaix, Camaret via Châteaulin et Crozon, Rosporden et Rennes via Rostrenen, Loudéac et La Brohinière. Carhaix a été à l'époque un nœud ferroviaire accompagné d'ateliers de maintenance qui ont employé jusqu'à 400 personnes.

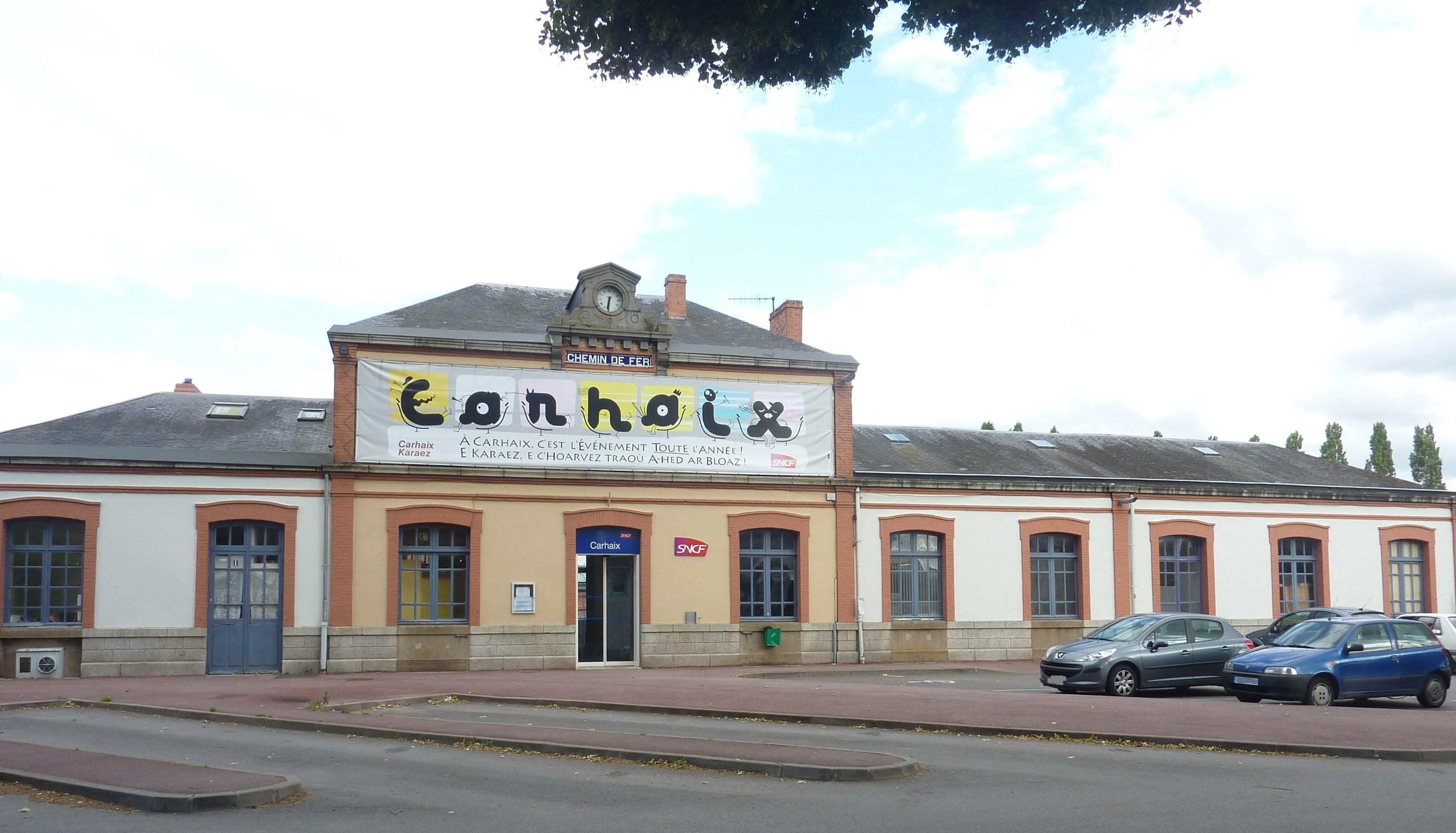
La gare de Carhaix en 2011.

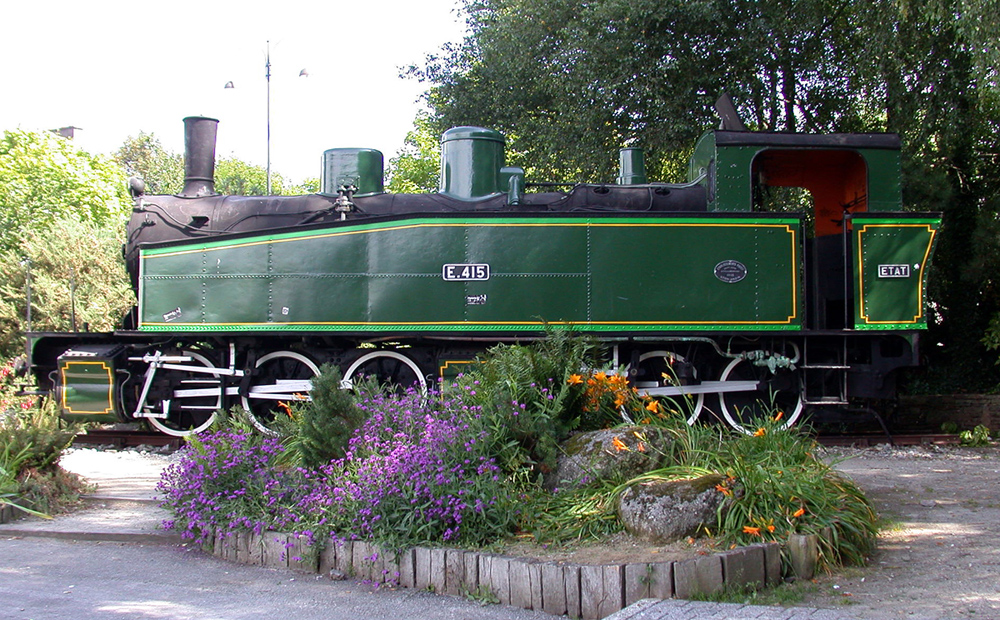
Locomotive E415, près de la Gare.

La ligne Carhaix-Morlaix fut mise en service en 1891, Carhaix-Guingamp-Paimpol en 1893, Carhaix-Rosporden en 1896, Carhaix-Rostrenen en 1898 (prolongée en 1902 jusqu'à Loudéac), Carhaix-Pleyben en 1904 (prolongée en 1906 jusqu'à Châteaulin et en 1925 jusqu'à Camaret). Certaines de ces lignes n'ont été en service que peu de temps puisque la fermeture s'amorce dès 1939 (fermeture du trafic voyageurs sur la ligne Carhaix-Morlaix qui ferma totalement en 1962). À l'exception de la Carhaix - Guingamp, mise à voie normale en 1967 et toujours en service, maintenant desservie par la CFTA TER Bretagne toujours en service, les autres lignes de l’« étoile de Carhaix » ferment en 1967.
Le réseau breton totalisait plus de 420 km de voies métriques (c’est-à-dire de voies dont la largeur était d'1 mètre, taille utilisée pour les lignes secondaires). Aujourd'hui, on peut visiter la seule locomotive du Réseau breton qui est restée en région (n° E415) près de la gare de Carhaix.

#### La Première Guerre mondiale
207 soldats de Carhaix et Plouguer sont tués pendant la Première Guerre mondiale.

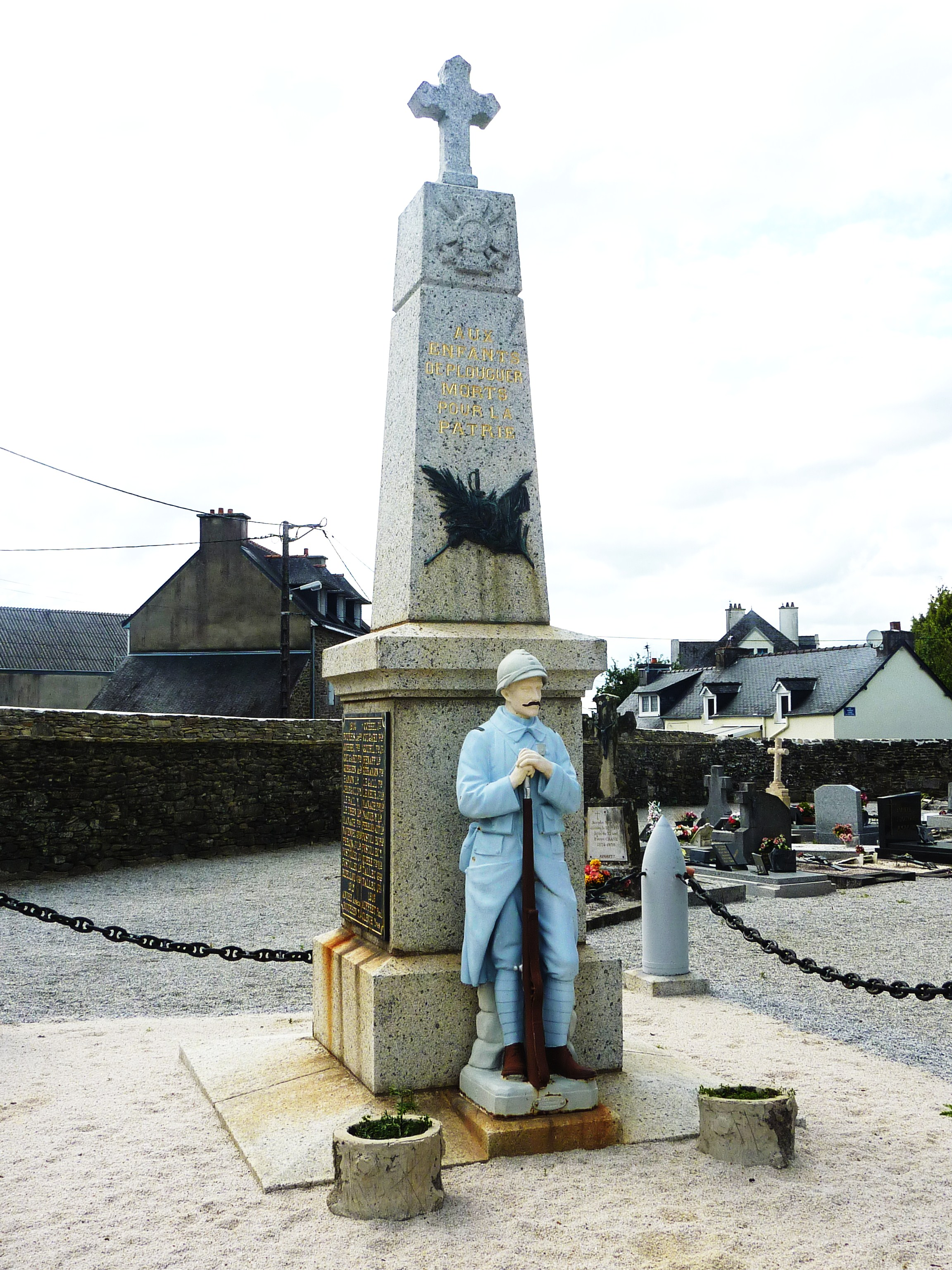
Carhaix : le monument aux morts de Plouguer.

#### La Seconde Guerre mondiale
Pendant la Seconde Guerre mondiale, des résistants sont torturés dans les caves du Castel Ruz (« château Rouge »).
Joseph Jean Borgne, né le 22 novembre 1913 à Carhaix, facteur à la SNCF à Carhaix, membre du Réseau Johnny, fut fusillé au Mont Valérien le 24 juillet 1942.
Le 6 mai 1944, une jeune femme originaire de Carhaix, Marie Le Manach, maîtresse d'un officier allemand et suspectée d'avoir aidé les Allemands à arrêter des résistants FTP lors de la rafle de Callac le 9 avril 1944 est assassinée chez elle par deux résistants, dont Jean Le Jeune.
Le 8 juin 1944, huit jeunes résistants pris par surprise par des Allemands de la division de parachutistes Kreta, qui se dirigeait vers le front de Normandie, dans une ferme du hameau de Lamprat en Plounévézel sont successivement pendus à différents endroits entre Plounévézel et Saint-Caradec, dont l'un, Georges Auffret, 23 ans, à l'entrée de Carhaix, route de Brest, devant le café Harnais, et un autre, Marcel Goadec, 22 ans, en pleine ville de Carhaix, rue de la Fontaine-Banche (actuelle rue des Martyrs).
Le 5 août 1944, la rumeur se répand que les Alliés seraient aux portes de Carhaix. Malgré le fait que Carhaix et sa voisine, Plouguer, soient encore sous le joug allemand, des actes de résistance apparaissent. Comme Étienne Manac'h, 32 ans, originaire de Maël-Carhaix et militaire FFI, qui ose brandir un drapeau français en haut de l'église de Plouguer. Il sera fusillé le jour même. Son nom est gravé sur le monument aux morts de la ville.
Selon le témoignage de deux anciens résistants, Étienne Marrec et Yvon Leclerc, la garnison allemande de Carhaix comprenait environ 2 000 parachutistes aux ordres du général Ramcke ; celui-ci voulait faire de Carhaix une place forte pour entraver l'avance des Alliés. Aussi la décision fut prise d'évacuer la ville. Le 6 août 1944, alors que les troupes américaines étaient déjà au Moustoir, ce fut l'exode, vers Plévin de quelque 3 000 Carhaisiens (à l'exception du sénateur-maire Lancien, gardé en otage) ; mais les Américains, guidés par des résistants, contournèrent Carhaix, en passant par Motreff et Saint-Hernin, parvenant dans l'après-midi du 5 août à Poullaouen. Les Allemands évacuèrent Carhaix le 7 août, après avoir fait sauter les ponts autour de la ville ; les résistants prirent alors le contrôle de la ville.

#### Un rôle de capitale locale ambitionné
En 1957, les communes de Carhaix et Plouguer fusionnent pour devenir Carhaix-Plouguer. En 1967 ouvre le lycée-ES devenu lycée Paul-Sérusier et collège Beg Avel par la suite. Carhaix est toujours la capitale du Poher, comme voudrait le montrer le nom de la communauté de communes dont elle est le chef-lieu et ambitionne d'être un jour celle du centre-ouest breton, ce qui n'est pas facile, la ville étant handicapée par le découpage administratif (elle est à la limite de trois départements : Finistère, Morbihan et Côtes-d'Armor) et la faiblesse démographique du Kreiz Breizh, nouveau nom de l'ancien GALCOB : la lutte en 2010 pour le maintien de son hôpital (finalement fusionné avec le CHU de Brest) et de sa maternité, impulsée par son maire Christian Troadec, montre que cette ambition reste fragile.

#### Le festival des Vieilles Charrues

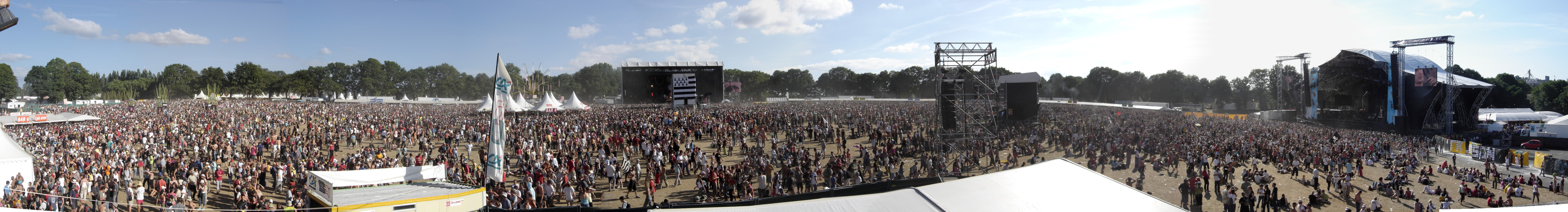
Vue panoramique de l'édition 2006 du festival des Vieilles Charrues.

Créé en 1992 dans la commune voisine de Landeleau et déplacé depuis 1995 à Carhaix, le festival des Vieilles Charrues (Gouel an Erer Kozh en breton) est un festival de musique accueillant des artistes internationaux, nationaux et locaux ayant pour but de mélanger les genres et être accessible à tout public. Il est rapidement devenu le plus grand festival de musique français pour ce qui est de la fréquentation, entraînant un public attiré par l'affiche éclectique et l'esprit festif et convivial. Le record de fréquentation date de 2011, avec 268 000 festivaliers sur quatre jours, dont 212 000 entrées payantes, et environ 5 500 bénévoles.
Organisé par l'association Les Vieilles Charrues, la structure reverse une partie des bénéfices pour le développement du tissu associatif et culturel du centre Bretagne. Par exemple, elle a participé au financement du centre culturel l'espace Glenmor, à l'installation du lycée Diwan après rénovation du château de Kerampuil. Elle soutient également l'association Les Mémoires du Kreiz Breizh.

### LeXXIesiècle
En juin 2008 les Carhaisiens menèrent une bataille importante pour parvenir à sauver leur hôpital, au prix d'une fusion avec le CHU de Brest.

## Politique et administration

### Rattachements administratifs et électoraux
Carhaix-Plouguer appartient à l'arrondissement de Châteaulin et au canton de Carhaix-Plouguer, dont elle est le chef-lieu. Le redécoupage cantonal de 2014 a modifié sa composition puisqu'il englobe des communes des anciens cantons de Châteauneuf-du-Faou, Huelgoat, Le Faou et Pleyben.
Pour l'élection des députés, la commune fait partie de la sixième circonscription du Finistère, représentée depuis juin 2012 par Richard Ferrand (PS puis LREM).
Sur le plan des institutions judiciaires, la commune relève du tribunal d'instance et du conseil de prud’hommes de Morlaix, du tribunal de grande instance et du tribunal de commerce de Quimper, du tribunal pour enfants de Brest, de la cour d’appel et du tribunal administratif de Rennes et de la cour administrative d'appel de Nantes.

### Intercommunalité
Depuis le 31 décembre 1993, date de sa création, la commune appartient à Poher communauté (anciennement Communauté de communes du Poher) et en est la principale ville.
Carhaix-Plouguer fait aussi partie du Pays Centre Ouest Bretagne, qui correspond en partie à la région historique du Poher.

### Administration municipale
Le nombre d'habitants au dernier recensement étant compris entre 5 000 et 9 999, le nombre de membres du conseil municipal est de 29.

### Liste des maires

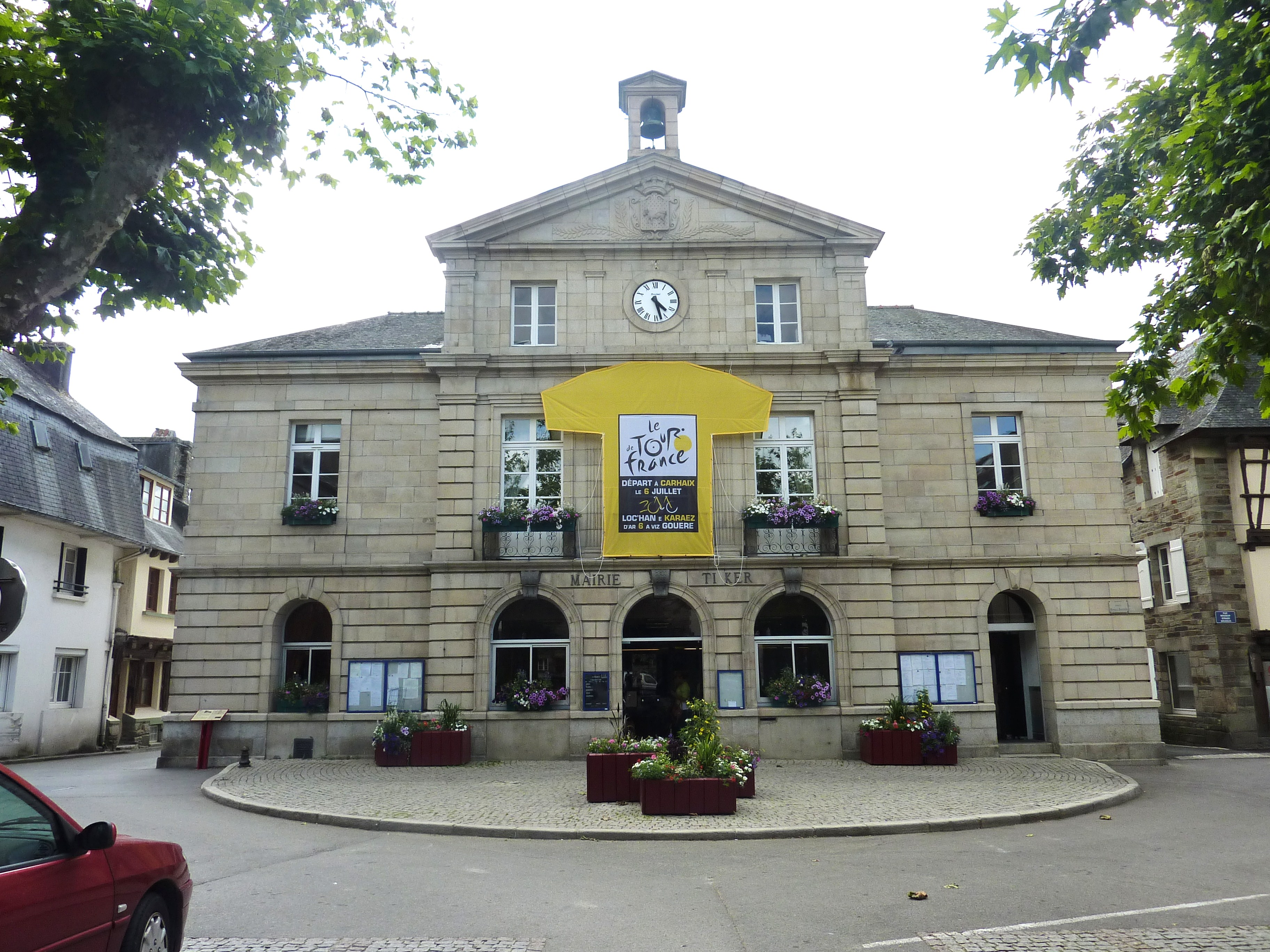
Carhaix : la mairie et affiche bilingue (à l'occasion d'une étape du Tour de France cycliste 2011).

## Jumelages
- Oiartzun (Espagne)
- Waldkappel (Allemagne)
- Carrickmacross (Irlande)
- Dawlish (Devon) (Royaume-Uni)
- Rijnwoude (Pays-Bas)
- El Arroub (Palestine)

## Population et société

### Démographie

#### Évolution démographique
L'évolution du nombre d'habitants est connue à travers les recensements de la population effectués dans la commune depuis 1793. Pour les communes de moins de 10 000 habitants, une enquête de recensement portant sur toute la population est réalisée tous les cinq ans, les populations de référence des années intermédiaires étant quant à elles estimées par interpolation ou extrapolation. Pour la commune, le premier recensement exhaustif entrant dans le cadre du nouveau dispositif a été réalisé en 2007.

En 2022, la commune comptait 7 326 habitants, en évolution de +1,19 % par rapport à 2016 (Finistère : +2,16 %, France hors Mayotte : +2,11 %).
| 1793  | 1800  | 1806  | 1821  | 1831  | 1836  | 1841  | 1846  | 1851  |
| ----- | ----- | ----- | ----- | ----- | ----- | ----- | ----- | ----- |
| 1 627 | 1 734 | 1 522 | 1 597 | 1 939 | 1 984 | 2 021 | 2 201 | 2 143 |

| 1856  | 1861  | 1866  | 1872  | 1876  | 1881  | 1886  | 1891  | 1896  |
| ----- | ----- | ----- | ----- | ----- | ----- | ----- | ----- | ----- |
| 2 229 | 2 197 | 2 365 | 2 496 | 2 518 | 2 880 | 2 789 | 3 064 | 3 032 |

| 1901  | 1906  | 1911  | 1921  | 1926  | 1931  | 1936  | 1946  | 1954  |
| ----- | ----- | ----- | ----- | ----- | ----- | ----- | ----- | ----- |
| 3 308 | 3 600 | 3 493 | 3 943 | 4 115 | 4 237 | 4 295 | 4 273 | 4 032 |

| 1962  | 1968  | 1975  | 1982  | 1990  | 1999  | 2006  | 2007  | 2012  |
| ----- | ----- | ----- | ----- | ----- | ----- | ----- | ----- | ----- |
| 6 065 | 7 049 | 8 210 | 8 591 | 8 198 | 7 648 | 7 676 | 7 667 | 7 423 |

| 2017  | 2022  | - | - | - | - | - | - | - |
| ----- | ----- | - | - | - | - | - | - | - |
| 7 174 | 7 326 | - | - | - | - | - | - | - |

#### Pyramide des âges
La population de la commune est relativement âgée.
En 2018, le taux de personnes d'un âge inférieur à 30 ans s'élève à 27,9 %, soit en dessous de la moyenne départementale (32,5 %). À l'inverse, le taux de personnes d'âge supérieur à 60 ans est de 37,9 % la même année, alors qu'il est de 29,8 % au niveau départemental.
En 2018, la commune comptait 3 347 hommes pour 3 817 femmes, soit un taux de 53,28 % de femmes, légèrement supérieur au taux départemental (51,41 %).
Les pyramides des âges de la commune et du département s'établissent comme suit.
| Hommes | Classe d’âge | Femmes |
| ------ | ------------ | ------ |
| 0,9    | 90 ou +      | 3,2    |
| 11,4   | 75-89 ans    | 17,8   |
| 19,1   | 60-74 ans    | 22,4   |
| 21,9   | 45-59 ans    | 19,8   |
| 14,7   | 30-44 ans    | 12,4   |
| 17,3   | 15-29 ans    | 12,9   |
| 14,6   | 0-14 ans     | 11,5   |

| Hommes | Classe d’âge | Femmes |
| ------ | ------------ | ------ |
| 0,7    | 90 ou +      | 2,2    |
| 7,8    | 75-89 ans    | 11,5   |
| 19,2   | 60-74 ans    | 20,1   |
| 20,8   | 45-59 ans    | 19,7   |
| 17,7   | 30-44 ans    | 16,6   |
| 17,1   | 15-29 ans    | 14,7   |
| 16,8   | 0-14 ans     | 15,2   |

### Manifestations culturelles et festivités

Festival des Vieilles Charrues 2015 - Vue de la scène Glenmor.

- Le festival des Vieilles Charrues (en juillet depuis 1992 à Landeleau et depuis 1995 à Carhaix)[132].
- Le Festival du Livre en Bretagne (organisé par le centre culturel breton Egin, a lieu le dernier week-end d'octobre depuis 1989).
- Le prix du Roman de la Ville de Carhaix, créé en 1999 à l'initiative de la ville de Carhaix, est décerné pendant le Festival du Livre. Lauréats[133] : Yvon Inizan (1999), Bernard Garel (2000), Jacques Josse (2001), Soazig Aaron (2002), Marie Le Drian (2003), Cédric Morgan (2004), Arnaud Le Gouëfflec (2005), Marie-Hélène Bahain (2006), Sylvain Coher (2007), Françoise Moreau (2008), Tanguy Viel (2009), Hervé Jaouen (2010), Gaël Brunet (2011), Claire Fourier (2012), Fabienne Juhel (2013), Julia Kerninon (2014), Loïc Le Guillouzer (2015), Daniel Cario (2016), Marie Le Gall (2017), Mérédith Le Dez (2018), Frank Darcel (2019), Philippe Gerin (2020), Christian Blanchard (2021), Louis Grall (2022).
- En 1948, Polig Monjarret fut à l'origine de la création du deuxième bagad recruté parmi le personnel ferroviaire, dit bagad des cheminots de Carhaix, le deuxième après celui de Saint-Marc, à Brest.
- Revue Kreiz Breizh, publiée par l'association Les Mémoires du Kreiz Breizh. 1re parution en 2000.
- Revue Spered Gouez / L'Esprit sauvage, fondée en 1991 par Marie-Josée Christien, éditée par le Centre culturel breton Egin à l'occasion du Festival du Livre en Bretagne.
- Revue « Regard d'Espérance[134] », journal d'information et de réflexion, mensuel gratuit publié depuis décembre 1985 par le Centre Missionnaire de Carhaix[135], édité à 8 500 exemplaires comprenant interview, chronique historique, économique, de société, conseil du médecin...Directeur de publication : Y. Charles.
- Le Motocultor Festival (en août, auparavant dans le Morbihan, depuis 2023 à Carhaix)[136].

### Enseignement
L'école Diwan de Carhaix scolarise 77 élèves à la rentrée 2018.

### Santé
L'Hôpital de Carhaix est l'établissement de santé majeur de la ville. Il fait partie d'une plus grande structure, le CHRU de Brest, qui comprend en tout sept établissements de soin de la région de Brest. L'hôpital possède entre autres des urgences, des services chirurgicaux ou encore une maternité.
En 2008, l'ARH rend un rapport où elle critique fortement la qualité des soins procurés par la maternité et décide de fermer ce service. Celui-ci est finalement conservé à la suite d'une forte mobilisation de la population et du personnel soignants.

### Sports
Le semi-marathon Huelgoat-Carhaix et les 10 km de Poullaouen-Carhaix se déroulent chaque année au mois de mai.
La ville dispose également d'un terrain de golf communal.

## Économie

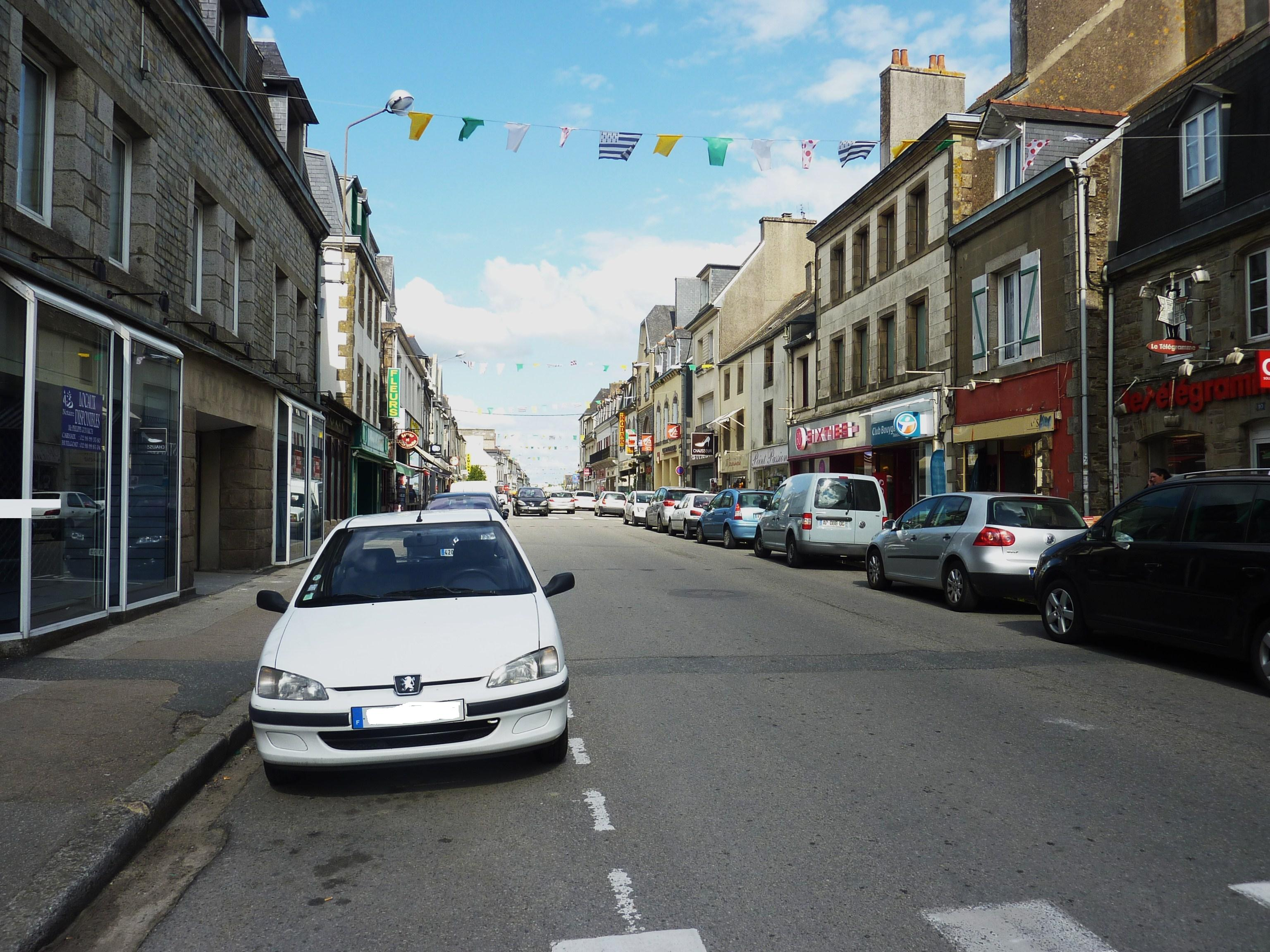
La rue commerçante principale de Carhaix (rue Lambert).

- Fabrication de cartonnages (usine Otor)
- Industries agro-alimentaires
- Brasserie Coreff[140]
- Services commerciaux
- Services administratifs
  - Antenne préfectorale interdépartementale
  - Antenne de la Chambre de commerce et d'industrie de Morlaix
- Pépinière d'entreprises
- Gare ferroviaire de la CFTA, trafic voyageurs vers Guingamp (correspondance TGV) et destinations SNCF. Appelée Plouguer-Carhaix au temps du Réseau breton.

L'implantation d'une usine de lait infantile par le groupe chinois Synutra a suscité dans un premier temps de grands espoirs, en partie déçus : la coopérative française Sodiaal a dû reprendre en 2019 une partie de l'usine et 180 salariés.

## Culture locale et patrimoine

### Langue bretonne
Le 15 janvier 1999 fut créé au château de Kerampuil l'Office de la langue bretonne, organisme précurseur de l'Office public de la langue bretonne.

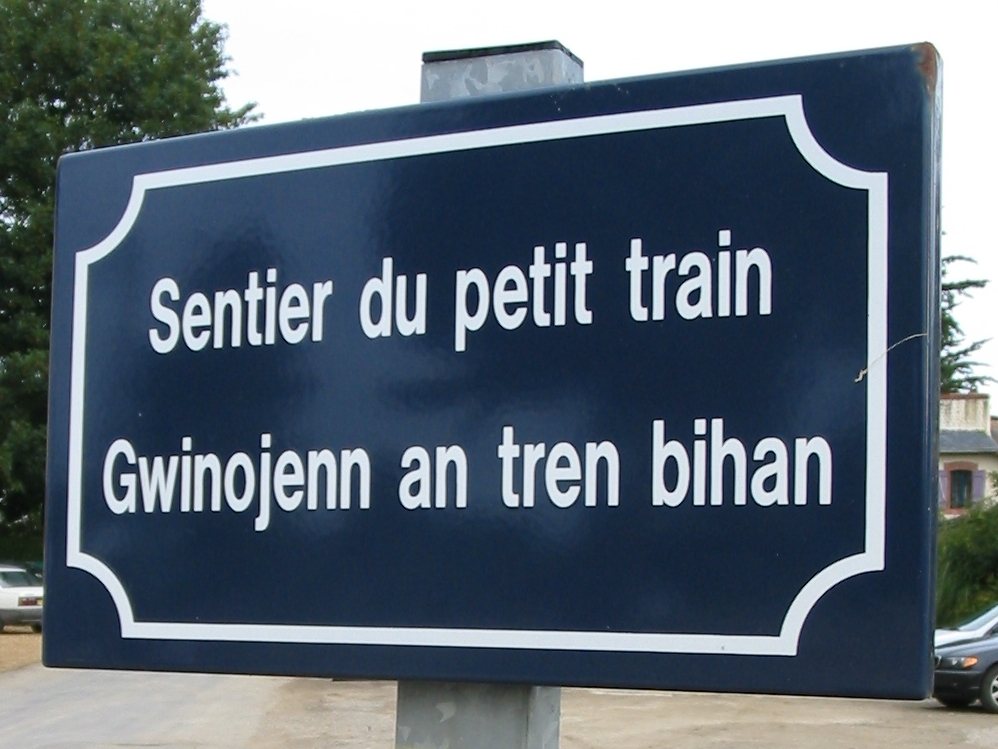
Un exemple de bilinguisme français-breton.

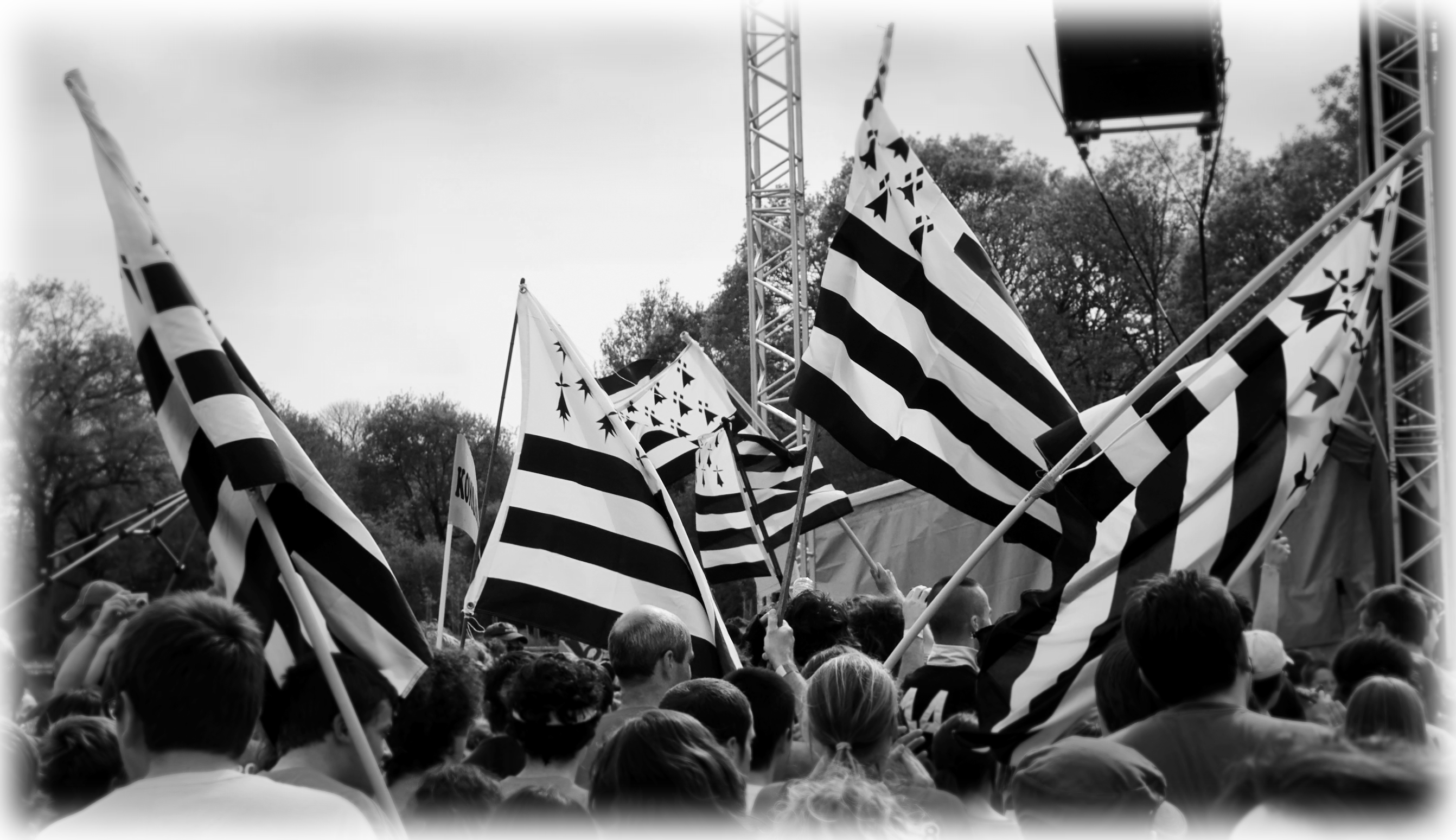
Drapeaux bretons à Carhaix lors des 30 ans des écoles Diwan en 2008.

#### Ya d'ar brezhoneg
L’adhésion à la charte Ya d'ar brezhoneg a été votée par le conseil municipal le 27 septembre 2004. Le label de niveau 2 de la charte a été remis à la commune le 14 mars 2005 et le label de niveau 3 le 31 janvier 2009.

#### Enseignement
À la rentrée 2017, 572 élèves étaient scolarisés à l’école Diwan et dans les filières bilingues.
La filière bilingue de l'enseignement catholique est animée par une association locale Dihun Karaez en lien avec la fédération Dihun Breizh.
La position de Carhaix comme centre de la Bretagne Ouest a été un élément déterminant pour l'implantation de l'unique lycée Diwan, où la majorité de l'enseignement est dispensée en breton. Il occupe en partie une ancienne maison de retraite près du château de Kerampuilh. Le lycée Diwan accueille 349 lycéens à la rentrée 2018.
Les crèches Galipette / Toutig penn et La main dans la main ont signé la charte Divskouarn.
Le siège central de l'Office public de la langue bretonne est situé 32 bis, rue des Martyrs. Il est prévu par la Région Bretagne, qu'il soit transféré dans le château de Kerampuilh.
Le premier bureau de poste bilingue français-breton a été inauguré en novembre 2012 à Carhaix.

### Lieux et monuments
Carhaix – à l'époque Vorgium – était le chef-lieu du peuple gaulois des Osismes, après la conquête romaine. On trouve un important patrimoine dans la commune, notamment de nombreux vestiges gallo-romains.
Monuments religieux
- L'église paroissiale Saint-Pierre de Plouguer est à l'origine une église romane, mais elle a été maintes fois remaniée (XVIe – XVIIIe siècle)[145]. Elle est classée Monument historique en 1914[146]. Construite au XIe siècle[147] sur l'ancienne paroisse de Plouguer (rattachée en 1956 à la commune de Carhaix), l’église Saint-Pierre est progressivement supplantée par la collégiale Saint-Trémeur qui constitue le véritable centre d’urbanisation, mais elle conserve son statut et ses privilèges d’église principale[148]. De l'édifice roman subsiste l'ouest de la nef : côté nord, quatre travées sont conservées. Côté sud, seules deux travées et demi (en partie murées) subsistent[149]. La nef s’ouvre sur le bas-côté par des arcades de plein cintre à simple rouleau retombant sur de larges piliers rectangulaires, surmontées de fenêtres hautes percées dans un haut mur nu[148]. L'édifice connait une importante campagne de construction au XVIe siècle dans le style gothique flamboyant : la partie orientale de la nef et des bas-côtés est reconstruite[148]. Elle se caractérise par ses hautes arcades en tiers point portées par des piliers octogonaux[149]. La nef et les bas-côtés sont couverts d’une toiture unique à deux pans. La sacristie est bâtie (elle porte l’inscription “1514”)[145], ainsi que le porche sud, qui possède une arcade en fer à cheval[150]. Un clocher-porche imitant celui de Saint-Trémeur, en plus modeste, est élevé à l'ouest dans le prolongement de la nef[148]. Le chœur à pans coupés est remanié en 1746[145]. L'église est gravement endommagée par un incendie en 1923[145] qui détruit la charpente, le mobilier du chœur et les autels latéraux. Sa restauration est achevée en 1927[149].

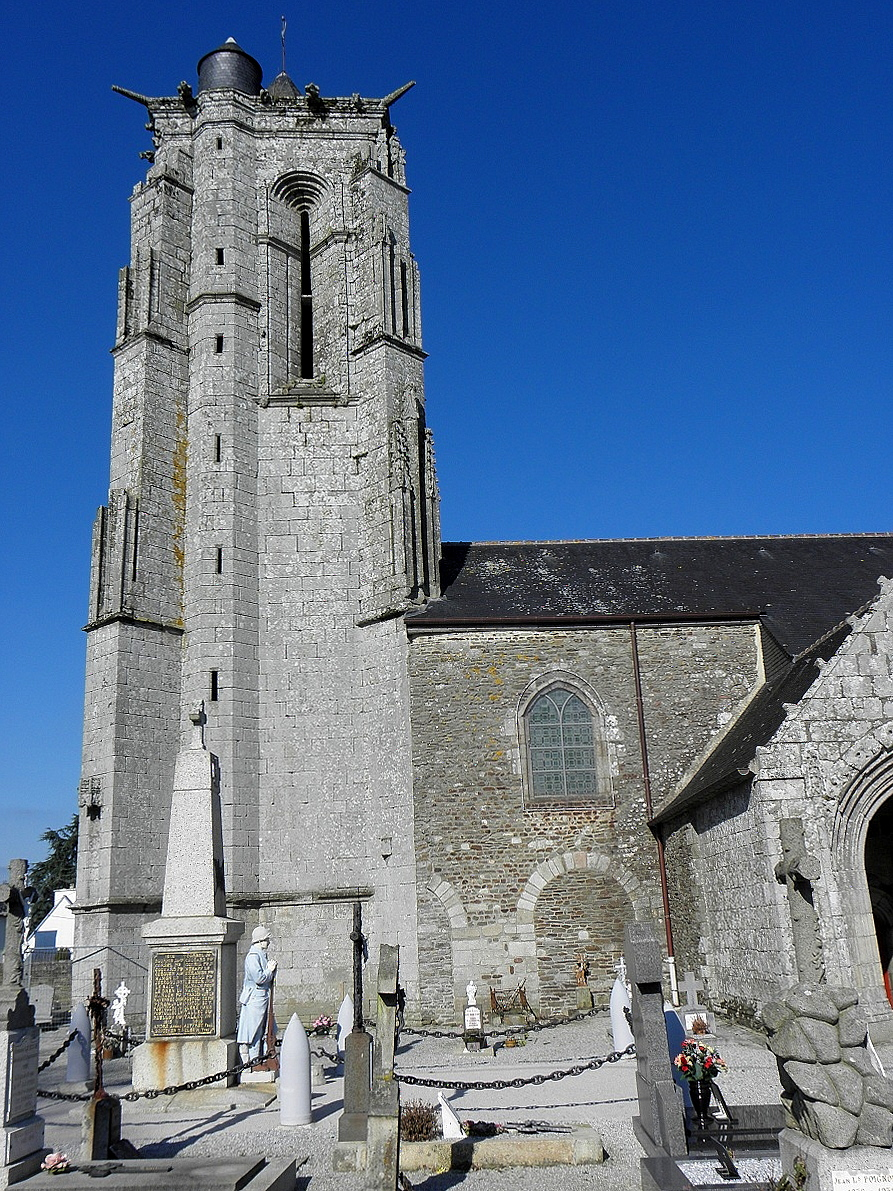
Église Saint-Pierre de Plouguer.
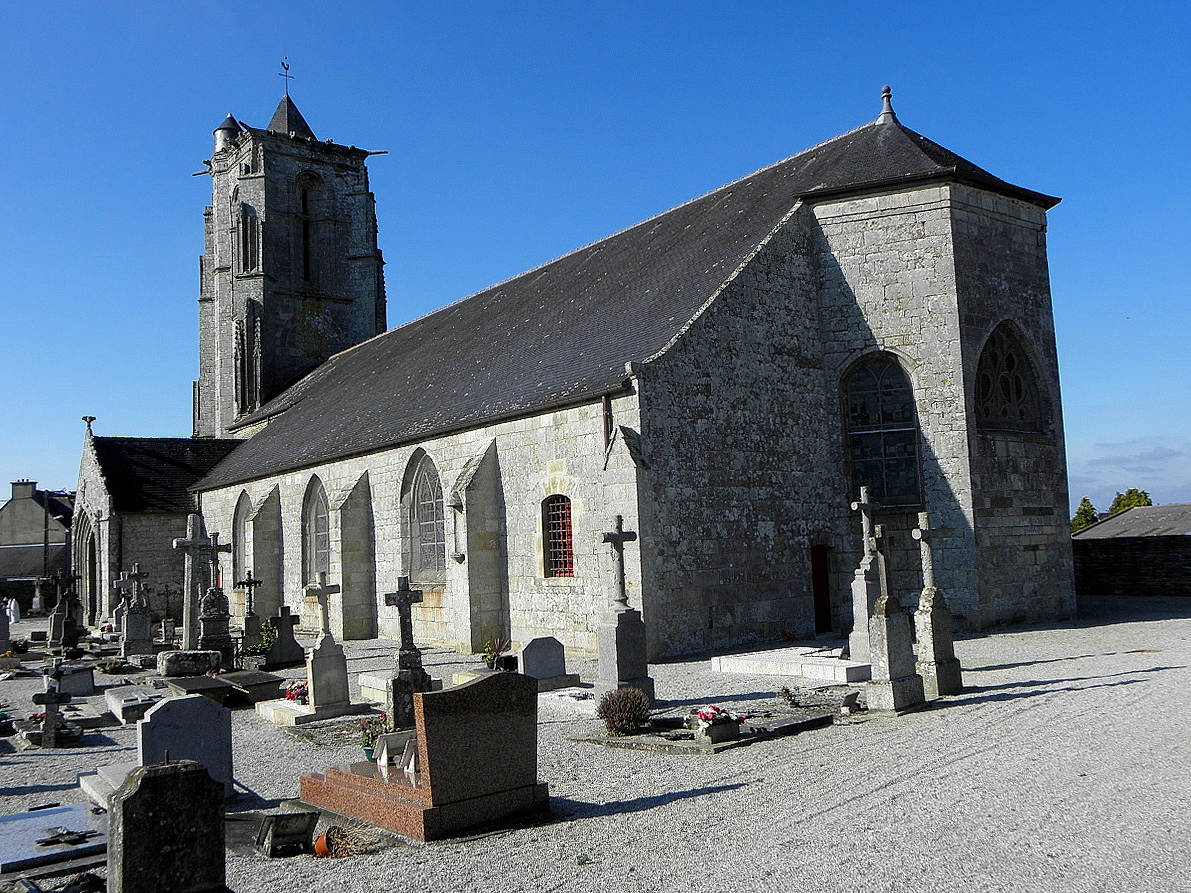
Église Saint-Pierre de Plouguer.

- L'église paroissiale Saint-Trémeur, consacrée à saint Trémeur, de style néogothique a été reconstruite entre 1881 et 1887 par l'architecte Ernest Le Guerranic[151] à l'emplacement de l'ancienne collégiale Saint-Trémeur construite en 1370 et restée collégiale jusqu'en 1790. Seul subsiste de l'ancien édifice le clocher-porche de style gothique flamboyant (1529-1535), construit par l'atelier de Saint-Herbot[152]. Il est classé au titre des Monuments Historiques en 1921[153].

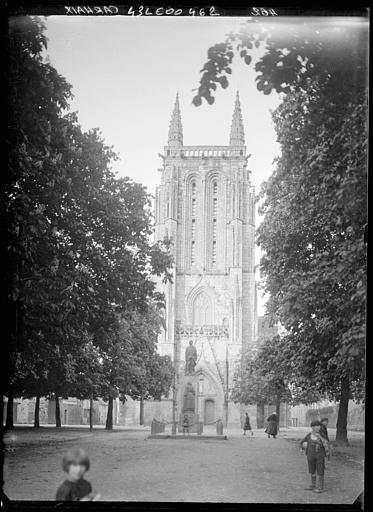
L'église Saint-Trémeur au début du XXe siècle.
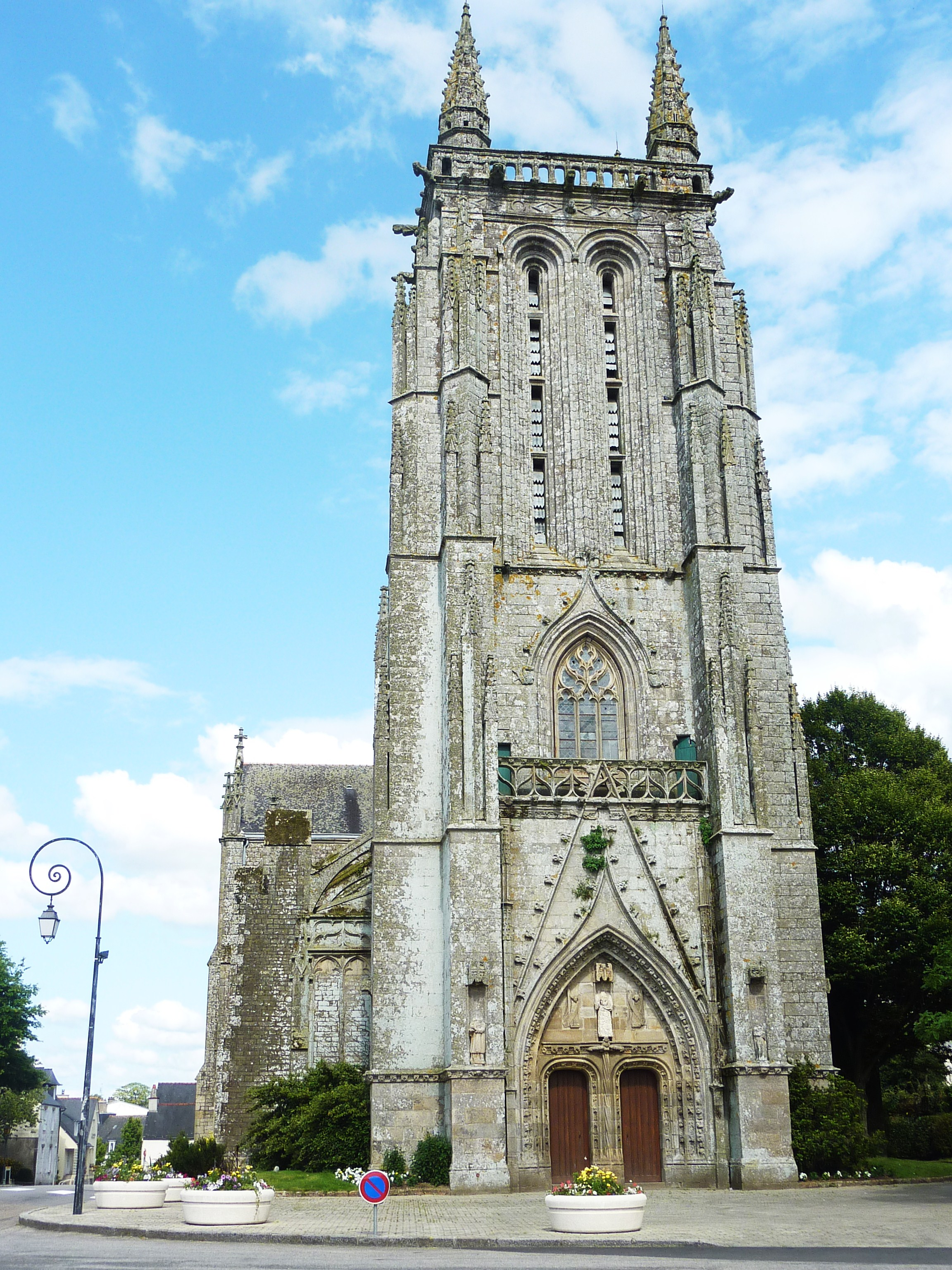
Carhaix : église Saint-Trémeur, la façade.
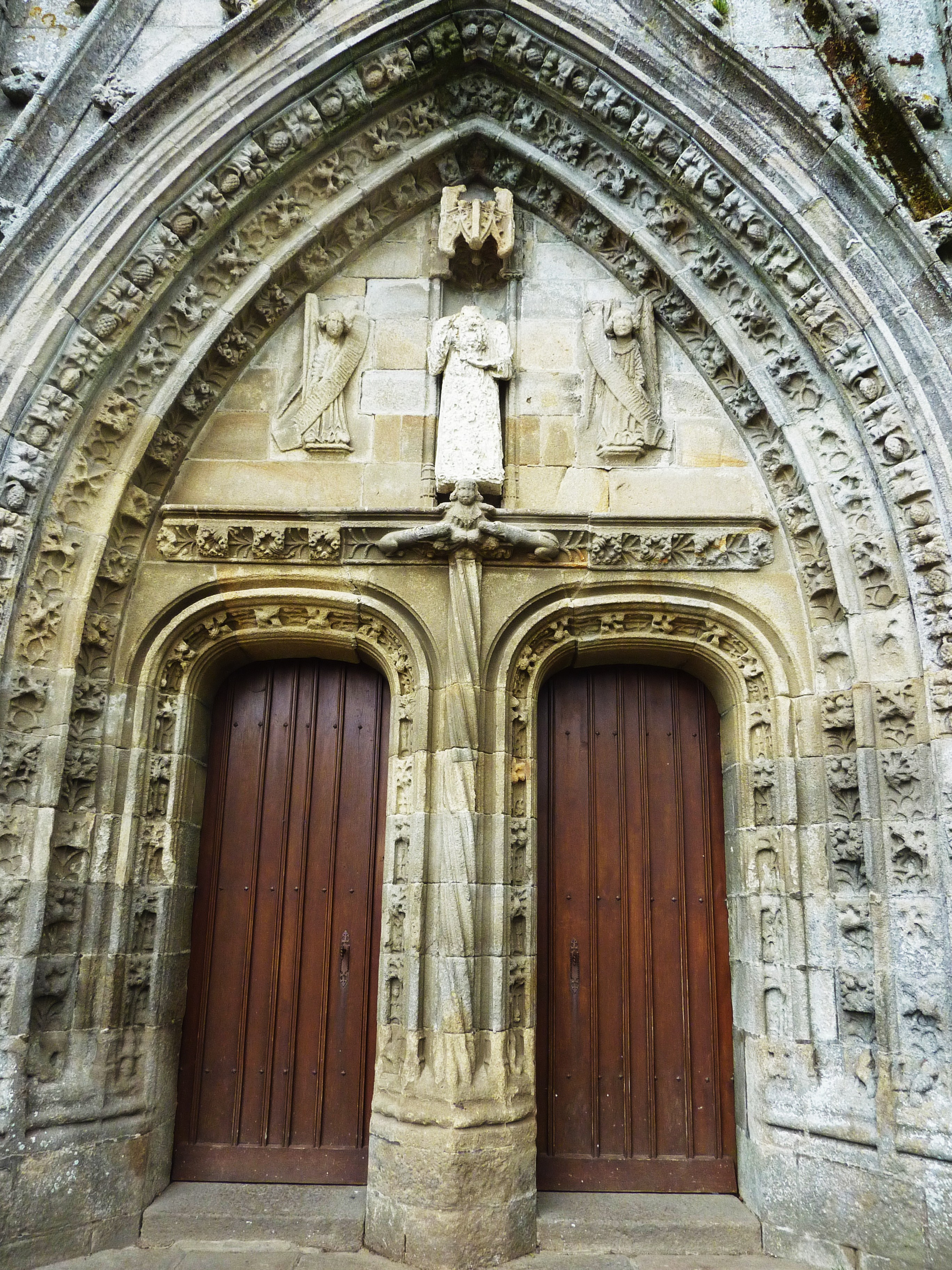
Carhaix : église Saint-Trémeur, le portail ouest.
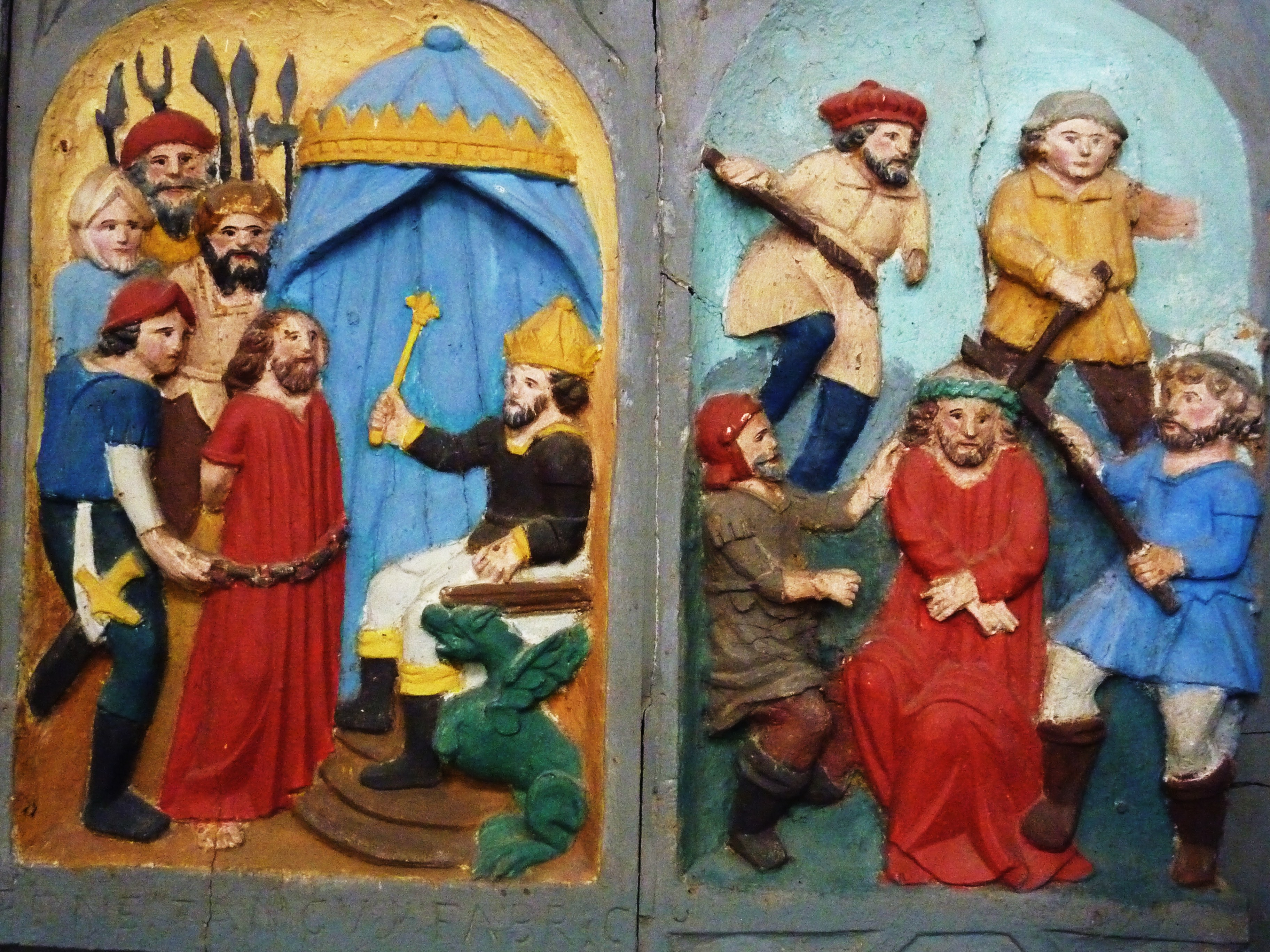
Carhaix : église Saint-Trémeur, deux des stations du chemin de croix.
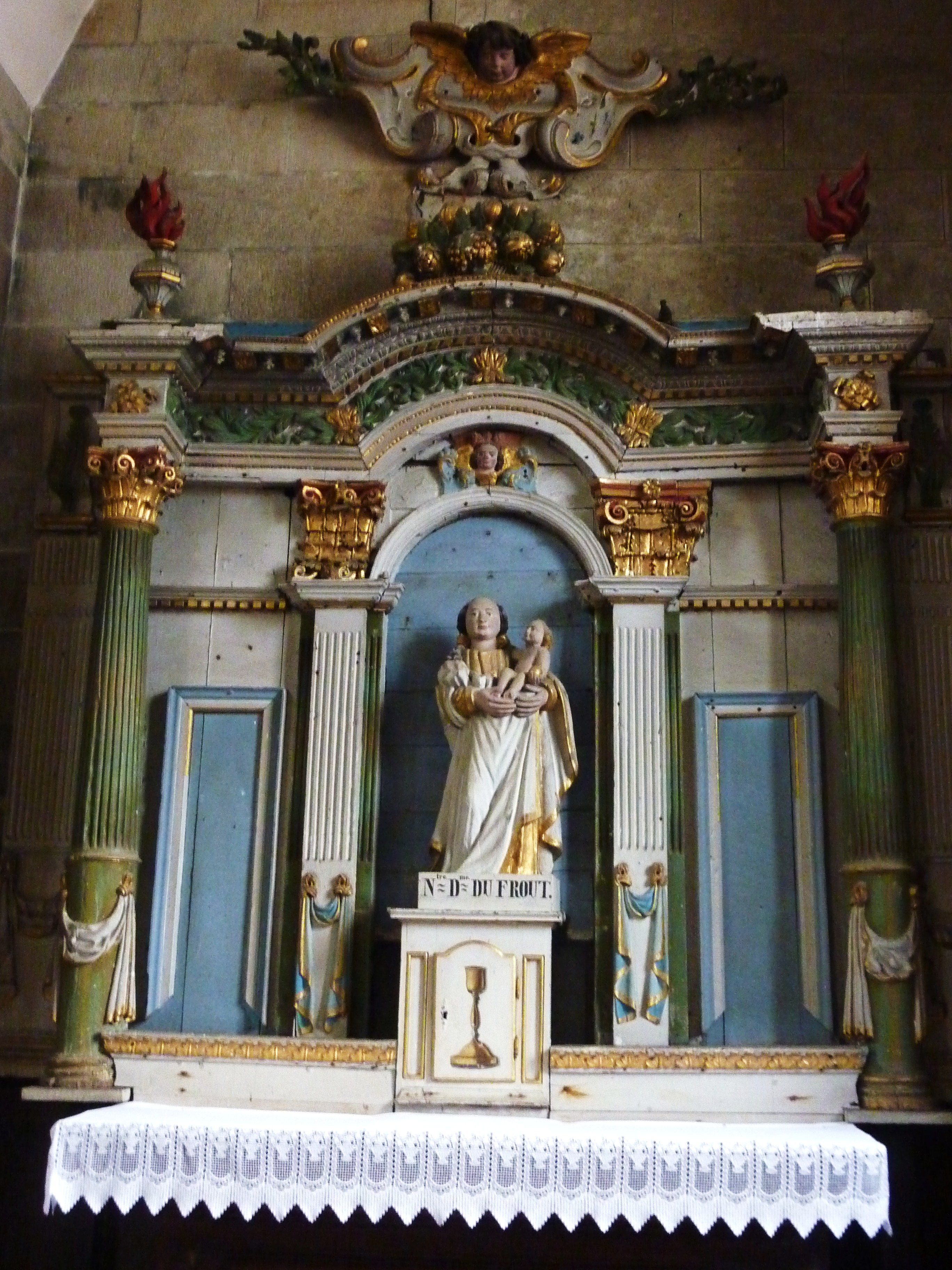
Carhaix : église Saint-Trémeur, autel de Notre-Dame-du-Frout.
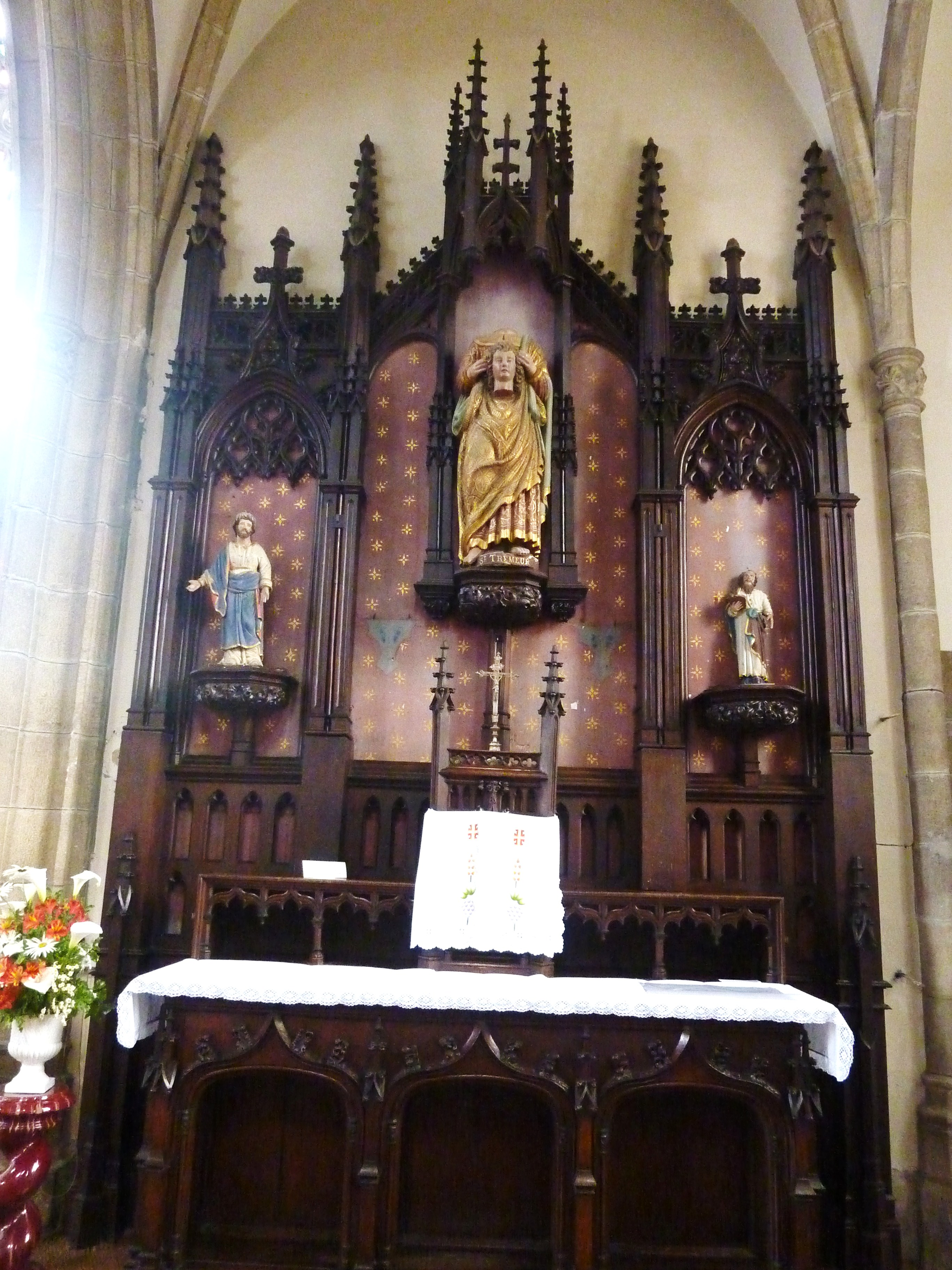
Carhaix : église Saint-Trémeur, autel de saint Trémeur (autel latéral droit).

- Le couvent des Augustins dont il ne subsiste que quelques arcades et un portail. Son cloître a été vendu au Cloisters Museum de New York en 1930[154]. Ses vestiges sont inscrits au titre des Monuments historiques en 1988[155].
- Le couvent des Carmes dont il ne subsiste que la façade de l'ancienne chapelle ; les services de l'urbanisme de la ville y sont installés.
- L'ancien couvent des Hospitalières et la chapelle Notre-Dame-de-Grâce. Fondé en 1663 par Anne du Chastel de Kerlech, sa construction fut achevée vers 1698.
- La chapelle Notre-Dame-des-Grâces, bien que désaffectée, est la seule trace subsistante des religieuses hospitalières chargées de la gestion de l'hôpital Sainte-Anne. La chapelle a été construite en 1663 par Anne du Chastel de Kerlec'h. Un incendie survenu en 1875 a accéléré la ruine des bâtiments.
- La chapelle Sainte-Anne, reconstruite au XIXe siècle dans le style néogothique est le dernier vestige de la « maison des pauvres » fondée en 1478 par Maurice du Méné et qui fut le premier « hôpital » de Carhaix. Cette chapelle a conservé des statues en bois polychrome du XVIe siècle (sainte Catherine d'Alexandrie, Vierge à l'Enfant) et du XVIIe siècle (Christ en croix).

Carhaix : chapelle Sainte-Anne
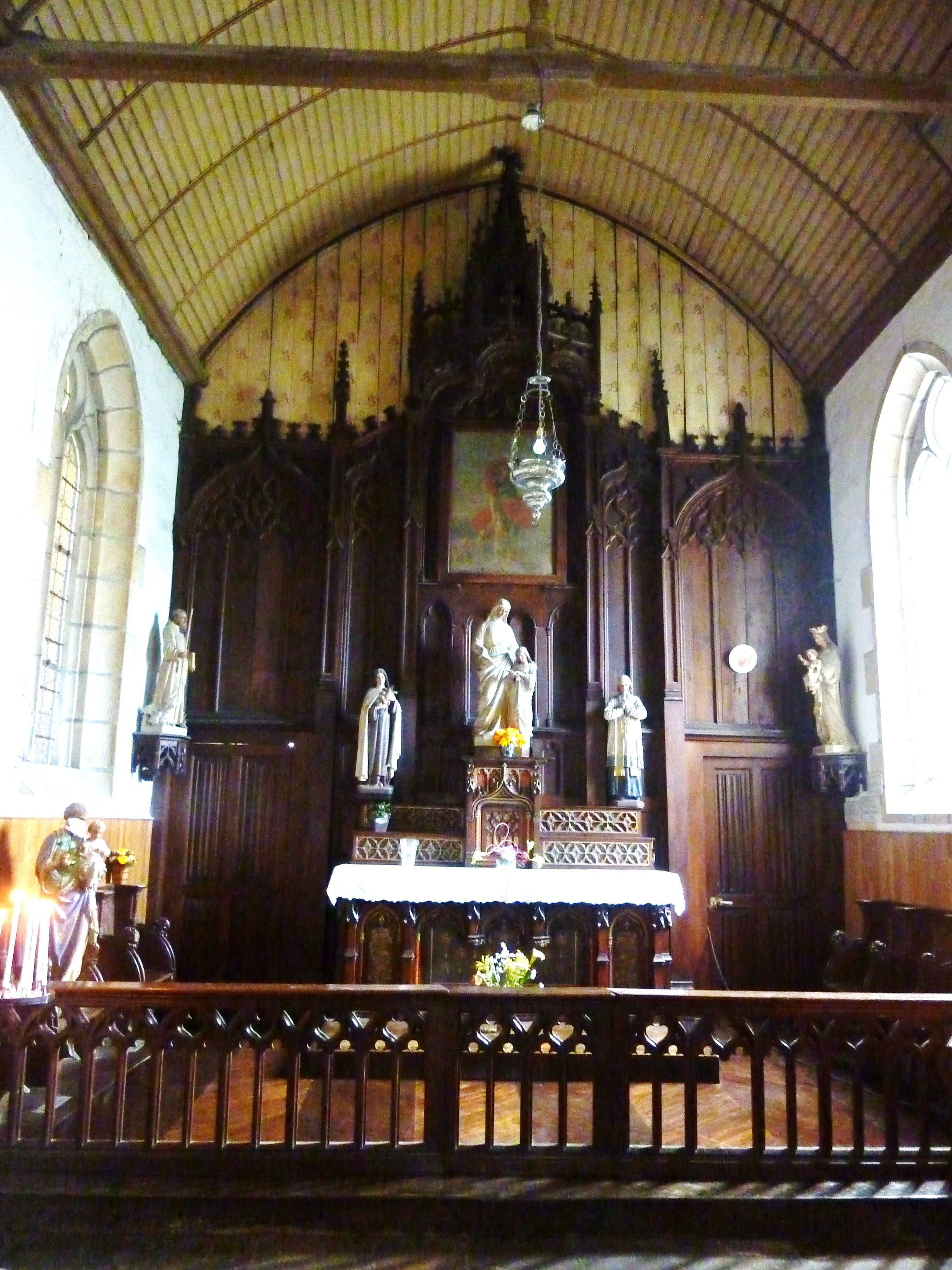
Le chœur.
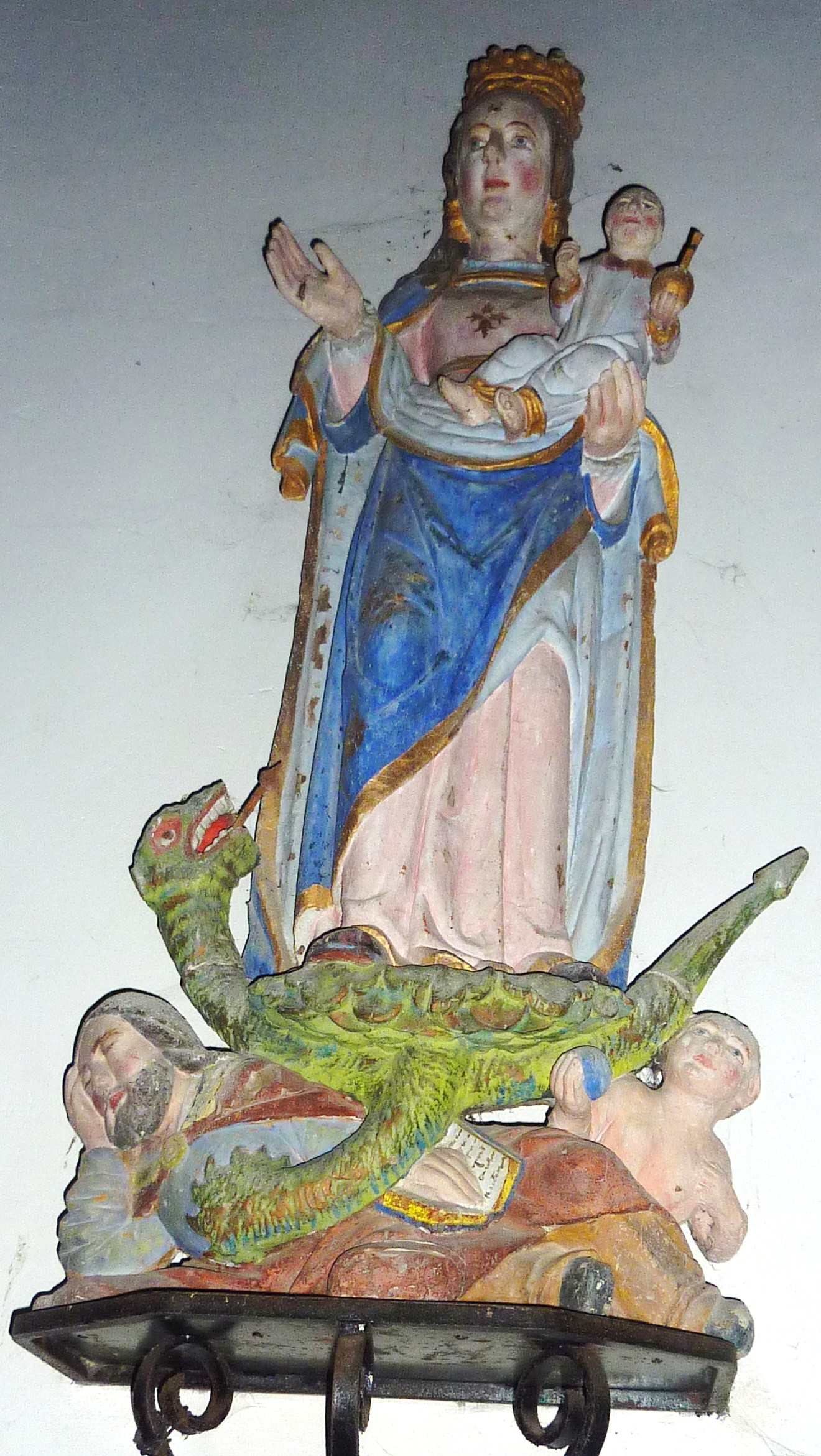
Vierge à l'Enfant.
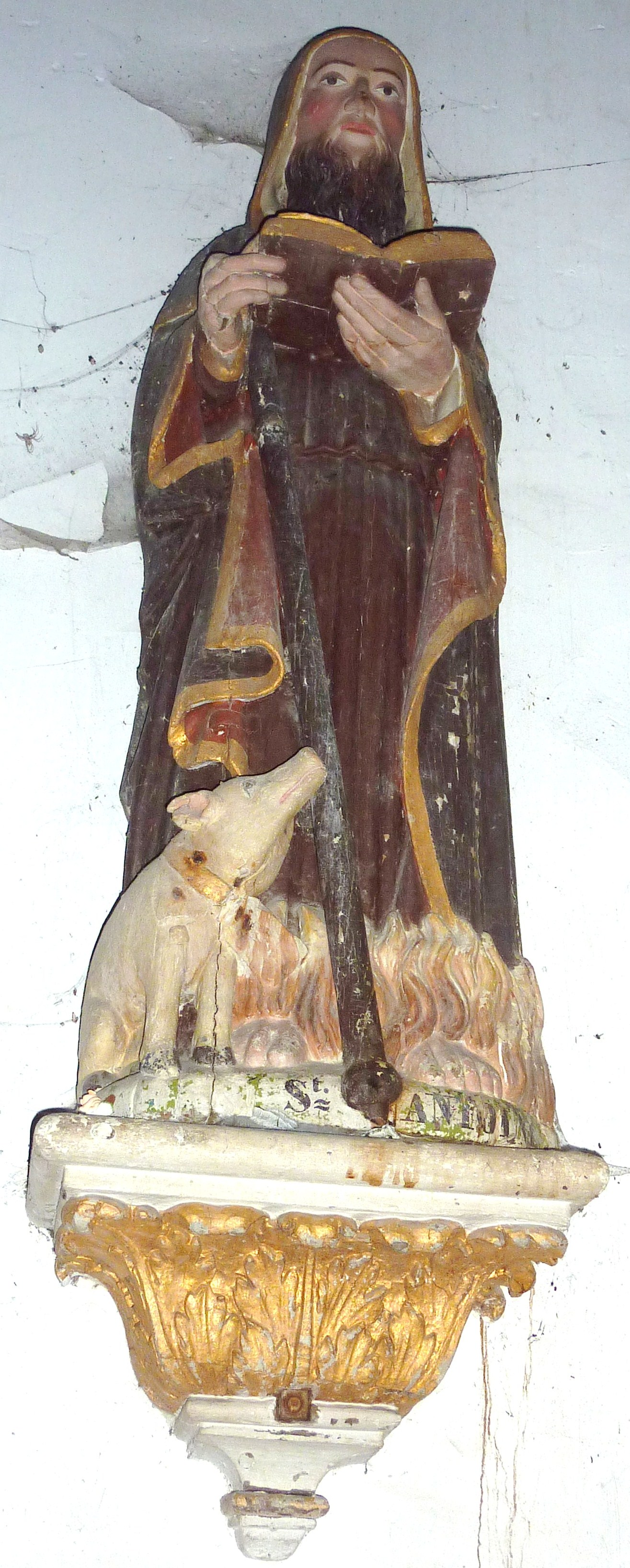
Statue de saint Antoine.
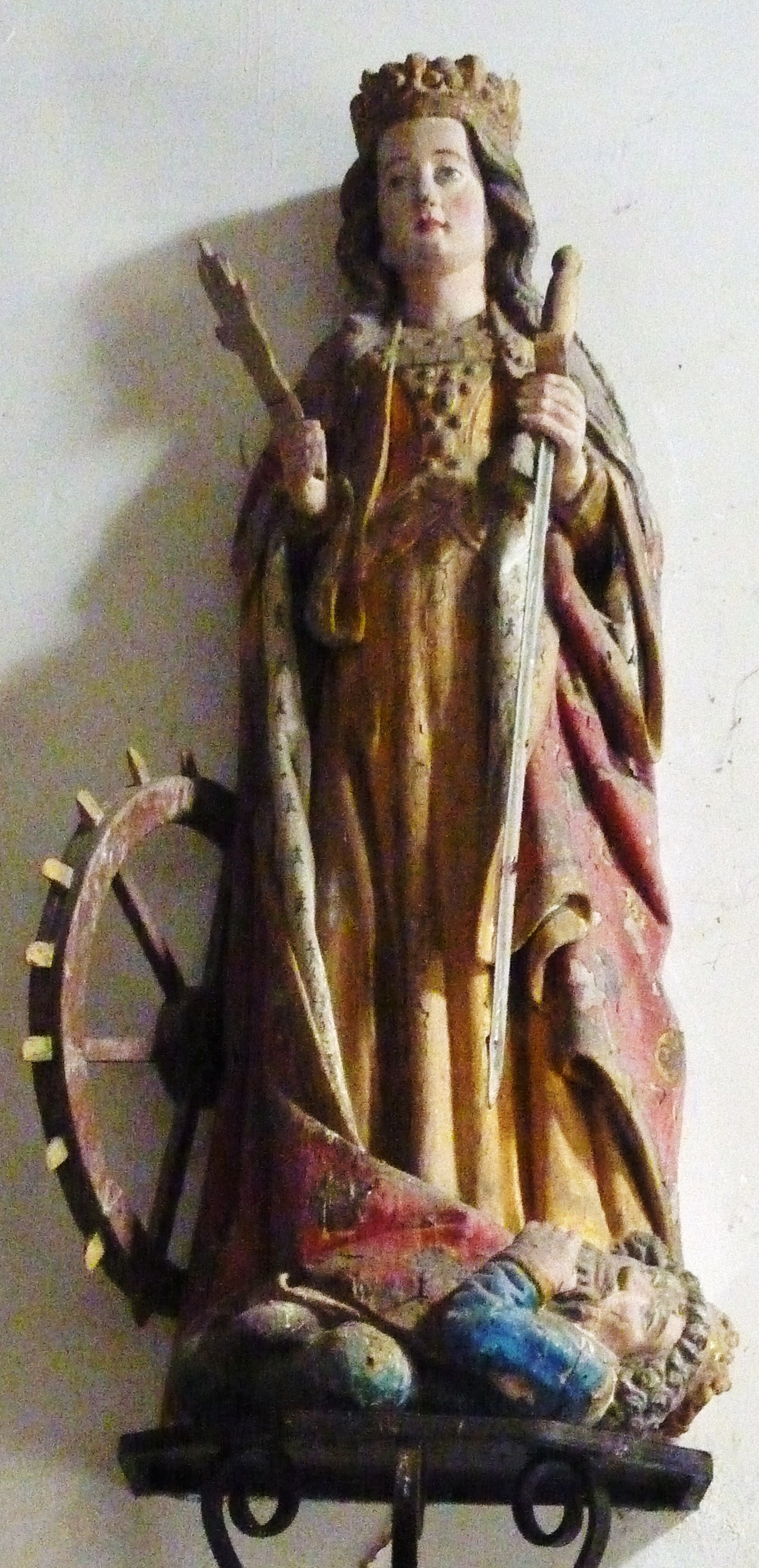
Statue de sainte Catherine d'Alexandrie.

Monuments civils
- L'aqueduc gallo-romain.

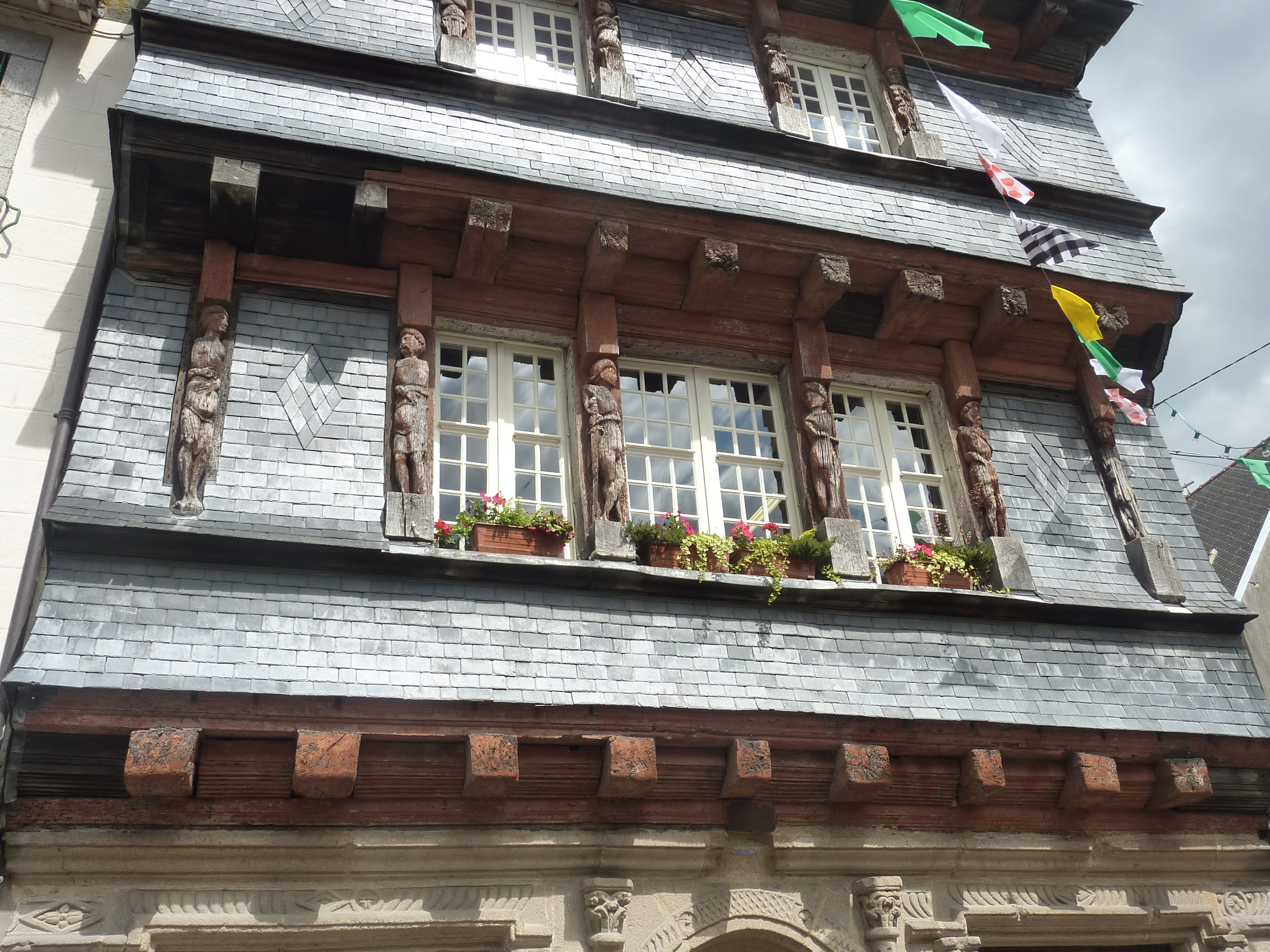
Carhaix : la maison du Sénéchal, détail de la façade.

- La maison du Sénéchal (actuellement office de tourisme), datant du XVIe siècle, où siégea Guillaume Guinamant, sénéchal de Carhaix en 1562, député de Carhaix aux États généraux en 1576-1577 à Blois et un des rédacteurs de la nouvelle coutume de Bretagne de 1580 et auteur de l'usement du Poher Sommaire déclaration que fait le sénéchal de Karhaye de l'usance observée de tous temps au terrouer de Poher pour les détenteurs de tenues à titres convenant franc et congéable. Elle est classée Monument historique depuis 1922 (façade rue Auguste-Brizeux) et 1976 (façade rue Félix-Faure).
- Le pont de Petit Carhaix : ce pont sur l'Hyères date probablement du XVIIIe siècle et est à la limite des communes de Carhaix et Plounévézel. Le seigneur de Tymeur en Poullaouen y percevait des droits.
- Le pont de Moulin-Meur : situé aussi sur l'Hyères (en aval du précédent), il date également probablement du XVIIIe siècle et le seigneur de Tymeur y percevait aussi des droits. Ce pont est situé sur l'ancienne voie romaine reliant Vorgium à l'Aber-Wrac'h.
- La place de la Mairie : elle correspond à l'ancienne place des halles. Les halles médiévales en bois qui s'y trouvaient ont été détruites à la fin du XIXe siècle. La mairie actuelle date de la décennie 1890.
- Le manoir de Kerniguez : la majeure partie du corps du bâtiment principal date du XVIIIe siècle, mais à l'ouest, un bâtiment du XVIe siècle subsiste. Il fut mis à sac pendant les guerres de la Ligue entre 1590 et 1598.

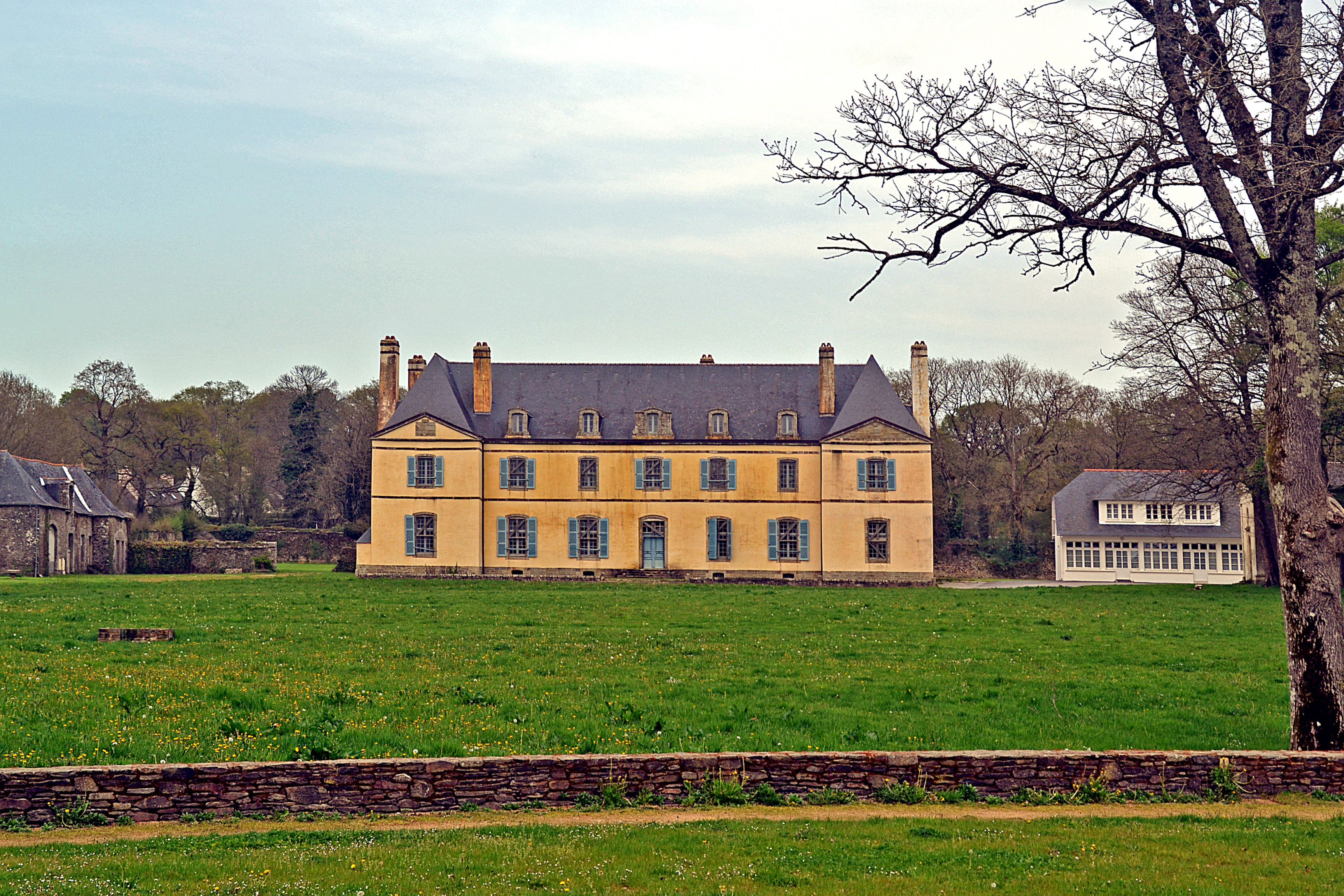
Château de Kerampuil.

- Le château de Kerampuil : l'actuel château, situé alors dans la trève de Saint-Quijeau a été construit en 1760 par Charles Robert, comte de Kerampuil, descendant de la famille de Saisy de Kerampuil et dont l'un des ancêtres Alain de Kerampuil fut écuyer de Bertrand du Guesclin. Bien national pendant la Révolution française, il fut ensuite restitué à ses anciens propriétaires et la famille le vendit en 1939 pour qu'il serve d'hospice. Il est devenu propriété de la ville de Carhaix en 1999. Sa façade et ses toitures sont inscrites à l'inventaire supplémentaire des Monuments historiques depuis 1965. Gilles de Kerampuil (vers 1530-1578) fut curé de Cléden-Poher et un lettré de son temps.
- Le château Rouge (Kastel Ruz) a été construit au début du XXe siècle par l'architecte Le Guerranic pour Constant Lancien, notable carhaisien de l'époque.
- La place de la Tour-d'Auvergne correspond à l'ancienne place du Champ-de-Bataille aménagée en 1760. Une statue en bronze, hommage à Théophile-Malo de La Tour d'Auvergne-Corret et sculptée par le baron Carlo Marochetti, a été érigée place de la Tour-d'Auvergne le 27 juin 1841.
- Le manoir de Kerampest faisait partie de l'ancienne trève de Saint-Quijeau en Plouguer. Il n'en subsiste que des vestiges datés du XVIe siècle[156].
- Le monument aux morts, représentant une mère, a été sculpté par René Quillivic.
- Le Panthéon des plus populaires des Bretons : au cœur du centre ville, des statues des sœurs Goadec, des cyclistes Bernard Hinault, Louison Bobet, Jean Robic et Lucien Petit-Breton[157], d'Anatole Le Braz[158], en hommage à d'illustres bretons.

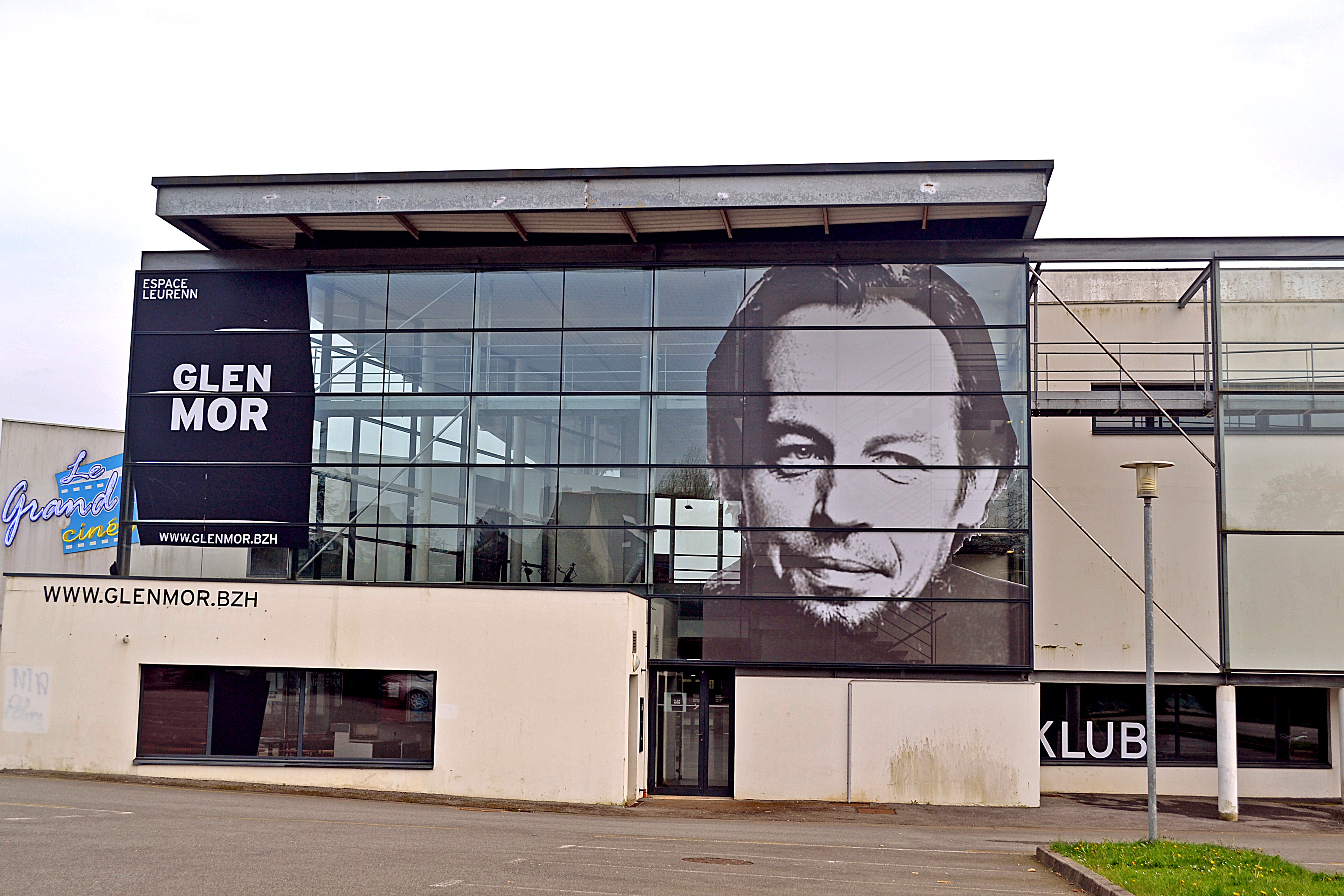
Espace Glenmor.

- Le projet "StoneBreizh" vise à édifier un cromlech s'inspirant de celui de Stonehenge au cœur du Poher[159] : le premier menhir a été mis en place en juillet 2022.

### Personnalités liées à la commune

#### Naissances
- Alain Barbetorte (vers 911), duc de Bretagne.
- Pierre-Trémeur Le Dissez de Pénanrun, né le 25 janvier 1731 à Carhaix, avocat au Parlement, fut sénéchal de Lamballe et député suppléant de la circonscription de Saint-Brieuc aux États généraux et à l'Assemblée constituante (il n'a pas siégé)[160].
- Théophile-Malo de La Tour d'Auvergne-Corret (1743-1800), linguiste, historien, militaire mort au champ d'honneur à Oberhausen (Bavière).
- Jean-François Le Gogal de Toulgoët (1751-1813), homme politique né  à Carhaix, député du Morbihan de 1808 à 1813.
- Maxime Julien, comte d'Émeriau (1762-1845), vice-amiral, pair de France.
- Joseph Le Gogal-Toulgoët (1781-1853), homme politique né à Carhaix, député du Finistère de 1834 à 1837.
- Frédéric Studer (1801-1875), prêtre jésuite à l'origine de plusieurs établissements d'éducation.
- Félix Jobbé-Duval, né en 1821 à Carhaix, décédé en 1889 à Paris, artiste peintre.
- Arsène Lambert (1834-décédé le 10 janvier 1901), général de brigade, sénateur. Il fut le premier Français à explorer le Fouta-Djalon en Guinée. Pendant la guerre franco-allemande de 1870, il commanda la défense de Bazeilles et fut fait prisonnier par les Prussiens[161].
- Louis Quintin (1836-?), chirurgien et explorateur.
- Ferdinand Lancien (1874-1955), maire de Carhaix, médecin, député, sénateur.
- Odette Bled, née Odette Berny le 18 juin 1907 à Carhaix et décédée le 31 août 1991 à Saint-Nazaire (Loire-Atlantique), institutrice cofondatrice avec son mari Édouard Bled du célèbre manuel d'orthographe et de grammaire « Bled », et mère de l'historien Jean-Paul Bled.
- Vefa de Bellaing (1909-1998), militante bretonne.
- Marie-Louise Cloarec, née à Carhaix le 10 mai 1917, quitte Carhaix en 1940 pour Grenoble puis Alger et s'engage dans le corps des transmissions. Arrêtée par la Gestapo le 27 avril 1944 à Paris, elle est envoyée au camp de concentration de Ravensbrück où elle est fusillée le 18 janvier 1945[162].
- Yvette Grollet-Briand, née à Carhaix en 1925, pionnière de l'aviation de l'Armée de l'Air.
- Marcel Leborgne (1939-2007) footballeur français
- Jean-Guy Le Floch, né à Carhaix en 1953, PDG d’Armor-Lux de 1994 à 2023.
- Christian Troadec né à Carhaix le 24 mars 1966, homme politique impliqué dans le mouvement breton et maire de la ville depuis le 23 mars 2001, Il est l'un des cofondateurs du festival des Vieilles Charrues en 1992.
- Christophe Honoré, né à Carhaix en 1970, cinéaste.
- Julien Mahé, né à Carhaix en 1983, entraîneur français de basket-ball.

#### Artistes, écrivains et personnalités ayant vécu à Carhaix
- Sébastien Le Balp (1639-1675), meneur de la révolte du papier timbré, dite « révolte des Bonnets rouges », notaire royal à Carhaix[163].
- Vincent Samuel Billette de Villeroche (1729-1811) fut député aux États généraux, puis à l'Assemblée nationale de 1789 à 1791, pour la sénéchaussée de Carhaix, Châteaulin et Quimperlé.
- Eugène Lejanne (1848-1932), pharmacien de la Marine et explorateur, mort à Carhaix.
- Léon Le Berre (1874-1946), journaliste.
- François Jaffrennou (Taldir) (1879-1956), journaliste, imprimeur, négociant, grand druide de Bretagne de 1933 à 1955.
- Robert Bellamy (1922-1943)  a appartenu au « Commandos Kieffer ». Il meurt en mission le 27 décembre 1943.
- Yvon Charles, journaliste et pasteur protestant, fondateur de la revue Regard d'Espérance, du Centre Missionnaire protestant de coat-y-louarn, du groupe scout « ar menez ».
- Mikaël Kerne, né Michel Floc’h, à Scaër, le 6 août 1942, chanteur, auteur-compositeur.
- Jacqueline Le Page, écrivain.
- Nono, né en 1949 à Inzinzac-Lochrist, dessinateur.
- Ronan Gorgiard, journaliste.
- Marie-Josée Christien, née en 1957 à Guiscriff, poète et critique littéraire, fondatrice de la revue Spered Gouez / L'Esprit sauvage en 1991, membre du jury du Prix du Roman de la Ville de Carhaix depuis 1999.

### Conte
- Ernest du Laurens de la Barre a retranscrit un conte traditionnel breton intitulé Trémeur ou l'homme sans tête[164], qui commence ainsi :

« Il y avait autrefois, du côté de Plouguer, là-bas, sur les bords de l'Aulne, au-dessous de Carhaix, un village habité par des païens qui adoraient des dieux, des déesses, des diablesses et un tas de vilaines choses. J'ai entendu dire par des savants que leurs chefs s'appelaient des druides... »

### Héraldique
| Blason de Carhaix-Plouguer | Le blason de Carhaix-Plouguer. D'or au bœuf de sable colleté, clariné et accorné d'argent. Présent sur l'armorial d'Hozier de 1696. |

| Blason de Carhaix ancien | Le blason de Carhaix-Plouguer. Un arbre chargé de deux oiseaux et accompagné de deux fleurs de lys. Présent sur l'armorial de Potier de Courcy, (Sceau 1306). |